# Pretoria
Pretoria ou Prétoria (en anglais et en afrikaans : Pretoria /prɛˈtʊəria/ ; en zoulou : ePitoli ; en tswana : Tshwane) est une ville d'Afrique australe et la capitale administrative de l'Afrique du Sud. 
Pretoria fut également de 1860 à 1902 la capitale de la république sud-africaine dans le Transvaal, de 1902 à 1910 celle de la colonie du Transvaal puis, de 1910 à 1994, le chef-lieu de la province du Transvaal. Elle est située aujourd'hui dans la province du Gauteng.
Son surnom est la « ville des Jacarandas » en référence aux centaines de milliers d'arbres qui fleurissent au printemps austral et donnent une teinte mauve à la ville.
Pretoria est une ville gérée par la municipalité de Tshwane, une conurbation qui englobe treize anciennes structures administratives dont les villes anciennement blanches de Centurion et Pretoria, ainsi que les anciens townships de Mamelodi, Temba et Hammanskraal.

## Origine du nom et autres appellations

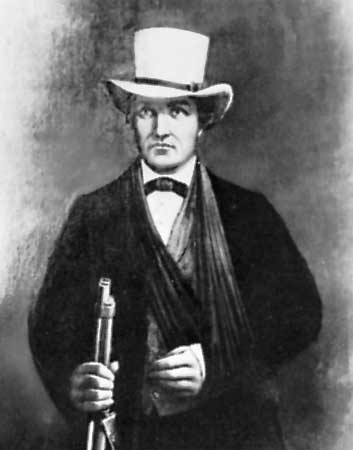
Andries Pretorius en hommage duquel la ville a été baptisée Pretoria par son fils Marthinus Wessel Pretorius.

Le nom de la ville de Pretoria a été choisi par son fondateur, Marthinus Wessel Pretorius, en hommage à son père, Andries Pretorius, un boer natif de Graaff-Reinet (colonie du Cap) et chef voortrekker, vainqueur de la bataille de Blood River contre les Zoulous en 1838 lors du Grand Trek. 
Le nom de Pretoria fut retenu entre plusieurs propositions tels que Pretoriusdorp, Pretorium, Pretoriusstad ou encore Pretoria-Philadelphia.
La ville de Pretoria est aussi connue sous différentes appellations dans les onze langues officielles du pays : 
- Afrikaans : Pretoria
- Anglais : Pretoria
- Isizoulou : ePitoli
- Isixhosa : iPitoli
- Setswana : Pitoria et Tshwane
- Pedi : Tshwane
- Süd-Ndebeles : iPitori
- Sesotho : Pitoriya
- Siswati : iPitoli
- Tshivenda : Tswane
- Xitsonga : Pitori

### Devise
« Praestantia Praevaleat Pretoria », « Que Pretoria soit la première en excellence » est la devise de la ville.

## Géographie

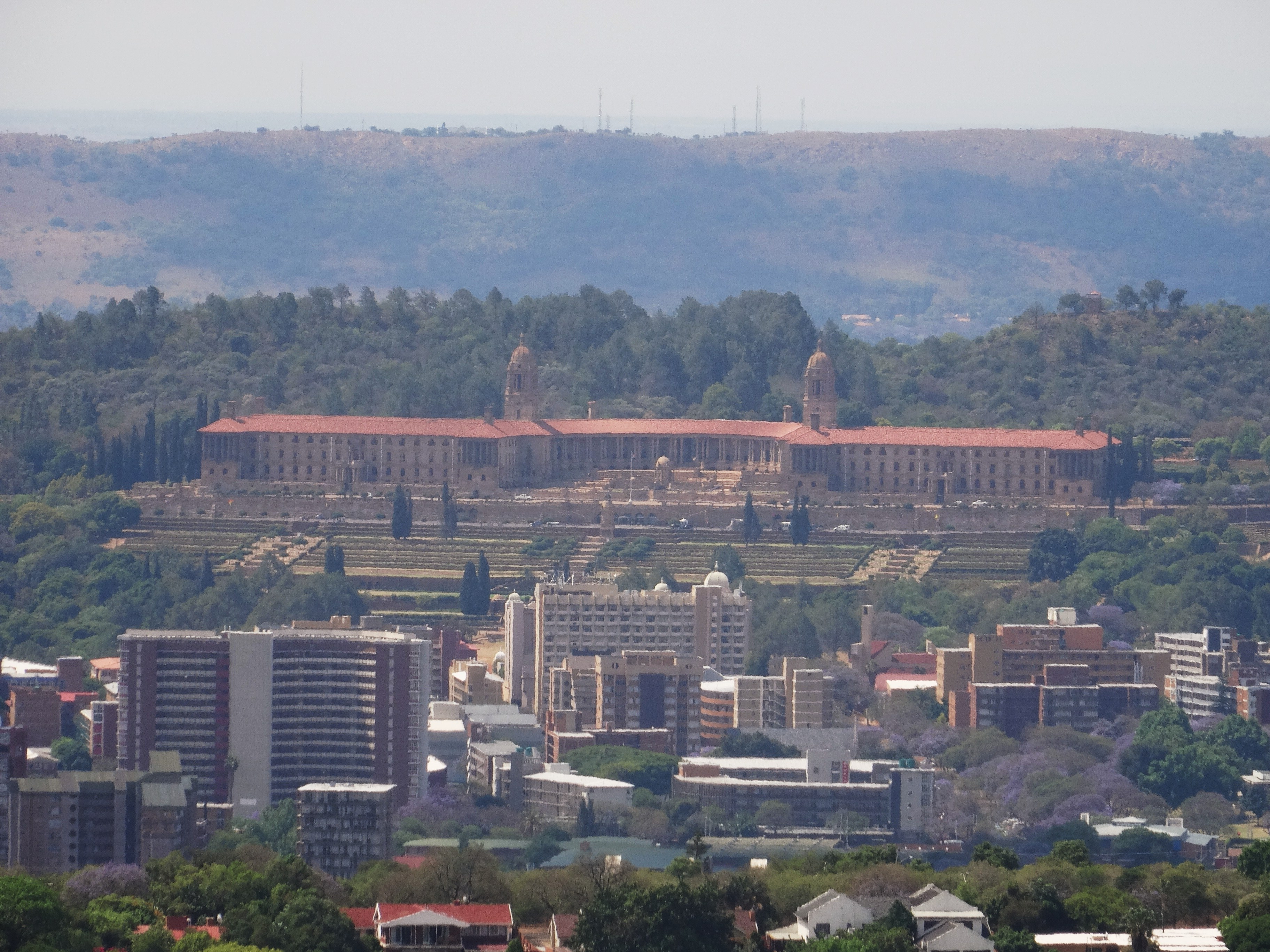
Les Union Buildings sur les hauteurs de la colline de Meintjieskop.

Située à 1 370 m d'altitude et traversée par la rivière Apies, Pretoria est située dans une vallée de la partie orientale de la chaine du Magaliesberg. 
La ville est elle-même vallonnée entre les collines de Bronberg, Cable Hill, Daspoortrand, Diamond Hill, Klapperkop, Kwaggasrand, Langeberge, Meintjieskop, Pyramid Koppies, Skanskop, Skurweberg, Thaba Tshwane/Voortrekkerhoogte et Waterberg.
La région de Pretoria comprend également des lacs aménagés (Baviaanspoort, Derdepoort, Hornsnek, Onderstepoort, Pienaarspoort, Saartjiesnek, Silkaatsnek, Swawelpoort, T.F. Martinspoort, Wapadsnek) ainsi que quatre grands barrages hydrauliques (Roodeplaat Dam, Bon Accord Dam, Rietvlei Dam et Hartebeespoort Dam).

### Climat
Le climat de Pretoria est de type subtropical humide. Le long été austral est souvent chaud et pluvieux alors que les hivers sont plutôt courts, froids et secs. Située à 1 370 m d'altitude, la ville a connu à plusieurs reprises quelques brèves périodes d'épisodes neigeux (sans être exhaustif, 1959, 1968, 1982 ou encore 2012). L'année 2014 a été l'une des plus pluvieuses enregistrées à Pretoria.
La température moyenne annuelle est de 17,6 °C ,, ce qui est élevé pour une ville de cette altitude. Elle bénéficie notamment de sa situation dans une vallée protégée des masses d'air froides et qui piège les courants d'air chauds. La ville connait ainsi assez régulièrement des vagues de chaleur comme en novembre 2011 (39 °C), janvier 2013 (37 °C), octobre-novembre 2015 (43 °C), année de la pire sécheresse depuis 1982, et en janvier 2016, avec le record de 44 °C.

## Démographie
À l'origine, petite capitale de la république sud-africaine du Transvaal puis de l'Union d'Afrique du Sud, Pretoria est d'abord une ville de fermiers avant de devenir une ville de fonctionnaires blancs, comptant, en 1921, 110 000 habitants.
Symbole du nationalisme afrikaner au xxe siècle, Pretoria reste une ville majoritairement blanche et afrikaner. Selon le recensement de 2011, la ville compte 741 651 habitants dont 389 022 blancs (52,45 % de la population en 2011 contre 67,69 % en 2001), 311 149 noirs (41,95 % de la population en 2011 contre 24,51 % en 2001), 18 514 coloureds (2,50 % en 2011 contre 6,23 % en 2001) et 8 667 indiens ou asiatiques (1,17 % en 2011).
La population noire est notamment majoritaire dans Pretoria Central (93,98 % des habitants en 2011 ) mais aussi dans la zone industrielle  et dans la banlieue du grand ouest de la ville tandis que la population blanche est largement majoritaire dans les quartiers résidentiels du nord comme à Pretoria North  et dans ceux de l'est et du sud-est.
La population est à 47,67 % de langue maternelle afrikaans (61,17 % en 2001) contre 16,38 % de langue maternelle anglaise et 8,02 % de langue maternelle sepedi.
Pretoria fait partie de la conurbation de Tshwane qui comprend en tout 2 921 488 habitants (75,40 % de Noirs, 20,08 % de Blancs et 2,01 % de couleur).

### Quartiers
La ville de Pretoria comporte de nombreux quartiers correspondant à des suburbs (banlieues) situés autour de Pretoria Central, le centre historique de la ville où se situe Church Square.
Les principaux suburbs sont Arcadia (le quartier des Unions Buildings et des ambassades), Brooklyn (quartier commercial et branché), Bryntirion (le quartier de la résidence présidentielle), Hatfield (le quartier étudiant), Capital Park, Erasmuskloof, Gezina, Groenkloof, Lynnwood, Pretoria North (quartier industriel), Muckleneuk, New Muckleneuk, Pretoria West, Rietfontein, Salvokop, Sunnyside (le quartier commerçant et populaire), Waterkloof (quartier résidentiel) ou encore Wonderboom. Les grands townships historiques de l'aire urbaine de Pretoria, Atteridgeville (64 425 habitants ), Mamelodi (334 577 habitants) ou Soshanguve, sont, pour leur part, rattachés directement à la municipalité de Tshwane.

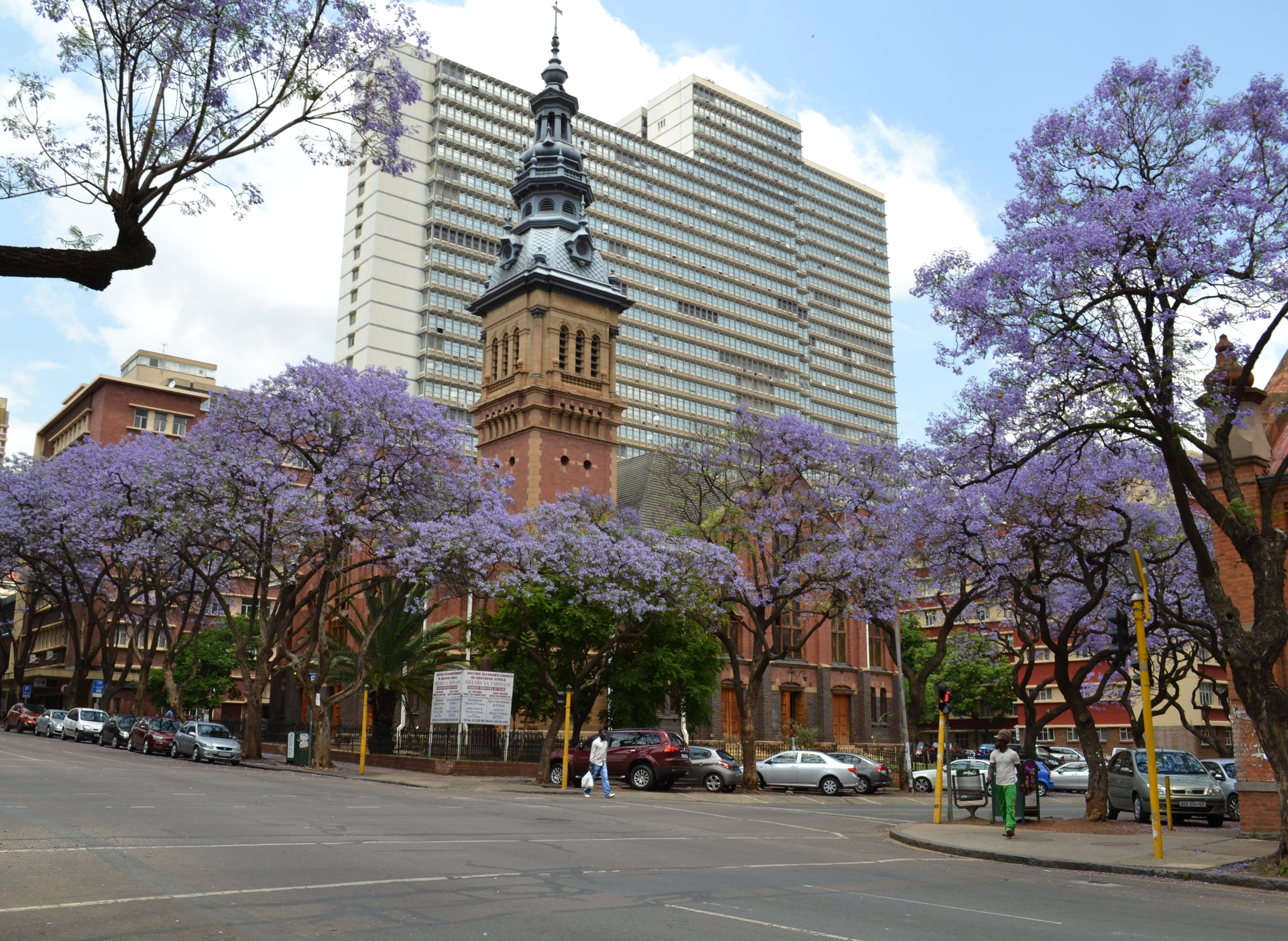
Église réformée (1903) de Bosman Street, Pretoria Central.
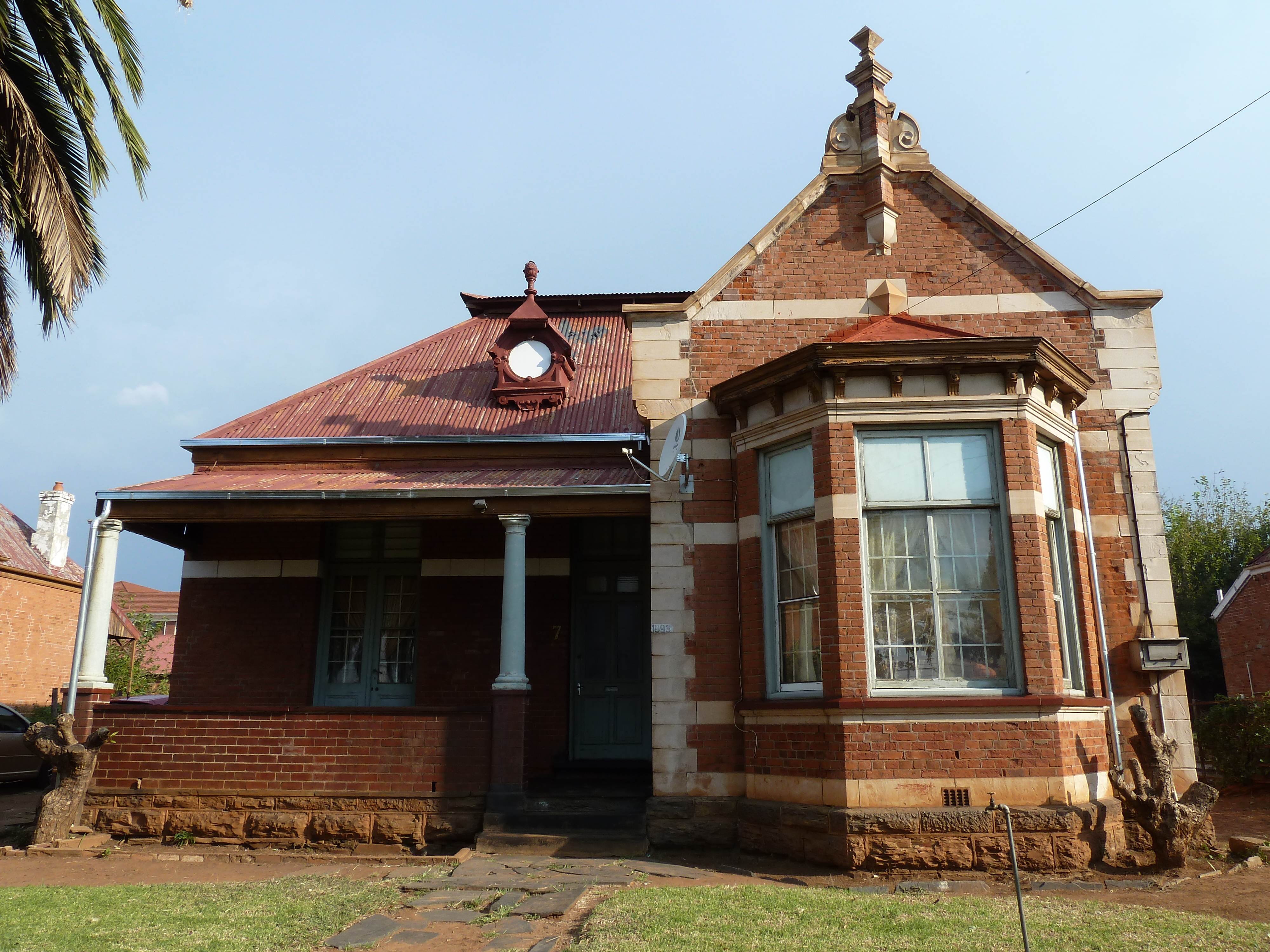
Villa de Artillery Street construite par le gouvernement du Transvaal pour les officiers de l'armée, quartier de Salvokop.
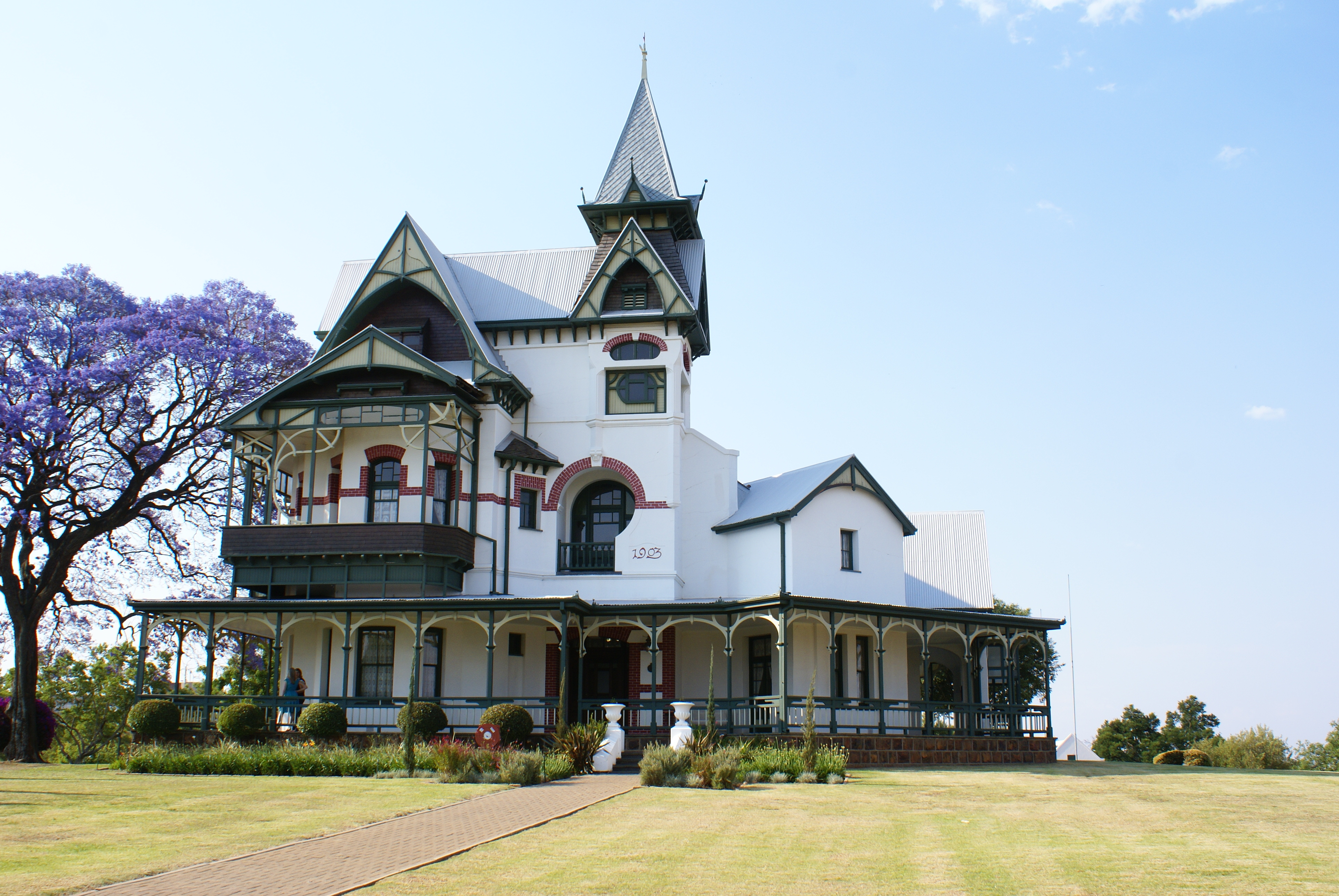
Le château Erasmus ou  Die Spookhuis (1903) construit sur les plans d'un architecte néerlandais, quartier d'Erasmuskloof.
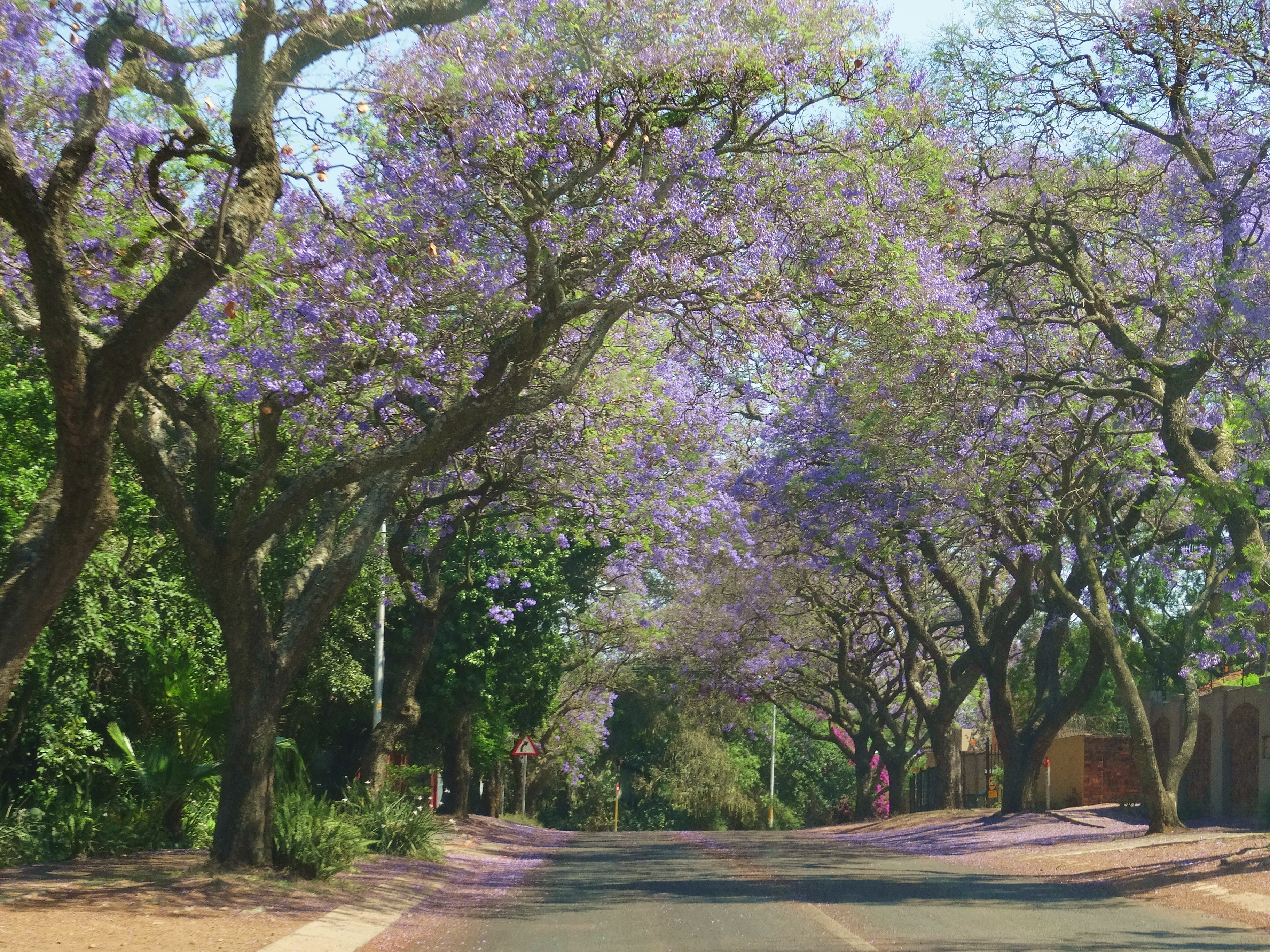
Rues bordées de jacarandas, quartier de Waterkloof.
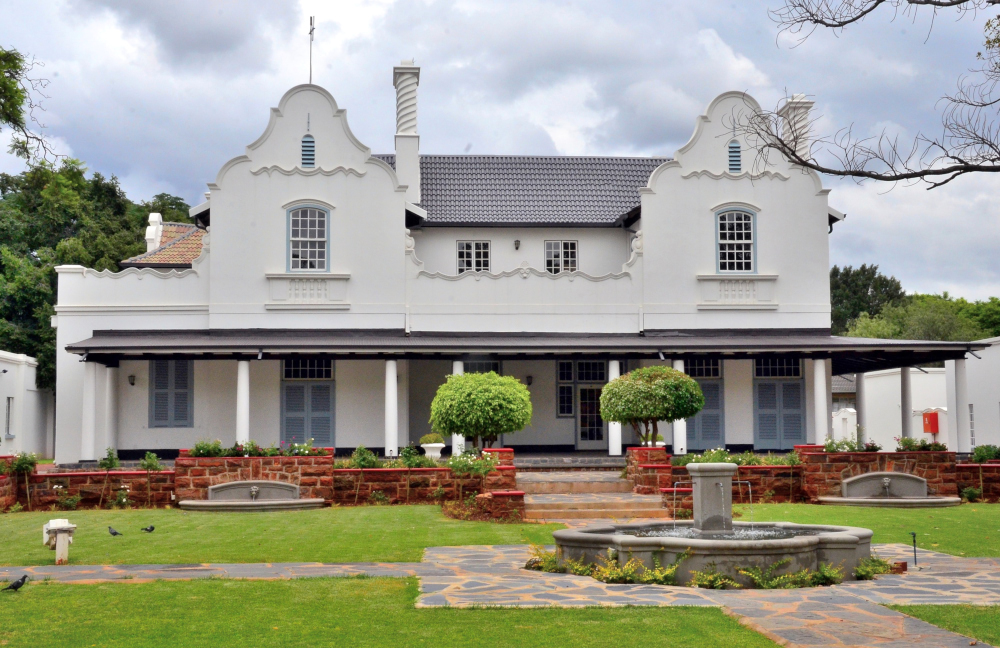
Brooks House, quartier de Brooklyn.
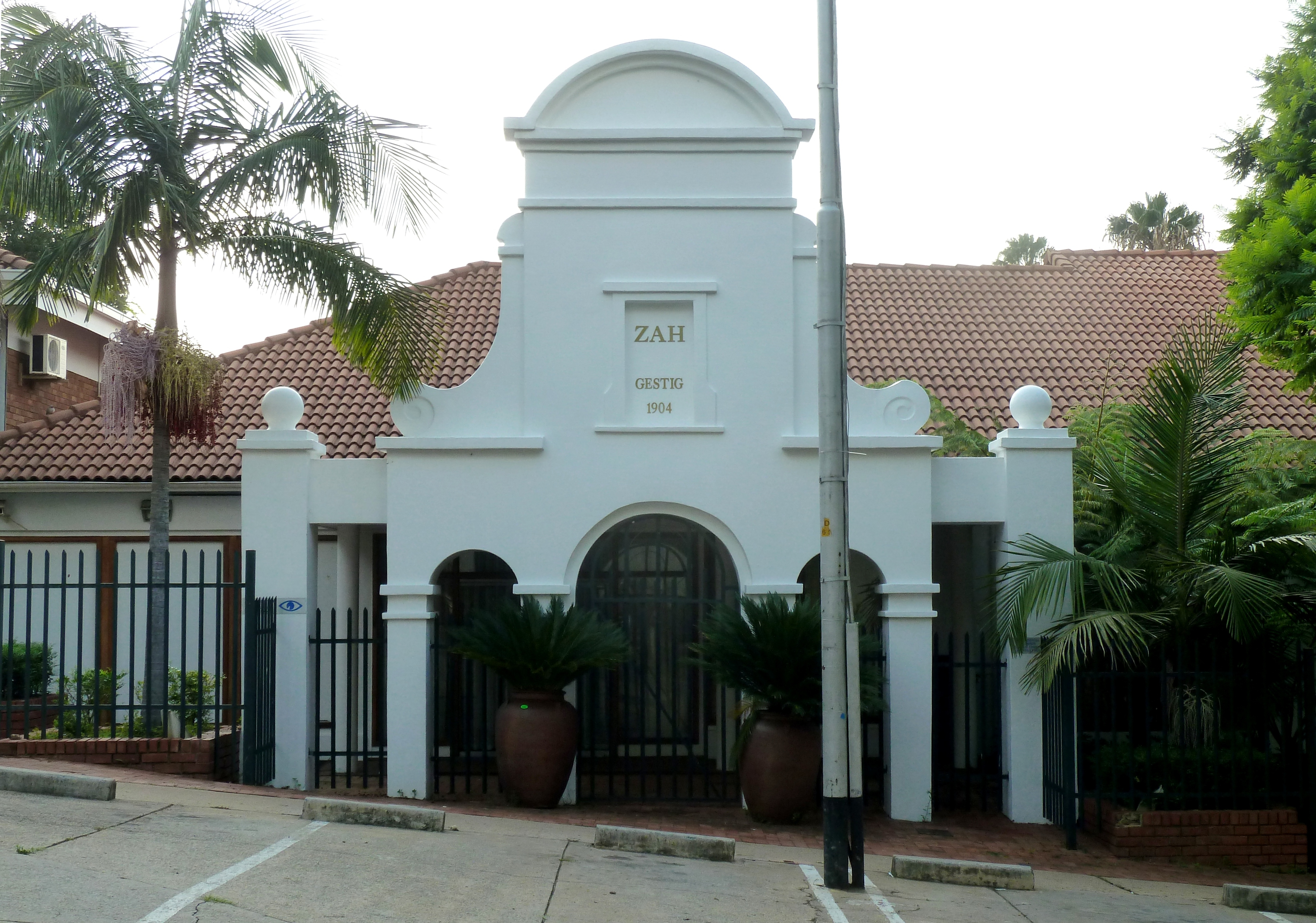
Le Zuid-Afrikaans Hospitaal, quartier de Muckleneuk.

## Urbanisme

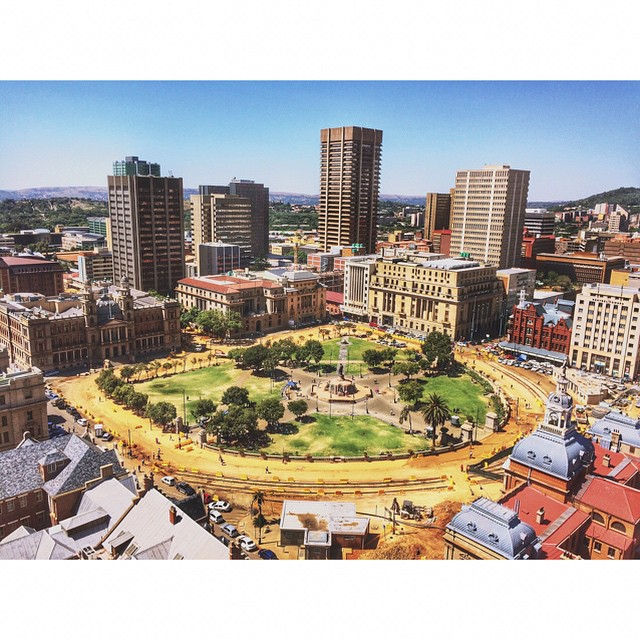
Church square, le centre historique de Pretoria.

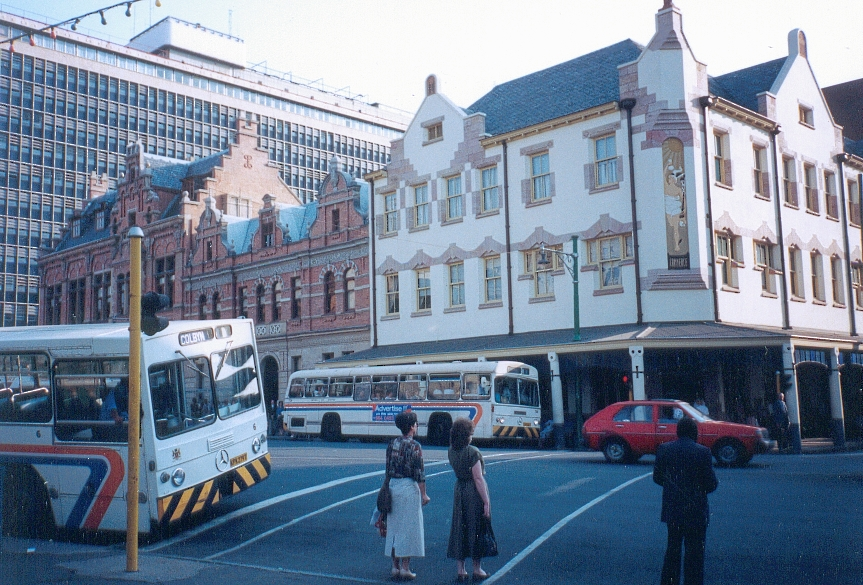
L'ancienne banque néerlandaise (1896), l'ancienne chambre des lois du Transvaal (vers 1885) et le Café Riche (1905) dans le Centre de Pretoria.

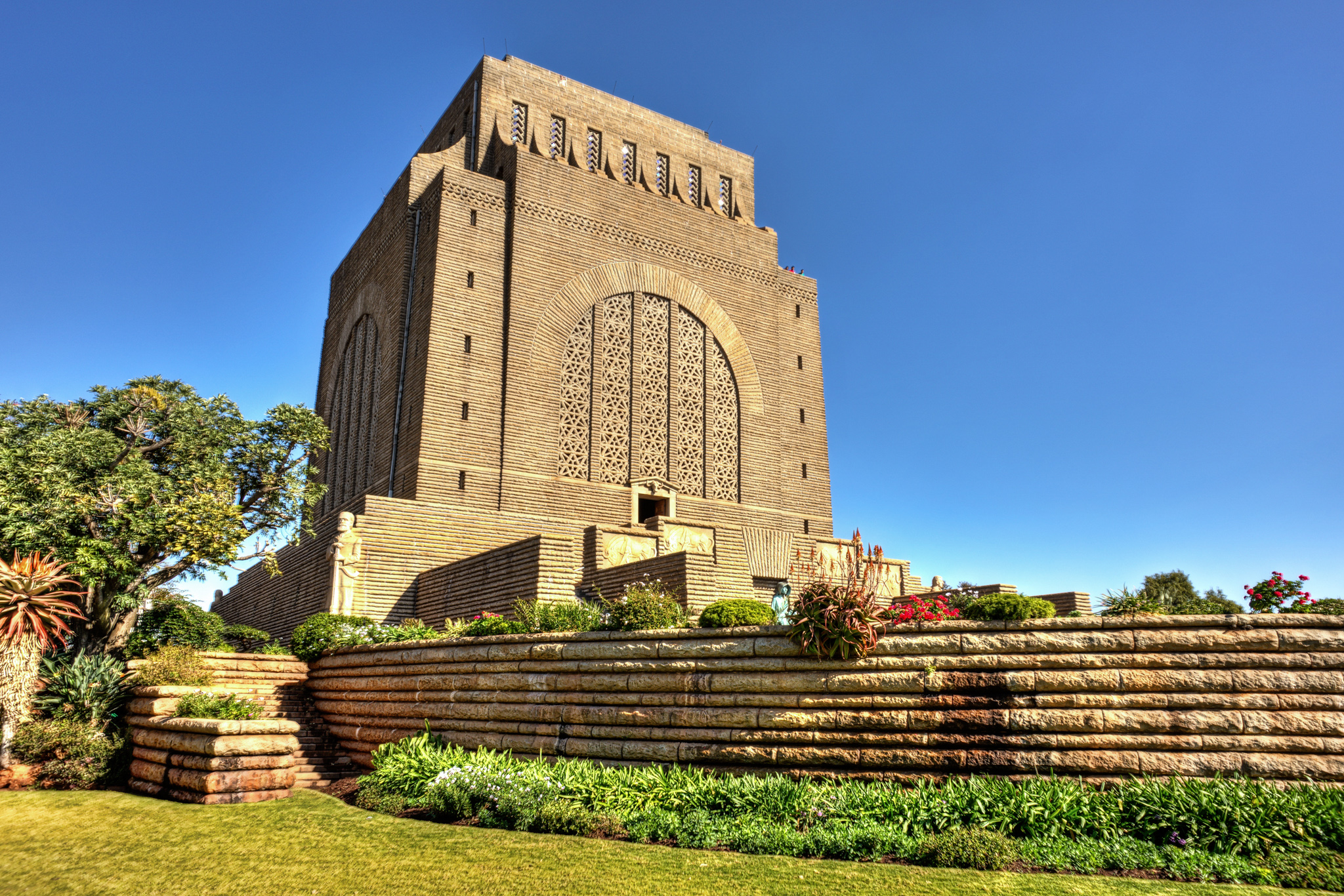
Voortrekker Monument à Pretoria.

Les axes principaux (est-ouest) de la ville sont Church Street, longue de 26 km, Pretorius Street et Schoeman Street.
Les axes principaux, selon l'axe nord-sud, sont Potgieter St., Bosman St., Paul Kruger St., Andries St., Van der Walt St. et Nelson Mandela Av.
La ville est principalement constituée d'un centre-ville historique, comprenant le quartier des affaires avec ses immeubles de grandes hauteurs, et de quartiers résidentiels verdoyants étalés sur plusieurs centaines de km2.
Longue de 26 km, l'historique Church Street traverse Pretoria d'est en ouest, longeant d'abord le township d'Atteridgeville, puis le quartier déclassé de classe moyenne de Danville avant de longer le vieux cimetière afrikaner dans Pretoria West. L'artère se rétrécit, passe devant le Kruger House Museum et atteint le centre-ville historique (Church Square) et la statue de Paul Kruger, avant de devenir piétonnière et de s'enfoncer dans le quartier des affaires et de passer devant le théâtre d’État. Puis la rue reprend une vocation automobile et passe devant les jardins des Union Buildings, devant la statue de Louis Botha et traverse le quartier d'Arcadia puis celui de Lynnwood et tous ceux de l'est, à majorité blanche.
La ville de Pretoria contraste avec son environnement immédiat. Ville paisible sise au milieu de ses collines dont les plus hautes furent coiffées de bâtiments officiels (Union Buildings, université d'Afrique du Sud) ou de monuments (Voortrekker Monument), avec ses rues tirées au cordeau, le centre de Pretoria a été longtemps fréquenté par tous les groupes raciaux, du moins, durant la journée. Ses banlieues résidentielles blanches sont longtemps restées peu murées[style à revoir] et certaines d'entre elles, à l'instar de Verwoerdburg, avaient fini pas constituer une municipalité à part entière.
Depuis la fin de l'apartheid, Pretoria reste une ville globalement ségréguée, socialement et racialement, et demeure majoritairement blanche. Cette ségrégation est de plus en plus visible à mesure que l'on s'éloigne des anciens townships, des quartiers de l'ouest et de ceux proches du centre-ville, principalement habités ou fréquentés par les populations noires. Ainsi, les habitants blancs ont déserté le centre-ville (phénomène de white flight), devenu le lieu de résidence des populations qui étaient autrefois exclus ainsi que des SDF et des mendiants. Des immeubles résidentiels entiers qu'ils fussent à loyers modérés ou réservés aux agents travaillant pour les services publics de la ville, tels que les 4 tours de Schubart Park (1980) ont périclité, vidé de ses habitants et été laissé à l'abandon en dépit des programmes de réhabilitation jamais entamé,,. D'autres immeubles tels que le Kruger Park (1985) sur Vermeulen str. ont été squattés. 

### Architecture
L'architecture des maisons et bâtiments publics de Pretoria reflète une influence culturelle assez diversifiée représentative de toutes les époques du xixe siècle et du xxe siècle : architecture coloniale cape-dutch (Mahlamba Ndlopfu), néo-renaissance (Raadsaal), néo-Renaissance flamande (vieille banque néerlandaise et chambre des lois sur Church Square), willhelmienne (palais de justice), victorienne (Melrose House), édouardienne, classique italien (Hôtel de ville de Pretoria), néo-classique (Union Buildings), art-déco, moderne, postmoderne, brutalisme et néo-moderne (théâtre d’État).

### Odonymie

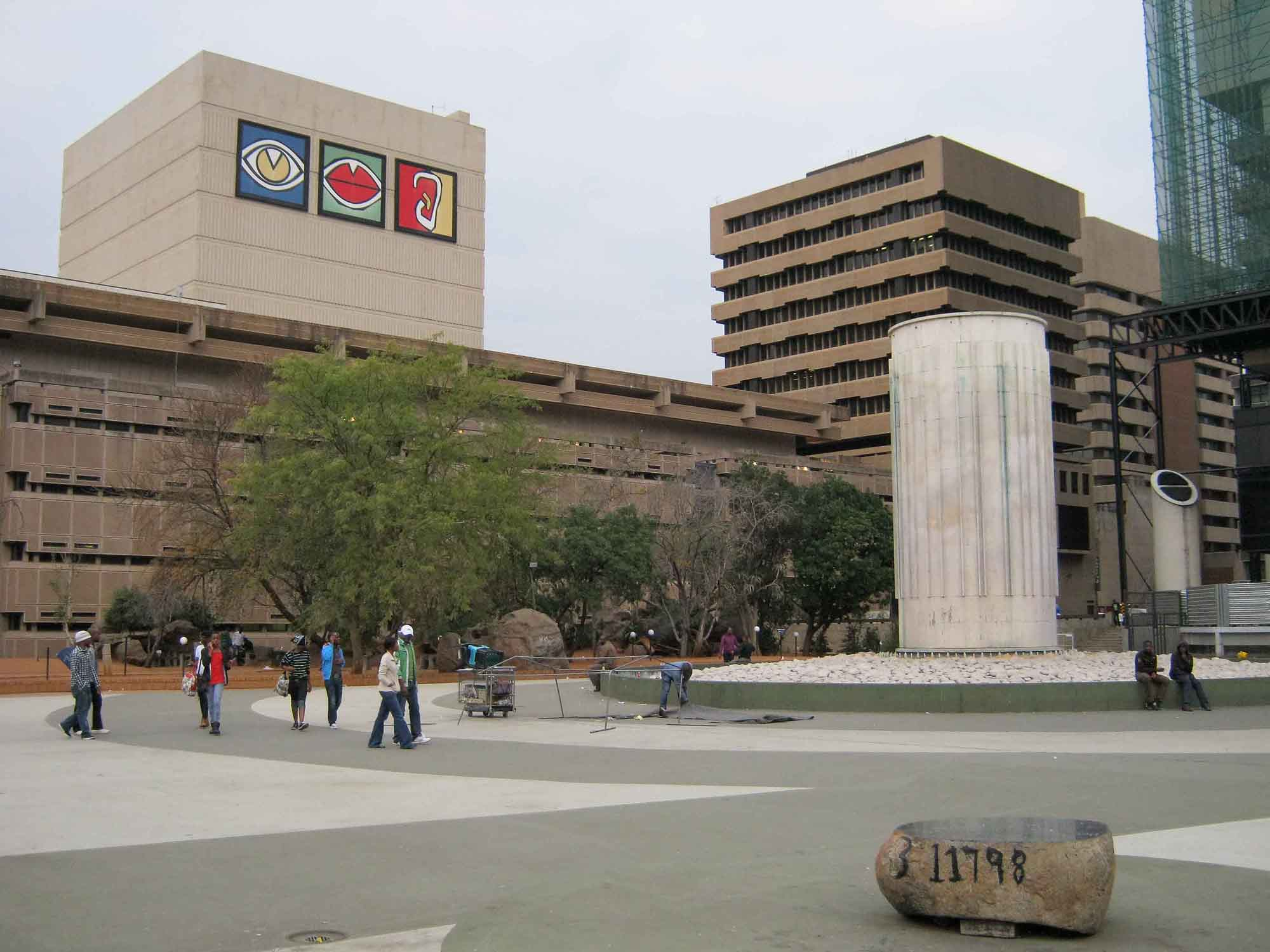
Le théâtre d’État sur l'ancienne Strijdom Square (autre angle de vue).
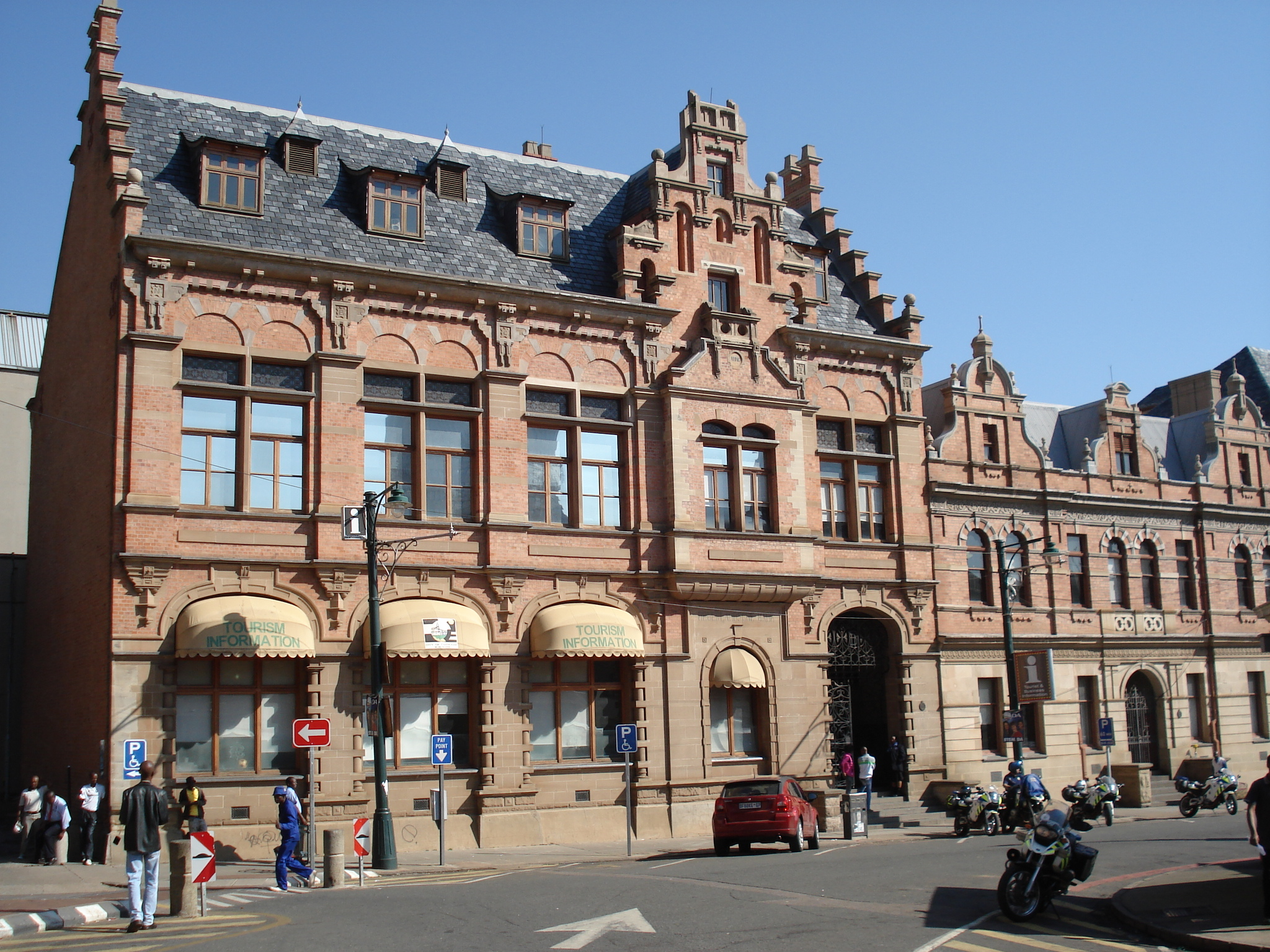
La vieille banque néerlandaise et l'ancienne Chambre des lois du Transvaal sur Church Square.
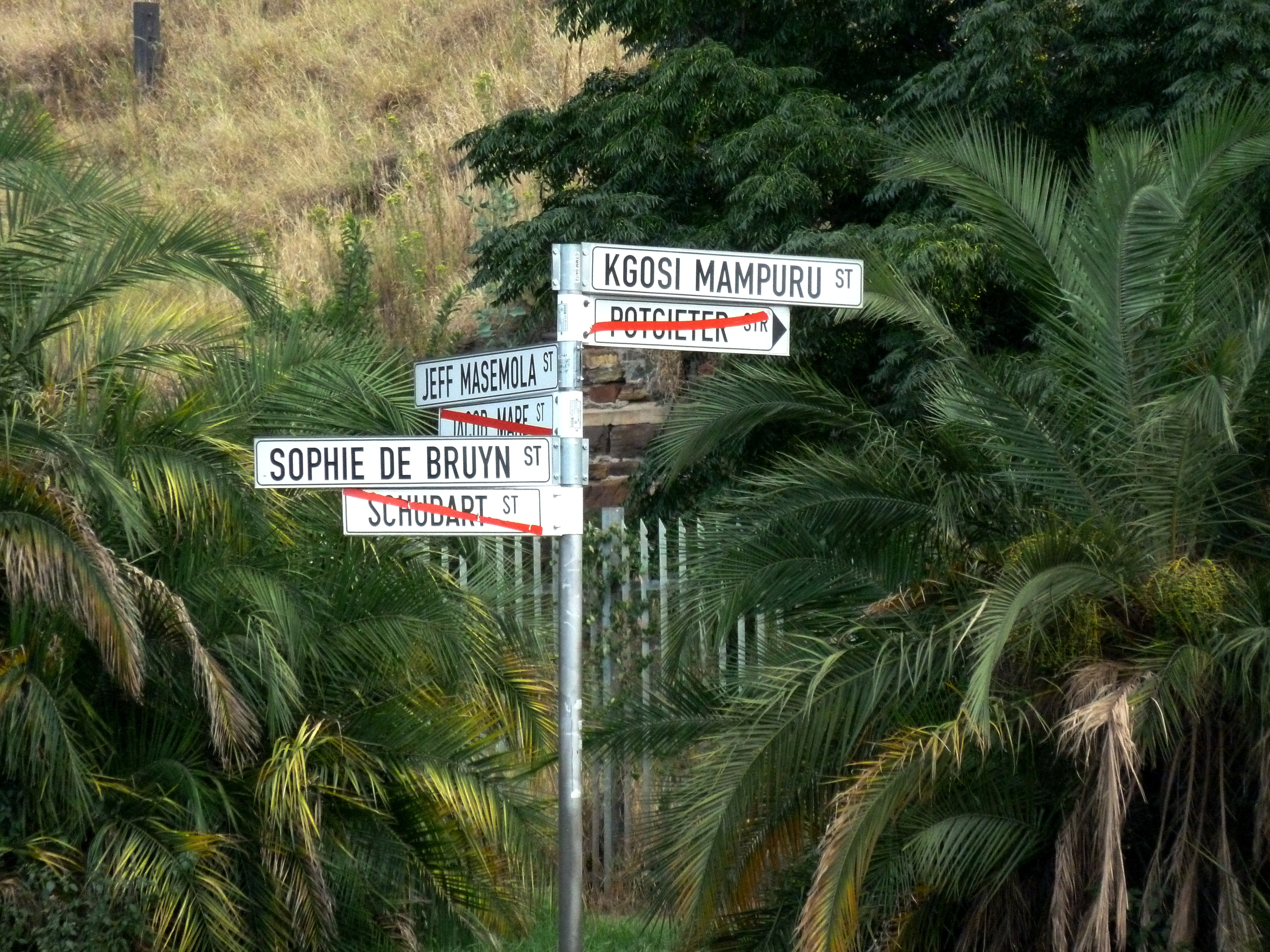
Changements odonymiques à Pretoria.

Les rues de Pretoria sont tracées au cordeau et, dans le centre-ville, avaient presque toutes été baptisées en l'honneur des Boers et de personnalités du Grand Trek, en portant le nom des pères fondateurs de la ville, des voortrekkers, des généraux de la guerre des Boers ou des hommes d’État afrikaners.

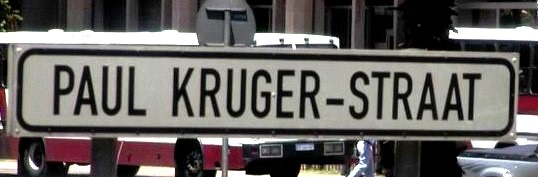
Panneau en afrikaans de la rue Paul Kruger.

Le 7 mars 2005, la municipalité de Tshwane annonce que dix-sept rues seront rebaptisées. En 2007, le nombre de rues visées par la procédure est porté à cinquante et un.

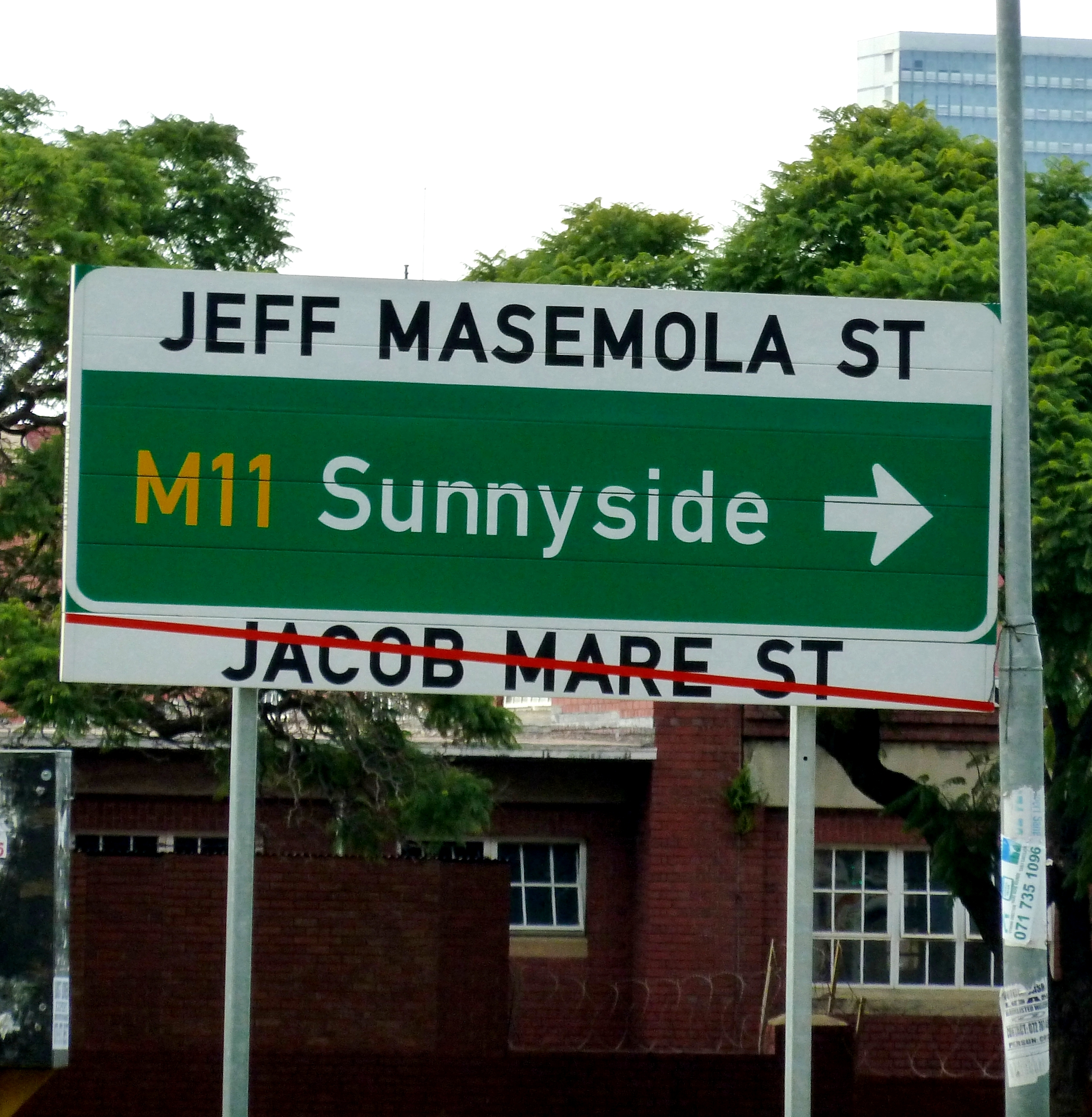
Panneau mentionnant l'ancien nom et le nouveau nom d'une rue de Pretoria.

Si un consensus est établi pour retirer les noms des anciens théoriciens et praticiens de l’apartheid (Malan, Verwoerd…), les partis d’opposition, Alliance démocratique, Christian Democratic Party, African Christian Democratic Party et Freedom Front Plus, s’en prennent cependant à la focalisation et à la systématisation des choix de l’ANC pour effacer les noms des anciens dirigeants afrikaners (Pretorius, Kruger...) ou les références historiques (Church street, Zambezi, Voortrekker…) et de ne jamais tenir compte des avis émis par la population concernée.
À la suite de l'opposition virulente des résidents des quartiers afrikaners et de la relative apathie des résidents des townships, le processus reste au point mort jusqu'en novembre 2011, quand le maire de la municipalité, Kgosientso Ramokgopa, annonce que, quels que soient le coût et les oppositions, Pretoria sera rebaptisée Tshwane avant la fin 2012 ainsi que vingt et une voies de la ville à commencer par son artère principale, Church Street. Le 23 mars 2012, à la suite de discussions entamées notamment avec le front de la liberté, l'ANC propose de conserver le nom de Pretoria pour désigner la capitale sud-africaine ainsi que les noms des rues Pretorius et Kruger mais à condition que les autres rues du centre-ville puissent être rebaptisées sans confrontations politiques et judiciaires. Dans le cadre de ces négociations, l'opposition demande que Church Street et Voortrekker Street soient également épargnées mais sans obtenir satisfaction.

## Histoire de Pretoria

### Premiers peuplements

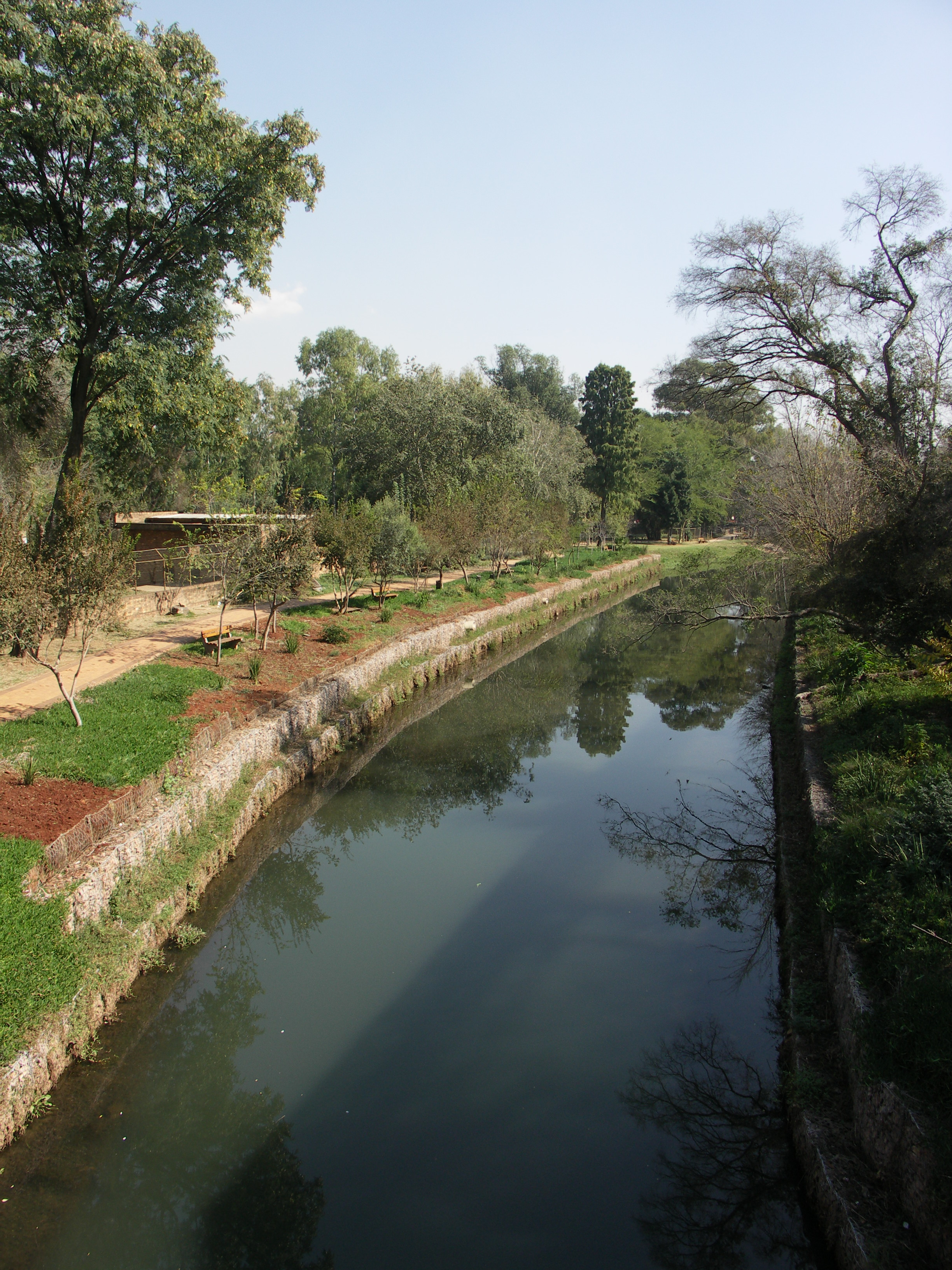
La rivière Apies près de laquelle fut fondée Pretoria

Les plus anciennes traces de présence humaine, dans la région de l'est des montagnes de Magaliesberg, remontent à l'époque des Homo ergaster et les premières traces d'habitats rudimentaires à une période comprise entre 550 et 700 ans av. J.-C.
Les premiers habitants connus à s'installer dans la vallée de la rivière Apies, où sera fondée la future Pretoria, sont des Ndébélés, vers l'année 1600. Ceux-ci sont originaires du Natal et ont migré vers l'est des montagnes de Magaliesberg et la vallée de la rivière Apies sous la direction du chef Musi. Après sa mort, ses deux fils, Manala et Ndzundza, s'opposent violemment pour prendre le contrôle de la tribu. Ndundza est vaincu et s'enfuit vers l'est. Deux autres factions, dirigées par d'autres fils, rompent avec Manala et fondent également d'autres clans tribaux.
Dans les années 1820, à la suite du mfecane, les diverses tribus de la région se confrontent à des groupes de réfugiés, menés par Mzilikazi, qui pillent et tuent tous ceux qui ne se soumettent pas au despotisme du chef zoulou. Ainsi, la tribu Bakwena, qui avait migré et occupé pacifiquement la région, est totalement décimée ainsi que les Ba-Hurutsi, alors que les clans fondés par Nzundza sont dispersés. Toute la région comprise entre le fleuve Limpopo au nord et le fleuve Orange au sud, passe sous le joug de Mzilikazi. Ce dernier installe deux kraals militaires dans les alentours de la rivière Apies, à enDinaneni et à enKungweni, et établit sa résidence royale, d'abord sur le versant sud de la colline de Meintjieskop, avant de l'installer plus au nord à emHlahlandlela. En une dizaine d'années, les différentes communautés pastorales de la vallée de l'Apies sont obligées de fuir et d'abandonner la région.

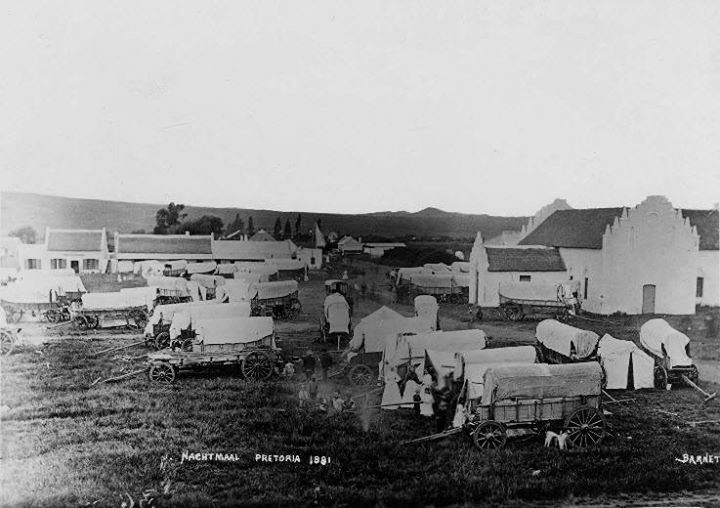
Jour de communion, place de l'église, alors appelée place du marché en 1881 avec à droite, l'historique église réformée paroissiale du Transvaal (démolie en 1882).

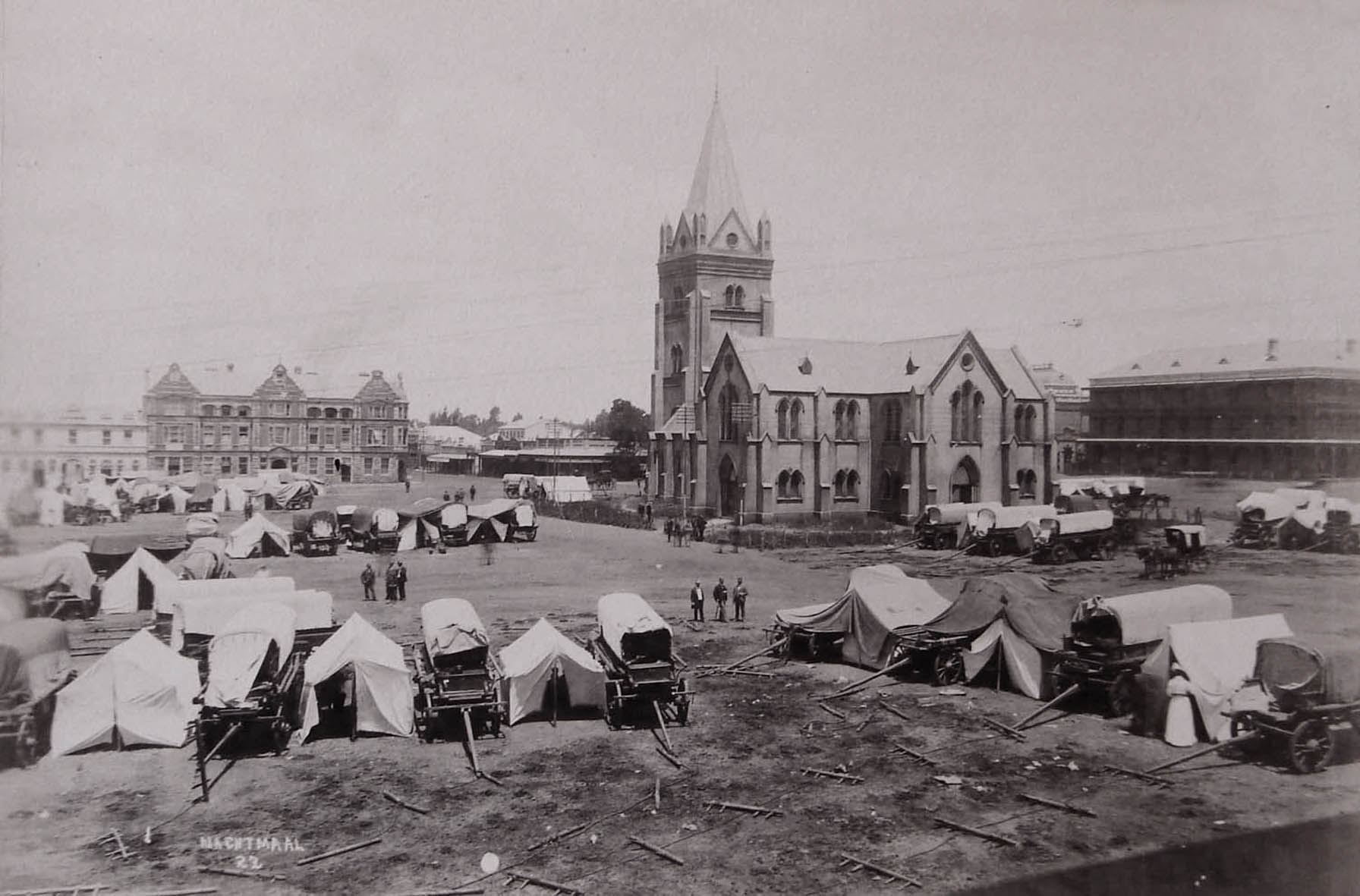
Jour de communion, place de l'église, vers 1895 avec l'église néo-gothique (1885-1905) qui donna réellement son nom à la place.

En 1836, les premiers Voortrekkers, partis de la colonie du Cap, franchissent le fleuve Orange. Alerté, Mzilikazi lance ses armées sur le convoi mené par le général Hendrik Potgieter. Celui-ci résiste et contre-attaque. L'armée de Mzilikazi est finalement vaincue lors de la bataille de Vegkop et le chef ndébélé est contraint de fuir vers le nord et de traverser le fleuve Limpopo.
La vallée de la rivière Apies est ainsi désertée et quasi-inoccupée lorsque, en 1840, deux frères boers, Lucas Bronkhorst (1795-1875) et Gert Bronkhorst (1798-1848), s'installent dans la région après avoir participé au grand trek d'Hendrik Potgieter. Lucas Bronkhorst fonde la ferme de Groenkloof en 1841 et, avec son frère, celle de Elandsfontein en 1842, où sont construites des huttes de roseaux, les premières habitations manifestant la volonté des Boers de se sédentariser. Ils sont rapidement suivis par les familles Smit, Fourie, Minnaar, Vermeulen, Van Rensburg, Pretorius et Prinsloo, tous des voortrekkers qui se rassemblent autour de la petite colonie de la ferme d'Andries van der Walt (1814-1861) à Elandspoort.

### La naissance de Pretoria

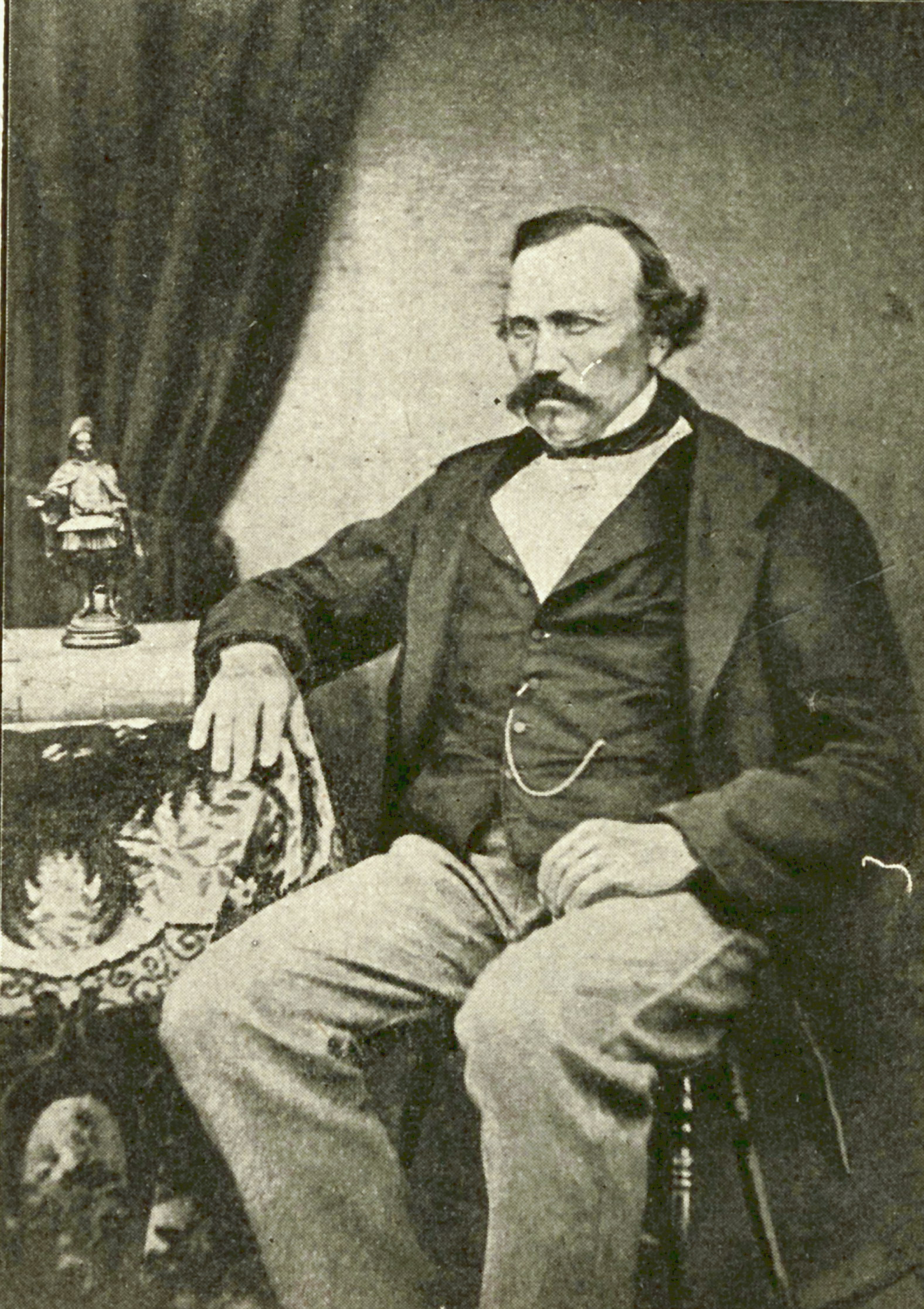
Marthinus Wessel Pretorius (en 1855), le fondateur de Pretoria.

Au début des années 1850, plusieurs petites communautés boers sont installées sur les terres des fermes de Groenkloof, Daspoort, Elandspoort et Koedoespoort. 
En 1852, la Convention de Sand River confère une indépendance formelle aux territoires situés au nord de la rivière Vaal. 
En 1853, Marthinus Wessel Pretorius, fils du  charismatique chef voortrekker Andries Pretorius, rachète Elandspoort et Koedoespoort avec l'intention d'y bâtir une ville et une capitale pour le Transvaal, car cette zone bénéficie d'un climat tempéré et d'une terre fertile grâce à la rivière Apies toute proche. En novembre 1853, les deux fermes forment un village et constituent le centre paroissial de Pretoria-Philadelphia (fraternité de Pretoria) où sont célébrés, dans la première église bâtie en 1854 sur l'actuel Church Square, les baptêmes et les mariages pour toute la région du centre du Transvaal. 
M.W. Pretorius, président provisoire de la république naissante du Transvaal, met deux ans à persuader les douze membres du Volksraad (le parlement boer) de conférer le statut de ville à la congrégation religieuse de Pretoria-Philadelphia.
Située sur la rive ouest de la rivière Apies, la ville de Pretoria est officiellement fondée le 16 novembre 1855 par Marthinus Wessels Pretorius, et baptisée en l'honneur de son père, Andries Pretorius. Lors de sa fondation, Pretoria compte 300 habitants et 80 maisons disséminées dans la vallée. L'aire géographique de Pretoria va progressivement s'étendre à partir de la place où est située l'église paroissiale, dans le centre-ville historique. 
En 1859, la première carte fixant l'aire urbaine de Pretoria est homologuée et la première école publique ouvre ses portes sur le site de l'actuel palais de justice, sur Church Square.

### La capitale des Afrikaners

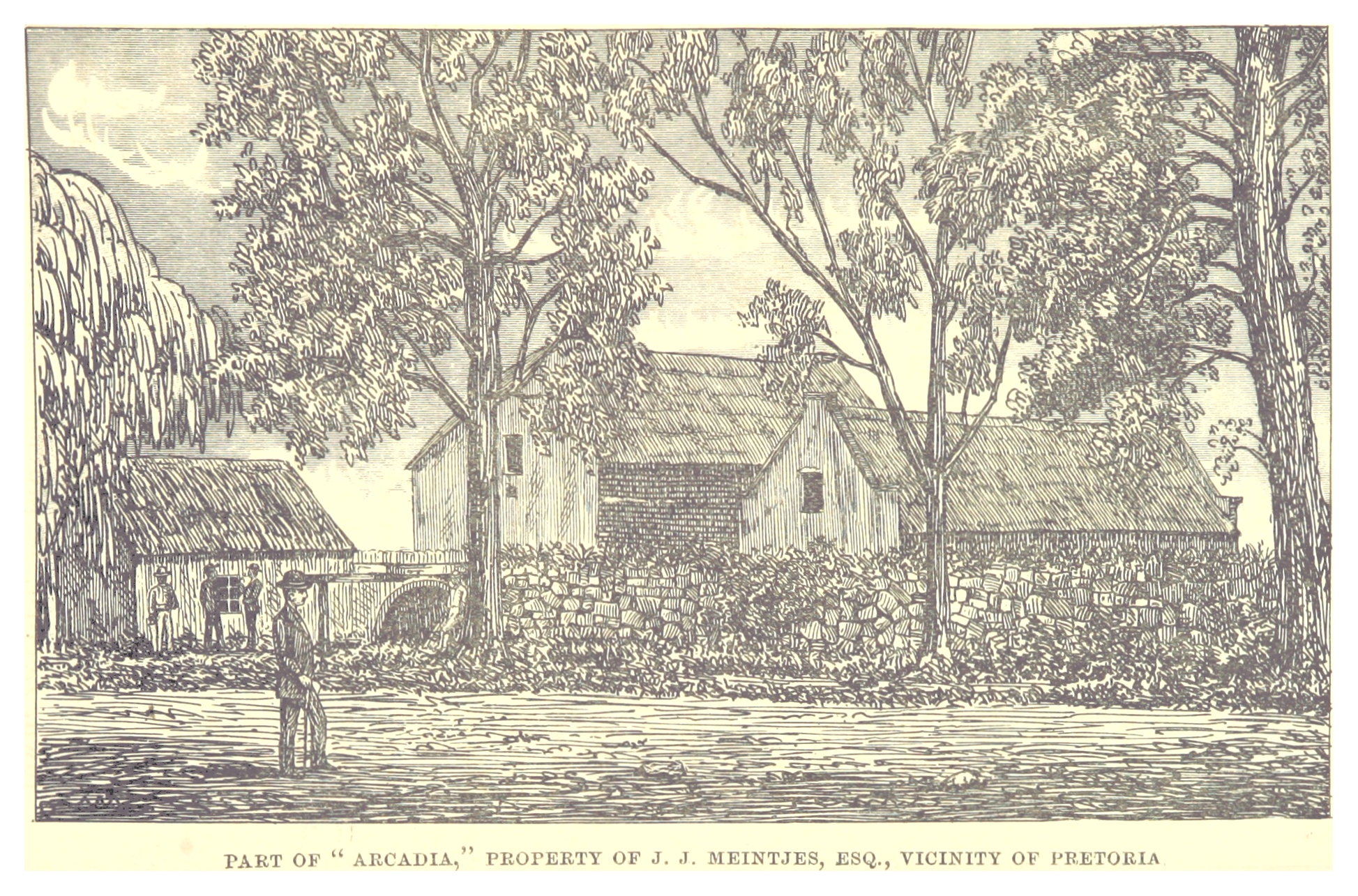
La ferme d'Arcadia de J.J. Meintjies en 1878.

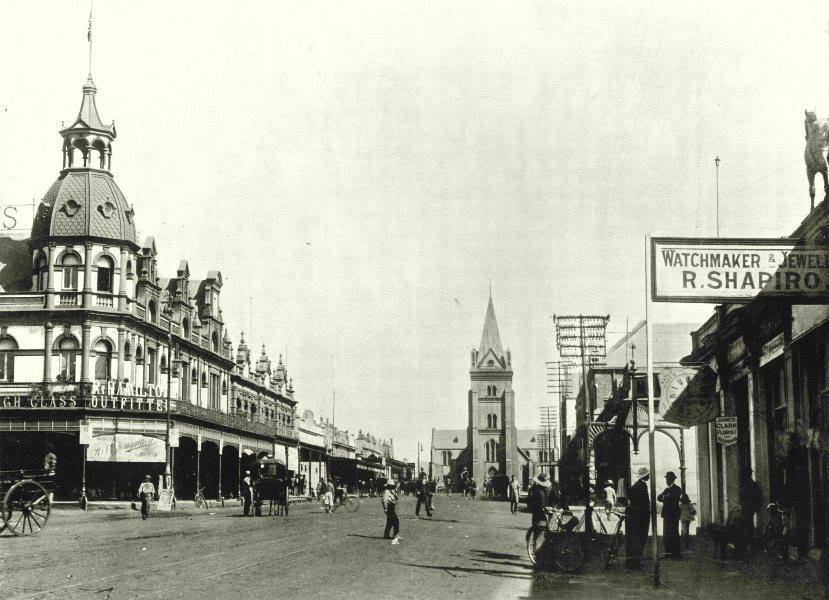
Church street en 1890.

Devenue rapidement la principale ville du district, Pretoria évince Potchefstroom en tant que capitale de la république du Transvaal, le 1er mai 1860. Elle compte 1 500 habitants en 1870. Pretoria  prend le surnom de « cité des roses » car le climat favorise la culture de cette fleur qui recouvre en abondance les jardins et parcs de la ville. Une garnison britannique y subit le siège de Marabastad, lors de la première guerre des Boers, en 1881. En 1888, des jacarandas sont importés de Rio de Janeiro par J.D. Cilliers, un jardinier amateur de Pretoria. Pas moins de 50 000 jacarandas sont par la suite plantés le long des rues de la ville et la « cité des roses » devient la « cité des jacarandas ».
À la fin du xixe siècle, Andries du Toit, conseiller présidentiel de Pretorius, rachète pour un poney les terrains du futur quartier d'Arcadia qu'aménage Stephanus Meintjies. Durant cette période, plusieurs lotissements sont créés en banlieue de Pretoria sur les terres d'anciennes fermes. Les quartiers aménagés de Sunnyside (1887), Arcadia, Muckleneuk (1889), Les Marais (1890), Pretoria West (1892), Villieria (1896), New Muckleneuk (1898) et Riviera (1899) sortent notamment de terre et sont incorporés à la ville de Pretoria.

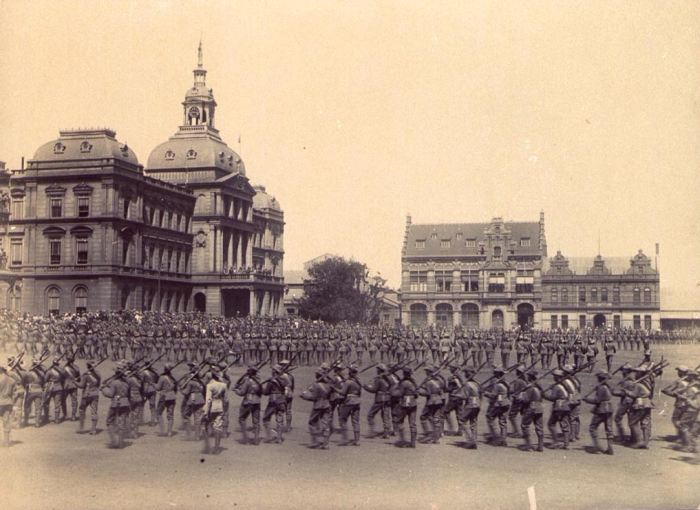
Le Raadsaal sur Church Square en 1899, à la veille de la seconde guerre des Boers.

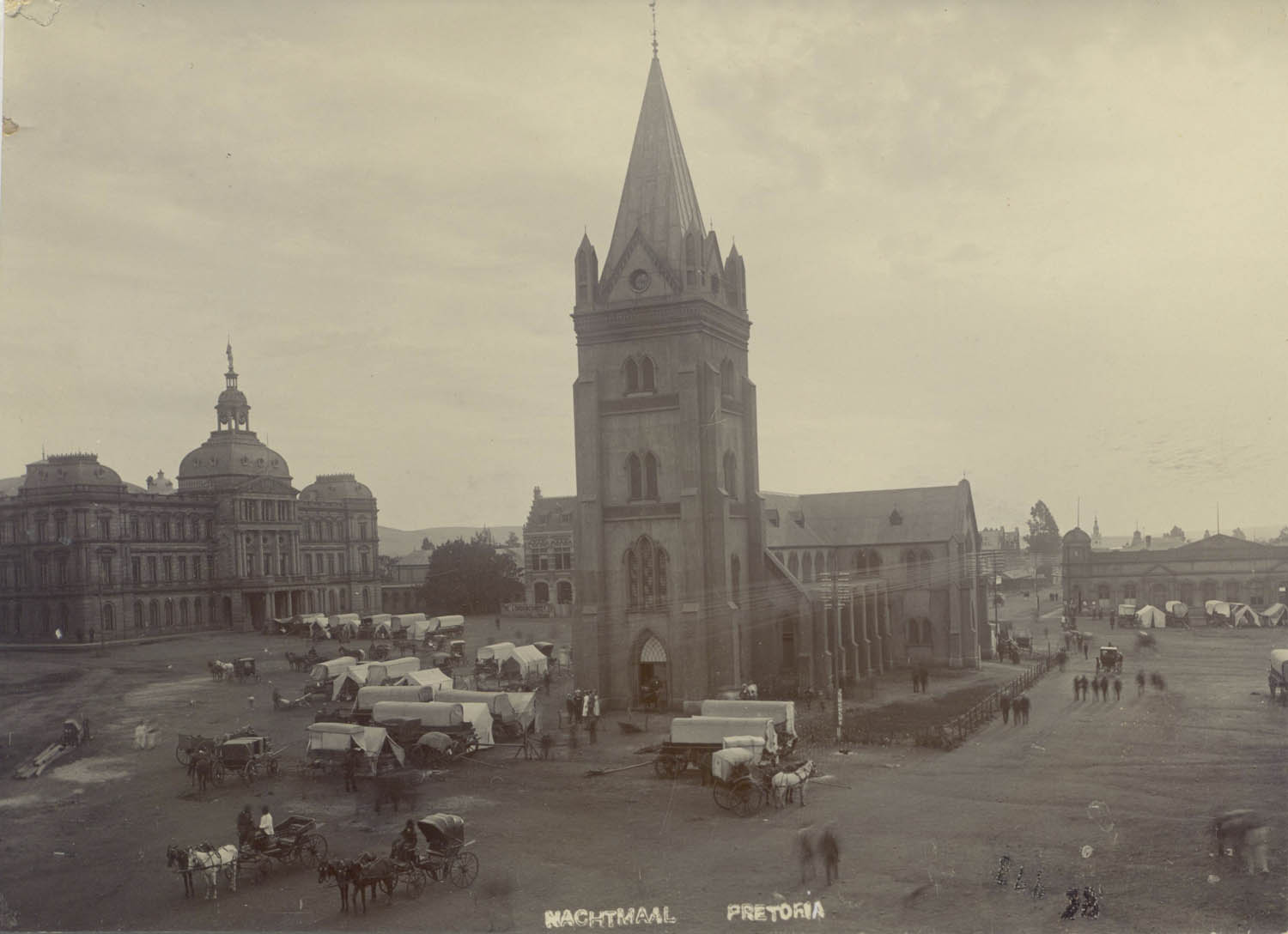
Church Square en 1900.

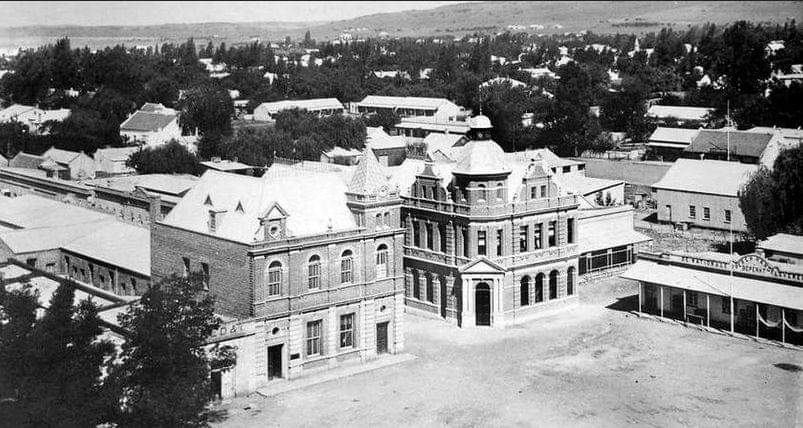
Succursales bancaires à l'angle de bureau et bank lane sur Church Square vers 1905.

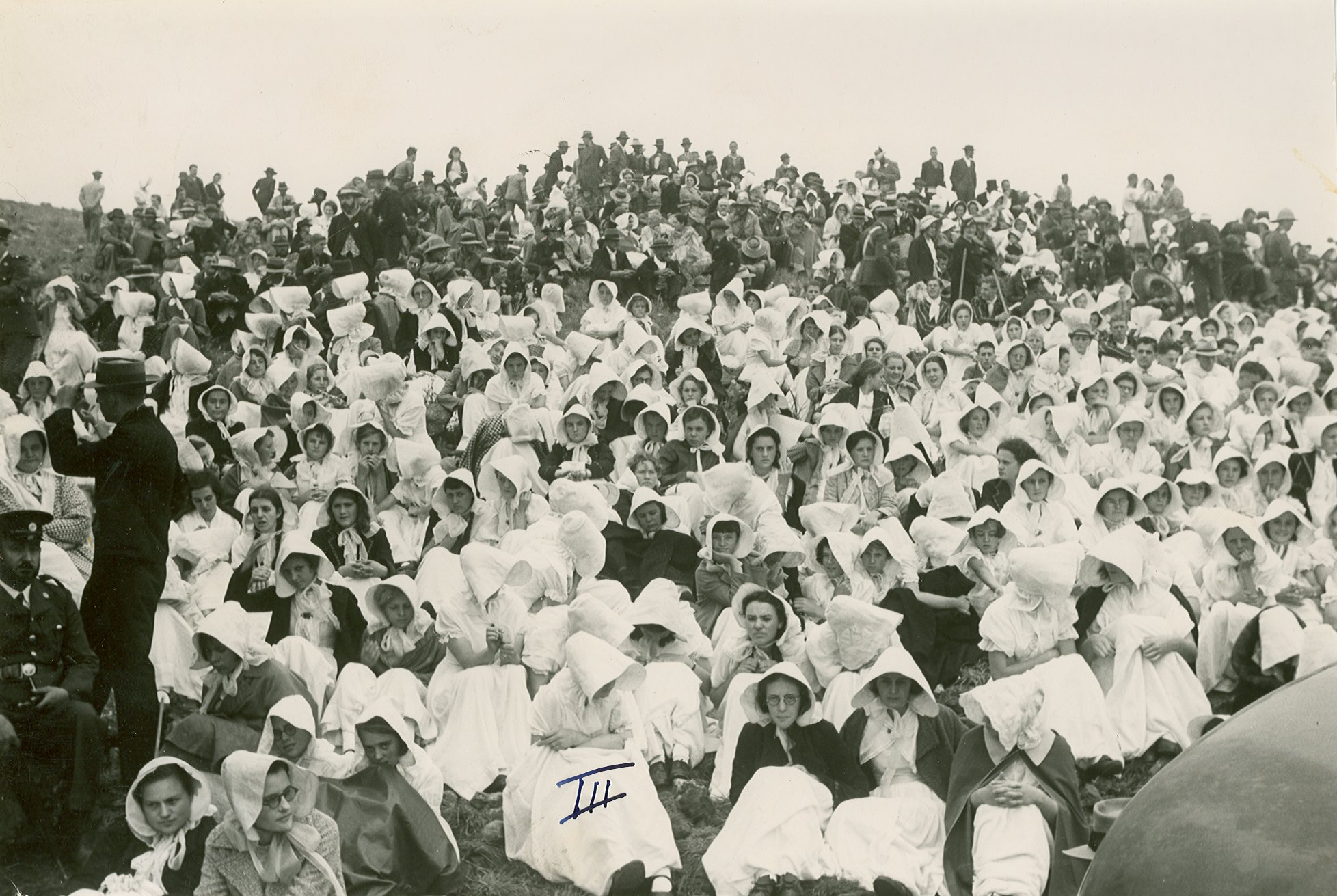
Femmes afrikaners en costume traditionnel boer lors des cérémonies commémoratives de 1938.

La ville se développe également culturellement et dispose d'une société littéraire et scientifique (Transvaalsch Letterkundige en Wetenschappelyk Genootschap), d'un club sportif, d'un orchestre et d'une troupe de comédiens offrant des représentations théâtrales. La première bibliothèque publique ouvre en 1886 et fusionne avec la Bibliothèque d’État en 1893. Le premier musée d’État ouvre en 1896 tandis que, durant cette décennie, plusieurs collèges et lycées sont inaugurés. 
Dans les années 1880 et 1890, la place centrale de la ville, appelée à l'origine Market Square, où se dresse successivement une église cape dutch puis, jusqu'en 1904, une église gothique, se développe pour devenir le lieu du pouvoir politique, économique et spirituel du Transvaal. Ainsi plusieurs édifices officiels sont érigés sur cette place désormais appelée church square (place de l'église) : le Raadsaal (parlement), la chambre des lois, le siège social de plusieurs grandes banques (comme la banque néerlandaise d'Afrique du Sud), des immeubles de commerce, le palais de justice, le bâtiment des postes ou des hôtels (le Kimberley Hotel et le grand hôtel).
Après avoir été le symbole de la résistance Boer aux Britanniques lors de la seconde guerre des Boers, de 1899 à 1902, Pretoria continue sa croissance géographique et incorpore de nouveaux quartiers comme Hatfield (1905), Brooklyn (1913) ou Capital Park (1914). Un quartier destiné aux populations noires et métis est aménagé sur une portion de l'ancienne ferme de Zandfontein. Baptisé Lady Selborne, il est d'abord rattaché au village d'Innesdale puis, en 1928, à la municipalité d'Hercules.
En 1910, Pretoria devient la capitale administrative de l'Union sud-africaine. Ville très majoritairement afrikaner, elle devient le centre des grandes commémorations nationales afrikaners. 
En 1938, lors d'importantes festivités marquant le centenaire du Grand Trek, plusieurs chars à bœufs, portant le nom de chefs voortrekkers ou de jeunes enfants martyrs ou rescapés de massacres, partent de la ville du Cap et de plusieurs villes de la province du Cap pour converger vers Pretoria à la date symbolique du 16 décembre (bataille de Blood River). À mesure que les convois progressent et traversent les communes et villages, une vague de patriotisme parcourt le pays. De nombreuses villes et de nombreux villages organisent leur propre trek vers Pretoria tandis que les hommes se laissent pousser la barbe comme leurs ancêtres et que les femmes portent leur bonnet traditionnel et des tabliers de paysannes. Le 16 décembre 1938, plus de 100 000 afrikaners (1/10e de la population afrikaner) assistent à Pretoria à la pose de la première pierre du Voortrekker Monument, symbole phare du nationalisme boer en présence des descendantes d’Andries Pretorius, de Piet Retief et d’Hendrik Potgieter,.
Onze ans plus tard, aboutissement de ces commémorations mémorielles, le Voortrekker Monument est inauguré sur une colline à l'entrée de Pretoria, devant une centaine de milliers d'Afrikaners, par le gouvernement nationaliste de Daniel François Malan. En 1954, dans le cadre de commémorations mémorielles afrikaners, la statue de Paul Kruger est déplacée et installée solennellement sur Church Square au cours de trois jours de festivités.
Enfin, le 31 mai 1961, la ville devient la capitale du pays et devant des milliers de personnes rassemblées sur Church Square, Charles Swart prononce son premier discours officiel en tant que premier Président de la République d'Afrique du Sud.

### Pretoria et l'apartheid

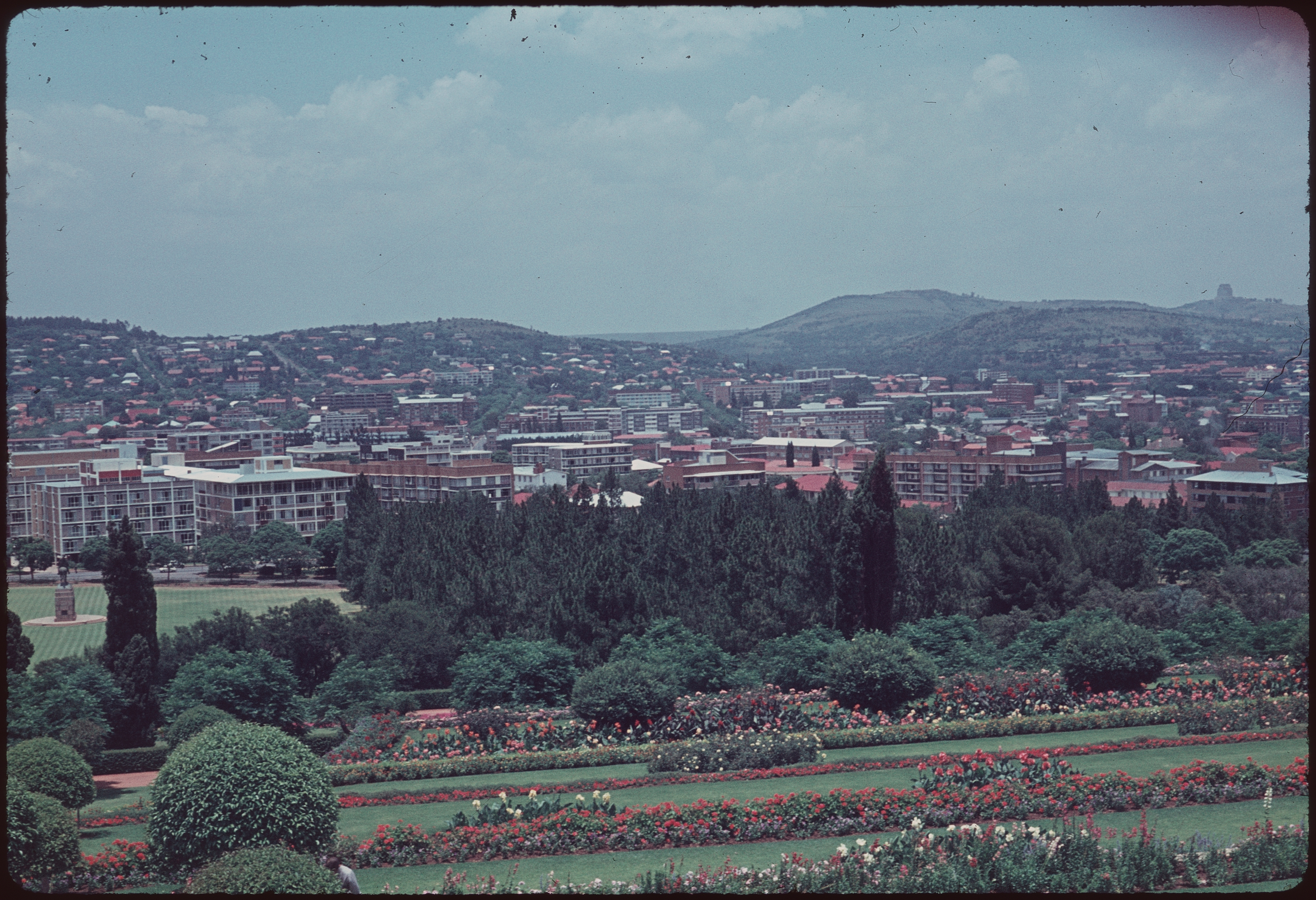
Vue en 1962 sur les jardins des Union Buildings : la statue équestre de Louis Botha est discernable (à gauche) tandis que le Voortrekker Monument est visible sur une colline au loin (à droite)

La ville connaît une forte expansion après la Seconde Guerre mondiale, époque où les autorités municipales commencent alors, de manière désordonnée, à tenter de contrôler l'immigration et l'implantation urbaine des Africains. L'émergence de nouveaux quartiers ségrégués (Lynnwood en 1948, Sinoville en 1965, Erasmurand en 1968, Faerie Glen en 1972, Erasmuskloof en 1973) s'accompagne de l'annexion de municipalités voisines telle que celle d'Hercules en 1949. Au début des années 1950, la municipalité comptabilise 133 000 squatteurs (36 % de la population totale de Pretoria) dans l'aire urbaine de Pretoria ainsi que deux quartiers à majorité non blanche, Marabastad et surtout Lady Selbourne, où cohabitent en pleine propriété une trentaine de milliers de noirs, de métis, d'indiens et une cinquantaine de blancs.
L'application de l'apartheid et plus particulièrement du Group Areas Act, impose une démarcation raciale absolue entre blancs, noirs, coloureds et indo-pakistanais dans les quartiers résidentiels, les anciens comme les nouveaux. Ainsi, les résidents non blancs des quartiers mixtes de Lady Selbourne, du centre-ville et de Marabastad sont relogés dans des townships ségrégués (Laudium, Eesterus, Mamelodi, Atteridgeville et Hammanskraal). Les zones d'activités industrielles sont localisées pour former une zone tampon entre les quartiers noirs et les quartiers blancs.
À partir des années 1960, Pretoria devient un modèle d'apartheid urbain avec la mise en place de la politique de bantoustanisation. De nouveaux townships comme Garankuwa, Mabopane et Temba sont construits hors de la zone urbaine de Pretoria, à l'intérieur des frontières du bantoustan du Bophuthatswana ou sur des terrains destinés à y être intégrés. Celui de Soshanguve, regroupant les populations sotho, shangaan et venda reste cependant attaché à la ville de Pretoria après le refus du Bophuthatswana d'intégrer ce township non-tswana.
En 1973, l'ancien quartier de Lady Selborne est définitivement rasé pour laisser la place au nouveau quartier blanc de Suiderberg.

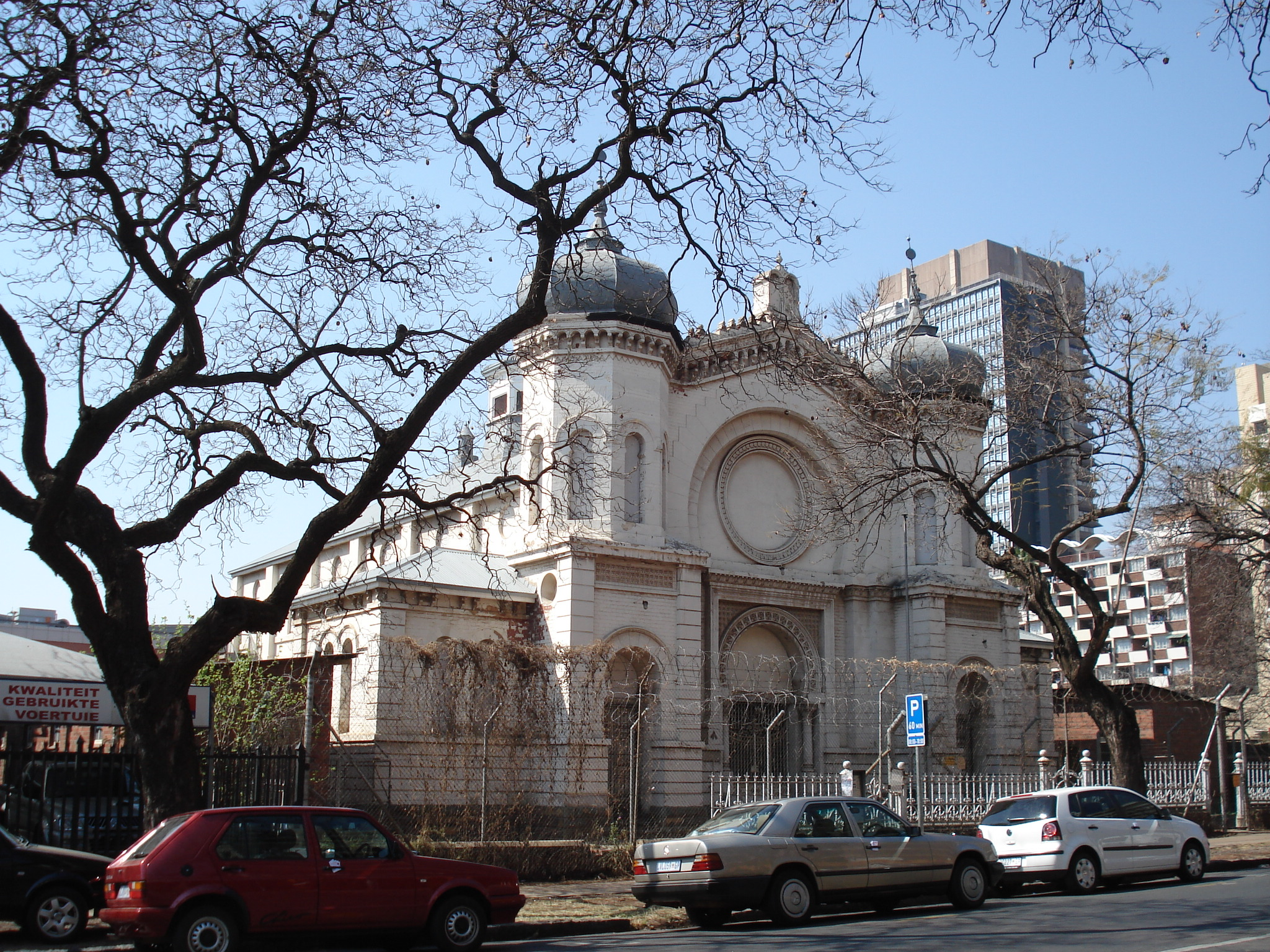
Vieille synagogue de Pretoria (1898) où eut lieu le procès de la trahison de 1958 à 1961.

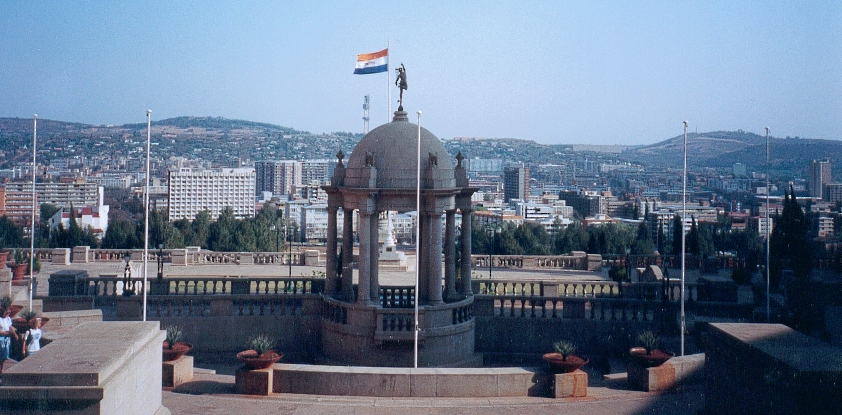
Vue sur Pretoria depuis les terrasses de l’amphithéâtre des Union Buildings (1991).

Étant le siège du gouvernement et le bastion symbolique du nationalisme afrikaner, Pretoria est le théâtre de toutes les campagnes anti-apartheid des années 1950 aux années 1980 (campagne de défiance, manifestations). En janvier 1956, environ 2 000 femmes de couleurs différentes, parmi lesquelles Lillian Ngoyi et Helen Joseph, défilent au nom de la fédération des femmes d'Afrique du Sud (FSAW), devant les Union Buildings. Ignorée par le gouvernement Strijdom, la FSAW organise une seconde manifestation avec le concours la Ligue des femmes de l'ANC au mois d'août 1956, mobilisant environ 20 000 femmes pour protester contre les laissez-passer imposées aux personnes de couleurs. La même année, à la suite de l'adoption de la charte de la liberté, 156 membres de l'ANC et des organisations alliés sont arrêtés et accusés de haute trahison. Les procès ont lieu dans une ancienne synagogue de Pretoria, transformée en tribunal (procès de la trahison). Quelques années plus tard, le procès de Rivonia se déroule dans le vieux palais de justice de Pretoria sur Church Square.
Dans les années 1980, toute la région environnante du Winterveld est devenue une immense zone dortoir de plus d'un million de personnes, transformée en une véritable région urbaine, phagocytant les villages ruraux.
En 1994, Pretoria compte 31 % de fonctionnaires alors que 45 % de salariés blancs travaillent pour le gouvernement.

### Pretoria dans l'Afrique du Sud post-apartheid
En 1994, année des premières élections législatives multiraciales au suffrage universel, la ville est intégrée dans la nouvelle province de Pretoria-Witwatersrand-Vereeniging (devenue Gauteng en 1995). 
En 2000, à la suite de la réforme des gouvernements locaux, elle est intégrée dans une nouvelle municipalité (Tshwane) au côté notamment d'Akasia, de Centurion et de Mamelodi.
Pretoria conserve son statut de capitale administrative de l'Afrique du Sud et de siège du gouvernement. Plusieurs membres du gouvernement ou du parti au pouvoir, le congrès national africain, ont mentionné à plusieurs reprises le souhait qu'elle devienne également la capitale législative du pays et que le parlement, situé au Cap, y soit transféré afin d'effacer l'un des derniers vestiges historiques et institutionnels du partage de l'Afrique du Sud entre les Afrikaners et l'Empire britannique. Il fut aussi évoqué la possibilité que la capitale soit déplacée à Midrand, située entre Johannesburg et Pretoria. Aucune de ces propositions n'a abouti à ce jour.

## Administration
Depuis 2000, la ville de Pretoria est gérée par la municipalité nouvelle de Tshwane.

### Histoire politique de la municipalité de Pretoria

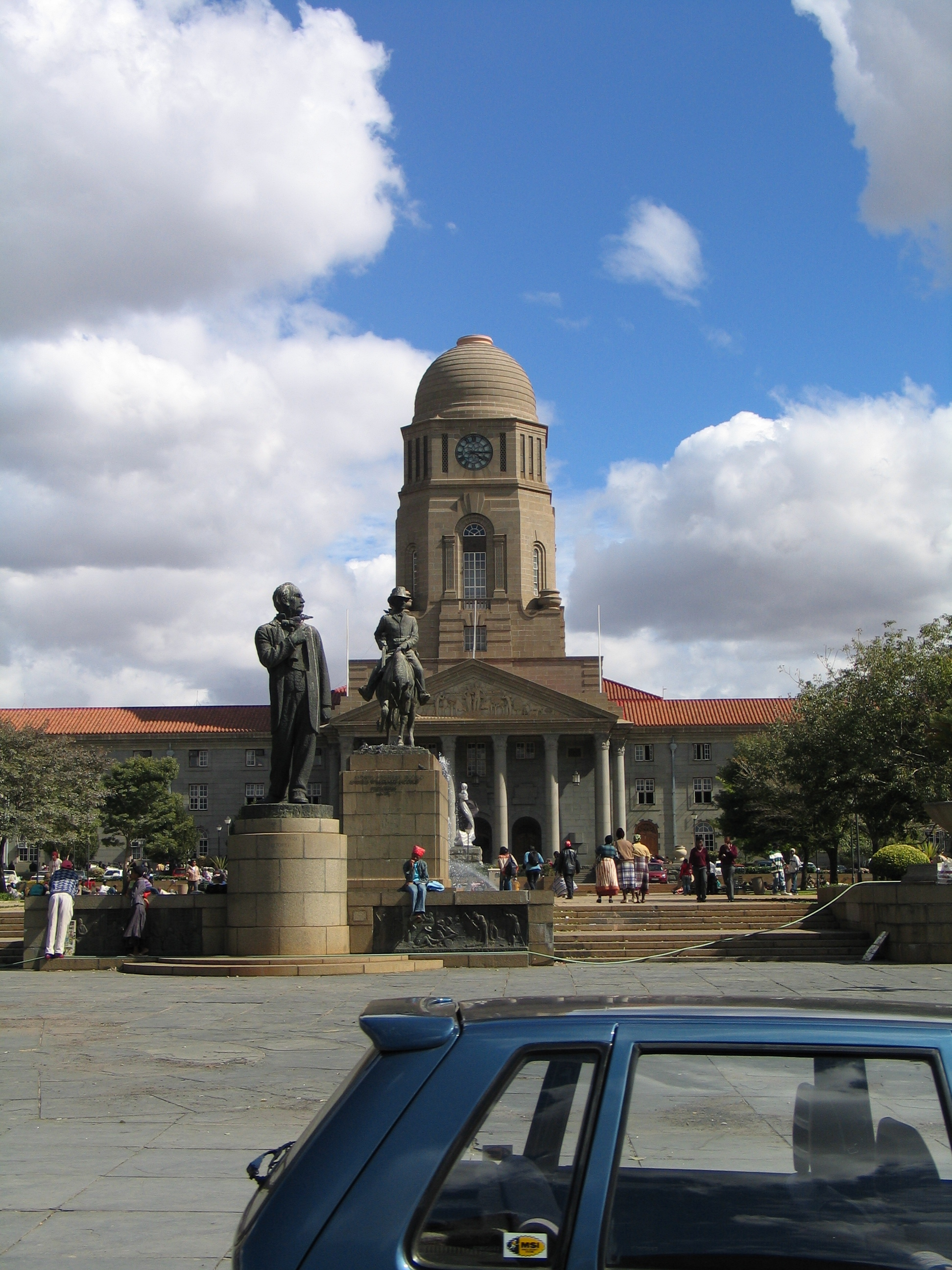
Hôtel de ville de Pretoria et statues d'Andries et Marthinus Wessel Pretorius.

Dominée par le Parti sud-africain puis par le Parti uni, la municipalité de Pretoria a été gérée des années 1950 jusqu'en 1994 par une majorité municipale issue du Parti national (NP). Lors des dernières élections municipales réservées aux blancs, en 1988, le Parti national remporte 23 des 42 sièges du Conseil municipal contre 19 sièges remportés par des candidats du Parti conservateur d'Afrique du Sud.
En 1995, Peter Holmes Maluleka est le premier maire noir nommé pour diriger le conseil municipal de transition mis en place pour gérer la structure urbaine formant le Conseil métropolitain du grand Pretoria. 
Lors des élections municipales de 1995, avec 35 sièges, le Parti national (NP) se retrouve au coude à coude avec le Congrès national africain (30 sièges) au Conseil municipal de la ville de Pretoria et au Conseil métropolitain, le reste des sièges se répartissant entre les autres partis dont le Front de la liberté (FF). Concrètement, si l'ANC s'impose dans la région nord de Pretoria (84 % des voix), elle ne récolte que 32 % des suffrages dans la ville de Pretoria et à peine 10 % dans celle de Centurion.
À la suite d'un accord, les deux formations dominantes se partagent la ville (pour l'ANC) et la métropole (pour le NP).
En novembre 1996, un accord électoral entre le NP et le FF permet au NP de reprendre la ville de Pretoria tandis qu'au Conseil métropolitain, le FF apporte son soutien à Nombuyiselo Joyce Ngele, la candidate de l'ANC, contre le maire métropolitain sortant, Piet Olivier (NP).
En juillet 1997, le parti national perd sa majorité absolue au conseil municipal de Pretoria à la suite de la défection de dix conseillers municipaux, parmi lesquels les anciens maires Nico Stofberg et Piet Olivier, qui ont rejoint le mouvement démocratique uni (UDM). Ces défections permettent à l'ANC de devenir le premier parti de la ville avec 28 sièges devant le parti national, 21 sièges.
En 1999, la défection vers l'ANC de sept des nouveaux membres de l'UDM (Martha Venter, Johan Snyman, Fanie Venter, Eitel Kruger, Cedric O'Reilly, Juan Quin et par la suite Helmut Keller) ainsi que d'un membre du parti national, permet au parti présidentiel de remporter la majorité absolue dans les deux conseils municipaux (37 des 67 sièges pour la ville et 21 des 39 sièges de la métropole).

### La nouvelle municipalité de Tshwane
En décembre 2000, les conseils municipaux de Pretoria, Akasia, Centurion et de 10 autres municipalités, dont 5 situés dans l'ancien bantoustan du Bophuthatswana, sont dissous et amalgamés avec le Conseil métropolitain de Pretoria dans la nouvelle municipalité de Tshwane dont l'assemblée municipale est composée de 151 conseillers municipaux.
Les élections municipales de décembre 2000 sont remportées par l'ANC avec 57 % des suffrages contre 36 % à l'opposition de l'Alliance démocratique (DA) bien que celle-ci soit restée majoritaire dans le Pretoria historique.
Les élections municipales de 2006 et celles de 2011 confirment la domination de l'ANC sur la municipalité et la domination de la DA sur la commune de Pretoria.
À la suite des élections municipales de 2016, la municipalité bascule dans l'opposition permettant à Solly Msimanga, candidat de l'Alliance démocratique, de devenir maire de la métropole. La DA, soutenue par une coalition hétéroclite, est confirmée face à l'ANC à la direction de la municipalité lors des élections municipales de 2021.

### Le conflit toponymique autour de Pretoria et de Tshwane
En 2003, les autorités ANC de la nouvelle municipalité mentionnent leur intention de faire  rebaptiser Pretoria du nom de Tshwane avant de suspendre leur décision devant l'émotion et les nombreuses protestations des habitants de la ville, notamment des Afrikaners.

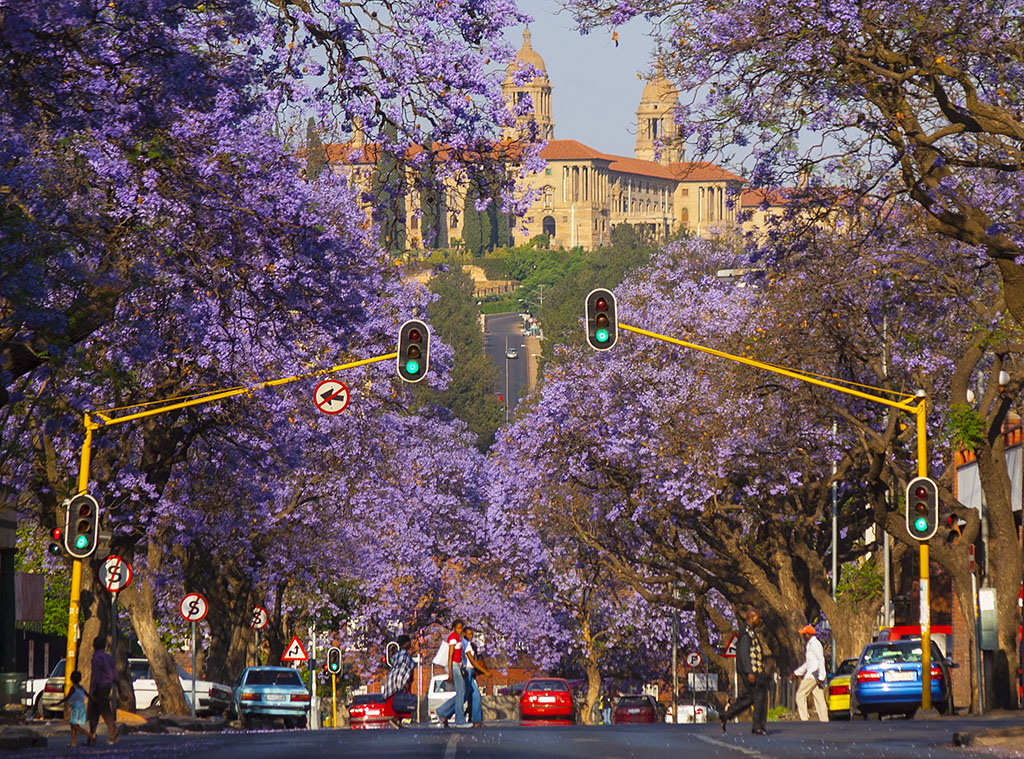
Rue de Pretoria dans le quartier d'Arcadia.

En 2005, avec un coût estimé à 256 millions de dollars (197 millions d'euros), les élus de la majorité ANC de la municipalité, appuyés par le congrès panafricain, avalisent dans une délibération (non exécutive) le choix de Tshwane comme nom officiel de la ville et capitale d'Afrique du Sud, malgré l'opposition unanime de tous les autres partis politiques et de la majorité des habitants de la ville. Selon cette proposition, la conurbation métropolitaine de Tshwane deviendrait une ville et le centre urbain, qui s'appelait jusque-là Pretoria, cesserait d'exister. Le nom de Pretoria serait cependant conservé pour désigner un quartier, en l'occurrence le centre-ville actuel, sous le nom de « Capital Central ». Avec Centurion, qui conserve son unité territoriale, et les quartiers actuels de Pretoria (Arcadia, Sunnyside, Brooklyn…), ils deviendraient tous des quartiers de Tshwane.
En conséquence, Tshwane deviendrait la première et seule conurbation d'Afrique du Sud à prendre le statut de ville et deviendrait, en titre, la capitale sud-africaine en dépit de son morcellement territorial et géographique.
Fort de cette délibération, le maire annonce qu'il n'a pas l'intention de consulter les habitants de Pretoria ni par pétition ni par recours à un référendum, alors qu'en quelques jours, plus de 30 000 résidents de Pretoria signent une pétition s'opposant au changement de nom, qu'une grande manifestation est organisée le 21 mai 2005 et que l'ancien président, Frederik de Klerk, alerte sur le coup porté à la nation multiculturelle sud-africaine. L'affaire prend une tournure problématique pour la municipalité quand des chefs Ndébélés démentent la réalité des justifications historiques ayant abouti à choisir le nom de Tshwane.
Le 6 mai 2005, la délibération municipale est validée à l'unanimité par les vingt membres du Conseil des noms géographiques sud-africain (SAGNC), dont le propre président avait dispensé par avance la municipalité de Tshwane de consulter les habitants de la ville au motif que celle-ci avait eu lieu en 2000, lors de la formation de la municipalité. La procédure exige que la recommandation du SAGNC soit ensuite confirmée par le gouvernement sud-africain, en l'occurrence le ministre de la culture après autorisation du cabinet, pour être effective. Or celui-ci tergiverse et s'abstient de prendre une décision alors que la municipalité reconnait avoir sous-estimé les coûts du changement de nom, établis à l'origine à 150 000 rands puis à 1,5 million de rands, supportés principalement par les 90 % des contribuables blancs et le secteur des affaires.
En février 2006, le président sud-africain, Thabo Mbeki, évoque pour la première fois cette bataille toponymique. Se demandant si les résidents voudraient continuer à habiter une ville baptisée en l'honneur de Andries Pretorius, il reconnait que ce nom avait une signification importante pour une partie importante de la population sud-africaine, qui le considère comme un héros.
Lors des élections municipales du 1er mars 2006, transformées par les partis d'opposition en référendum sur le nom de Pretoria, les habitants de la ville donnent une très large majorité à l'Alliance démocratique (58,90 % des suffrages) et au Front de la liberté (8,84 %) contre seulement 25,06 % à l'ANC. Mais au niveau de la municipalité de Tshwane, avec 56 % des suffrages et la perte de 8 sièges (principalement d'anciens élus du Nouveau Parti national), l'ANC l'emporte tout en se situant bien en deçà de sa moyenne nationale.
Le 12 mai 2006, le ministre de la culture, Pallo Jordan, annonce que le nom de Pretoria sera conservé pour désigner la capitale sud-africaine mais il est partiellement démenti quelques heures plus tard quand les services de son ministère précisent qu'aucune décision officielle n'a en fait été prise mais que Pretoria demeure toujours le nom officiel de la capitale.
Le 29 janvier 2010, un autre ministre de la Culture, Lulama Xingwana, fait mentionner brièvement dans le Journal officiel sud-africain le changement de nom de Pretoria avant de tout annuler par un correctif publié le 5 février.
Le 23 mars 2012, l'ANC propose aux partis de l'opposition municipale de finalement conserver le nom de Pretoria à condition que 27 rues du centre-ville puissent être rebaptisées sans opposition administrative. En décembre 2012, la procédure de consultation effectuée finalement auprès des résidents par la municipalité, confirme le large soutien majoritaire des habitants de la métropole au nom de Pretoria ; selon les sondages et la consultation effectuée, 81 % des résidents de la municipalité sont en faveur du maintien du nom de Pretoria.
En février 2018, le gouvernement via le président du South African Geographic Names Council confirme que la capitale d'Afrique du Sud ne serait pas débaptisée et continuerait à porter son nom d'origine de Pretoria. 
Pretoria demeure donc à ce jour le nom de la capitale sud-africaine et c'est à tort que des journaux, des cartes ou des guides de voyage mentionnent parfois la capitale sud-africaine par le nom de Tshwane (ex-Pretoria).

### Représentations étrangères
En 2024, 137 pays sont représentés à Pretoria, par 100 ambassades, 33 Hauts-commissariats, deux consulats généraux et deux représentations.

## Économie
Capitale nationale et administrative de l'Afrique du Sud, Pretoria est le siège du gouvernement et le siège des principaux départements et ministères.
Du fait de sa situation politique, les ambassades étrangères et les missions diplomatiques y sont situées.
La ville a aussi été un centre commercial majeur et un important centre industriel. Les grandes entreprises et institutions financières ont cependant globalement délaissé le centre-ville au début et milieu des années 90 pour s'installer dans les banlieues et quartiers périphériques de l'est de Pretoria. Ainsi, des immeubles de bureaux ont été convertis en appartements. La ville a aussi marqué sa volonté de développer davantage le tourisme et a entrepris la rénovation de plusieurs bâtiments historiques. 
La construction automobile est présente à Pretoria avec l'usine du japonais Nissan, qui y assemble une voiture conçue ou adaptée pour les marchés émergents, et y produit également des Sandero de son partenaire et actionnaire français Renault ; Ford est également présente, dans le quartier de Silverton (en), produisant des modèles destinés à l'exportation.

## Établissements scolaires et universitaires

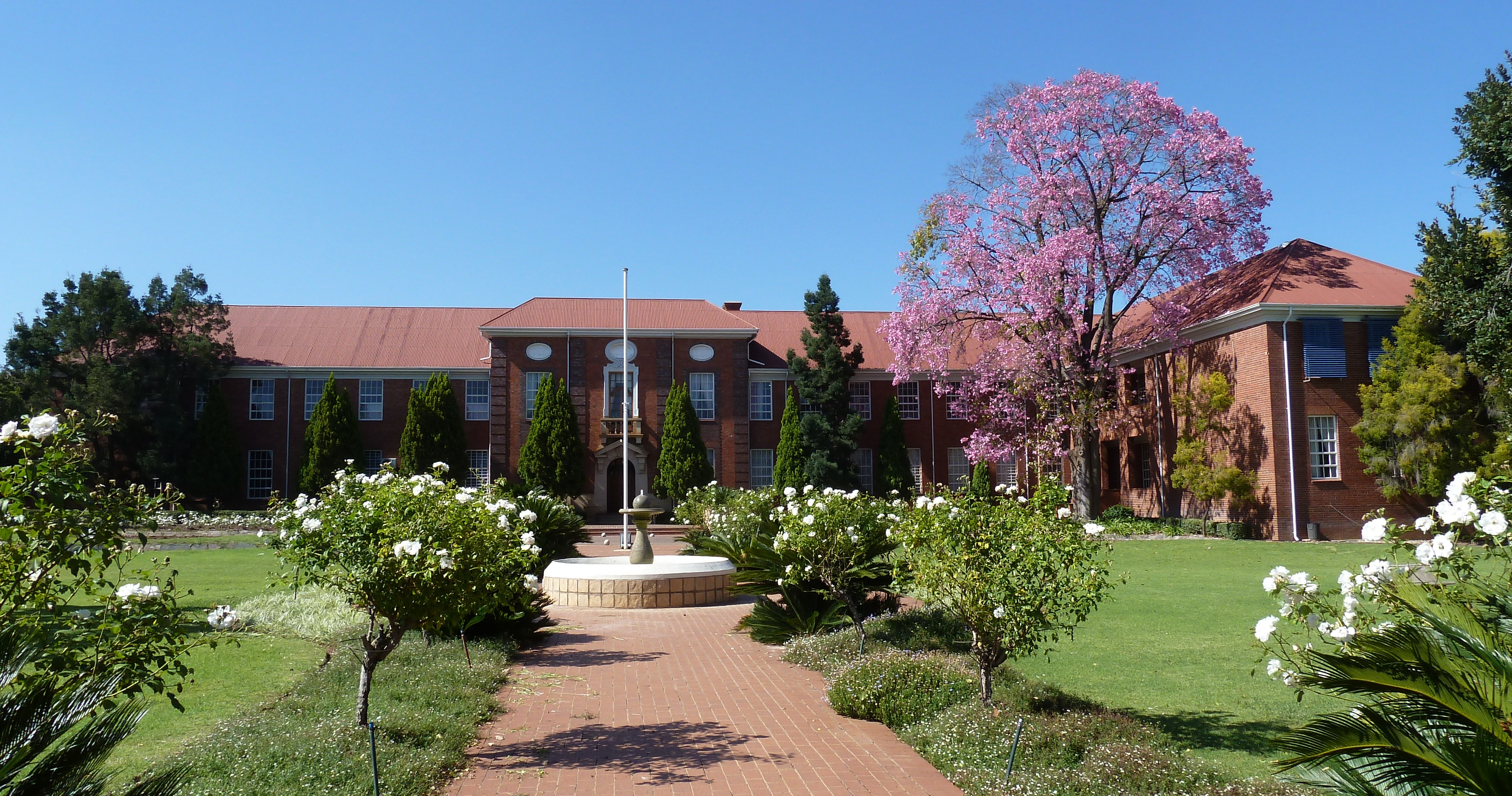
Afrikaanse Hoër Meisieskool (lycée afrikaans pour filles).

### Enseignement secondaire
Pretoria abrite de nombreux établissements d'enseignement secondaire.

### Universités

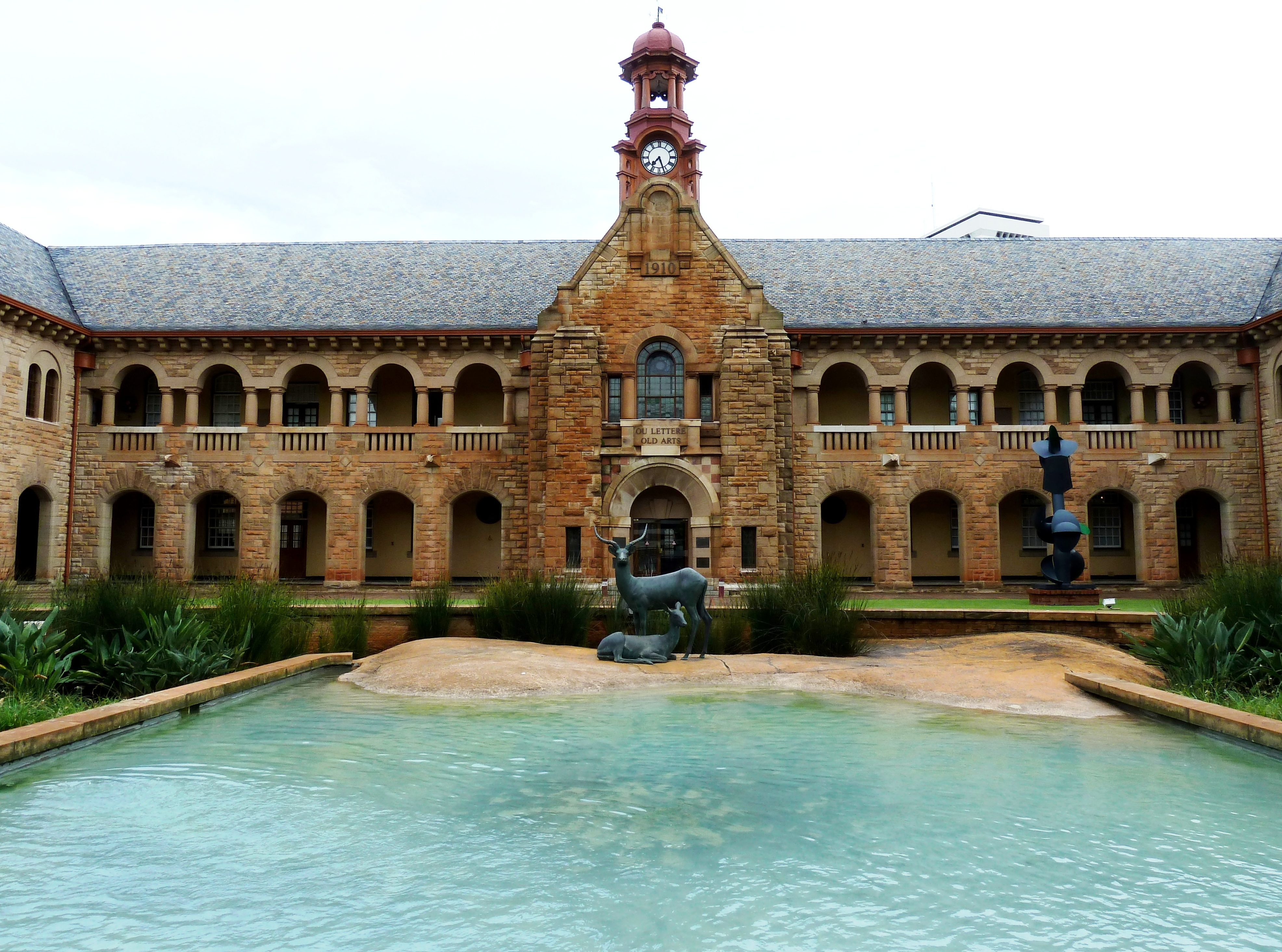
Université de Pretoria.

Pretoria est l'une des principales villes universitaires d'Afrique du Sud et accueille à la fois la plus grande université par correspondance au monde (UNISA), le plus grand campus d'Afrique du Sud et une université de technologie.
L'université d'Afrique du Sud (communément appelé UNISA) a été fondée en 1873 sous le nom d'« Université du Cap de Bonne-Espérance ». Elle est la plus grande université du continent africain et accueille un tiers des étudiants de l'enseignement supérieur en Afrique du Sud. En 2012, elle comptait 300 000 étudiants de 130 nationalités différentes.
L'université de Pretoria (communément appelé UP, Tuks ou Tukkies) a été fondée en 1908 sous le nom de « collège universitaire du Transvaal » avant de prendre son nom actuel en 1920. Autrefois université exclusivement de langue afrikaans, elle s'est ouverte depuis 1994 aux autres langues et aux autres races. En 2001, 69 % de ses étudiants étaient blancs mais le pourcentage d'Africains croît chaque année. En 2016, l'université est le théâtre de vives tensions estudiantines opposant les tenants d'un enseignement principalement en afrikaans contre ceux tenant d'un enseignement uniquement en anglais, sur fond d'oppositions communautaires entre étudiants blancs et étudiants noirs.
L'université de technologie de Tshwane (communément appelé TUT) est un établissement d'enseignement supérieur issu de la fusion de trois anciens établissements de technologie.

## Transports

### Axes routiers
Les routes, en provenance du centre-ville, s'étendent vers le sud jusqu'à Germiston et Johannesburg, à l'ouest vers Atteridgeville, au nord-ouest vers Ga-Rankuwa, au nord vers Soshanguve et Mamelodi.
L'axe principal est la route nationale 1 qui entre dans Pretoria par le sud (Ben Schoeman Highway) et continue ensuite vers Polokwane. La R101 est l'ancienne route nationale qui dessert Johannesburg et Pretoria. La  route nationale 4 traverse la ville d'est en ouest, sur un axe reliant Maputo-Witbank à Rustenburg-Gaborone.
La R104 est le prolongement de Church Street. Les routes N14 et R21 relient Pretoria à Springbok, Krugersdorp et aux banlieues du Gauteng.

### Chemins de fer
Le Gautrain, ligne de chemin de fer à grande vitesse, relie Pretoria à Johannesburg et à l'aéroport international. À Pretoria, il dispose de stations d'arrêt à Hatfield et à la  gare de Pretoria. La ligne dessert également Centurion, Midrand, Marlboro, Sandton, Rosebank et Parktown.
Le luxueux Blue Train relie Pretoria au Cap via Matjiesfontein et Kimberley.
Tiré par des locomotives à vapeur et composé de wagons-lits Pullman des années 1920 et 1930, le luxueux Rovos Rail (surnommé The Pride of Africa, « La fierté de l'Afrique »), relie depuis 1989 l'ancienne gare coloniale de Pretoria, située dans Capital Park, à la ville du Cap et à Durban mais aussi aux chutes Victoria au Zimbabwe, à Swakopmund en Namibie, à Dar es Salaam en Tanzanie et, exceptionnellement, au Caire en Égypte (en 2008 et 2012).

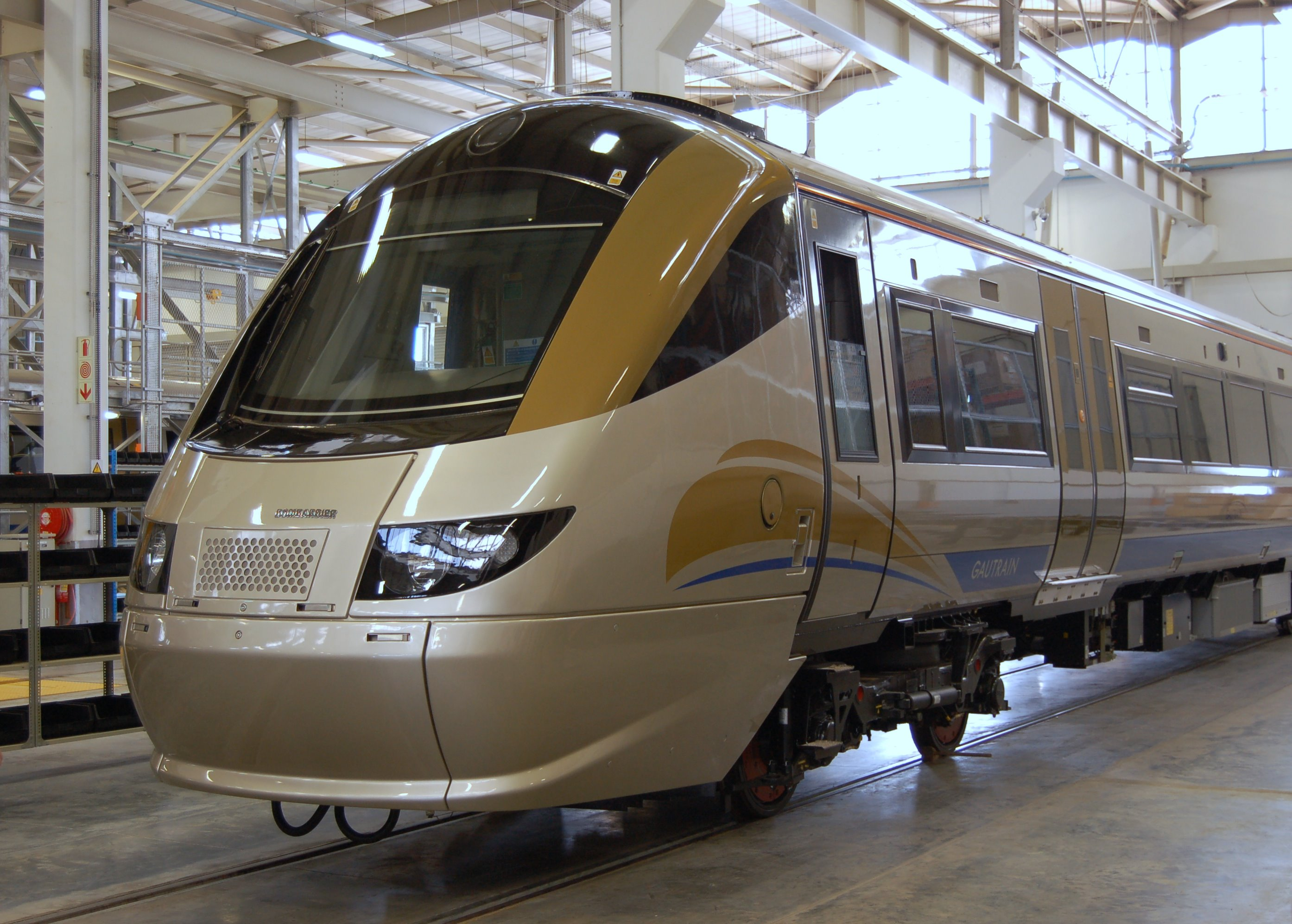
Arrivée du Gautrain près de Pretoria.
- Rame du Gautrain.
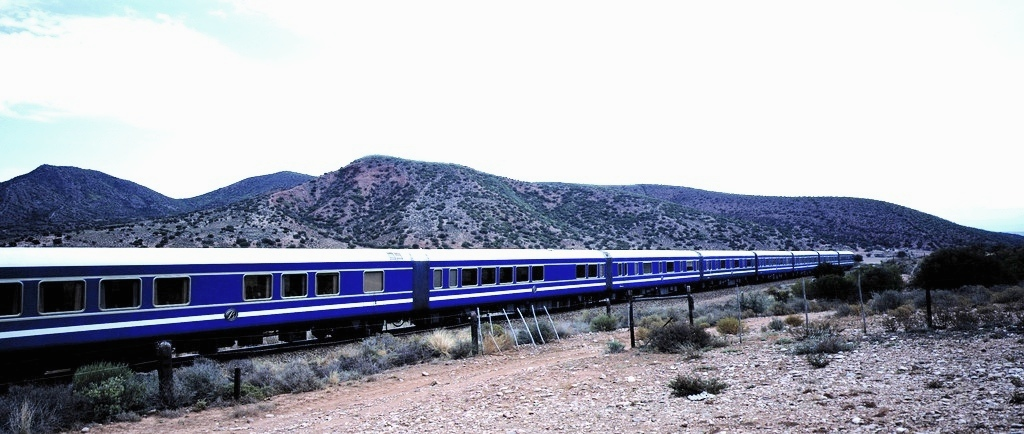
Le Blue Train.
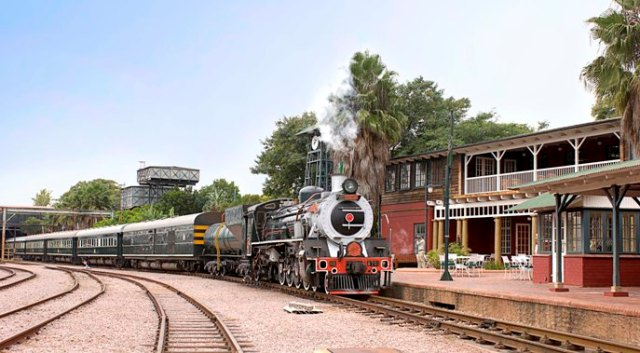
Le Rovos Rail  dans la gare de Capital Park.

### Aéroports
Le principal aéroport national et international reliant Pretoria est l'aéroport international OR Tambo (ex-Aéroport international Jan Smuts) qui dessert également Johannesburg. Il est situé à 45 km au sud de Pretoria.
L'aéroport de Lanseria (35 km au sud-ouest) et l'aéroport de Wonderboom (au nord dans le quartier homonyme) sont des aéroports plus petits pour les jets privés ou les vols commerciaux régionaux.
Deux aérodromes militaires sont situés à Swartkop et Waterkloof.

## Lieux de culte

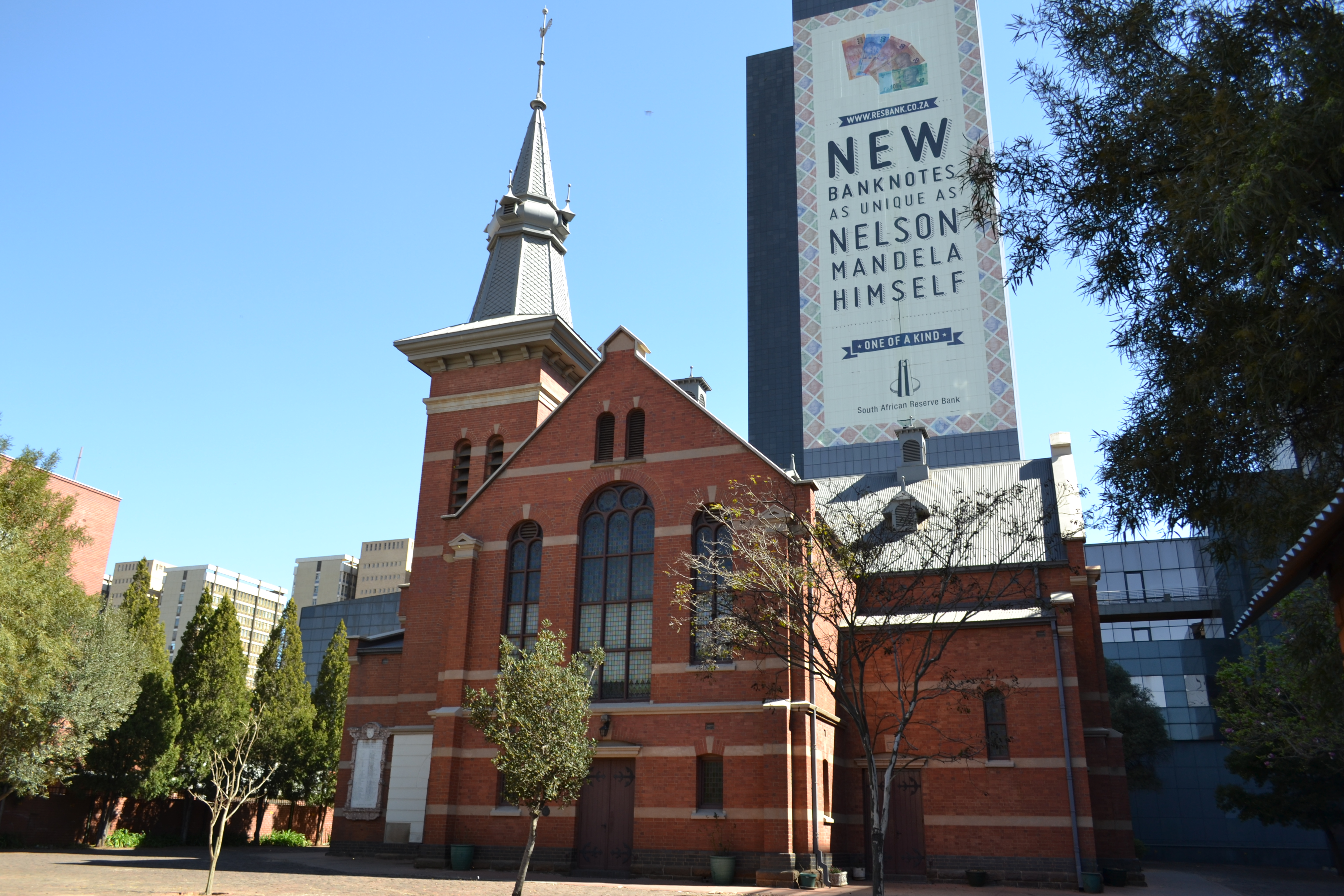
Église réformée (1905) située sur Du Toit Str.

Parmi les lieux de culte, il y a principalement des églises et des temples chrétiens : Église chrétienne de Sion, Apostolic Faith Mission of South Africa, Assemblées de Dieu, Union baptiste d'Afrique australe (Alliance baptiste mondiale), Methodist Church of Southern Africa (Conseil méthodiste mondial), Anglican Church of Southern Africa (Communion anglicane), Église presbytérienne d'Afrique (Communion mondiale d'Églises réformées), Archidiocèse de Pretoria (Église catholique) .  Il y a aussi des mosquées musulmanes et des temples hindous.  

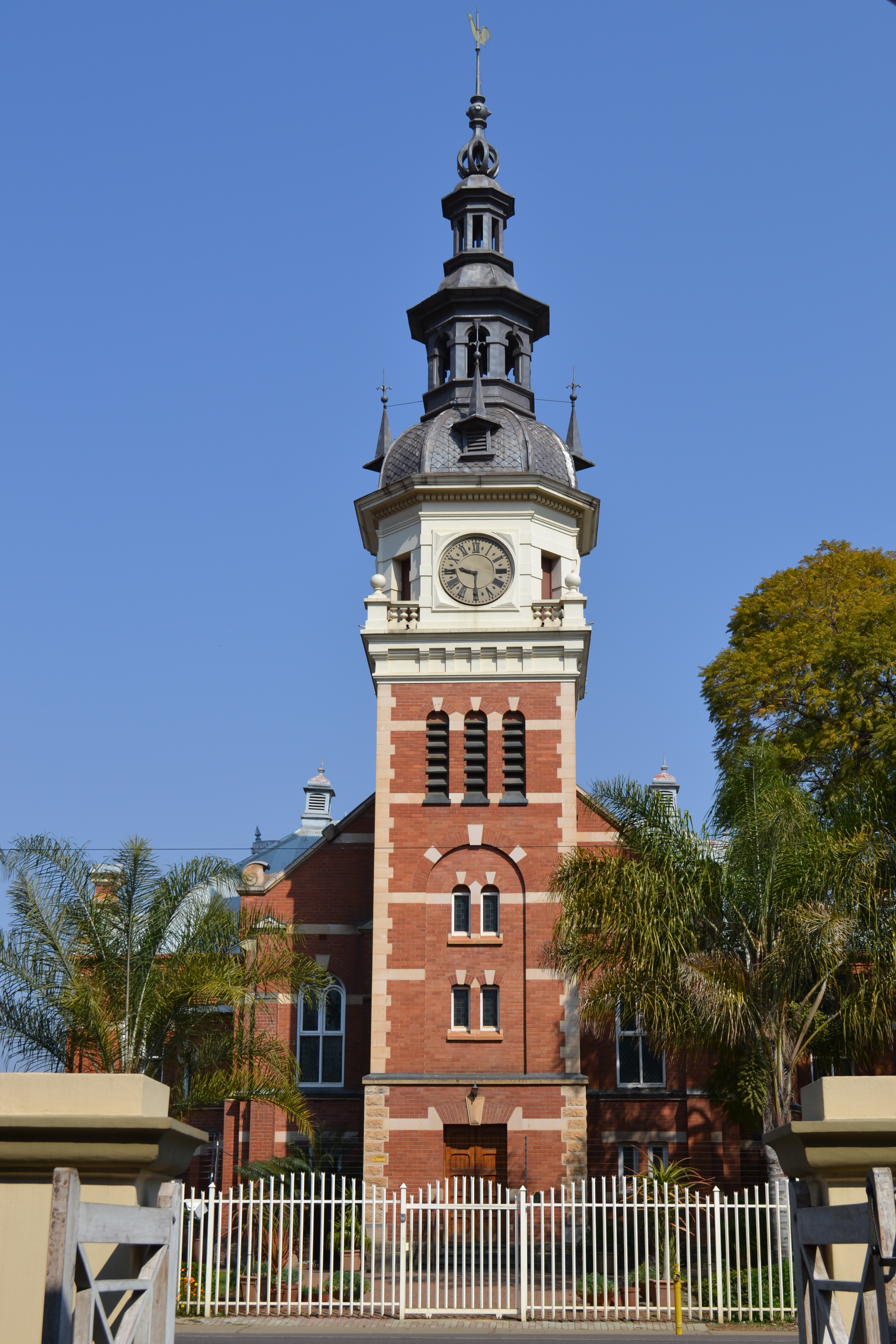
L'église réformée néerlandaise (dite Paul Kruger), construite en 1896.

La ville s'est notamment construite historiquement autour de l'église réformée hollandaise et plus particulièrement autour de l'église réformée du Transvaal (ou Hervormde Kerk), de l'église réformée hollandaise d'Afrique (ou Nederduitsch Hervormde Kerk qui fut l'église d'état de la république sud-africaine du Transvaal) et de l'église réformée d'Afrique du Sud (ou Gereformeerde Kerk van Suid-Afrika). Ces églises calvinistes, qui se réclamaient des concepts religieux d'Abraham Kuyper, ont toutes trois contribué à la montée du nationalisme afrikaner autour des concepts de « peuple élu » et de « mission divine » et sont parvenues à contrer pendant un certain temps l'influence des autres églises chrétiennes catholiques, méthodistes ou évangéliques. En 1992, une aile conservatrice de l'église a fondé l'Afrikaanse Protestante Kerk.
Des membres de la communauté juive ont suivi l'installation des Voortrekkers au Transvaal et ont participé à la fondation de Pretoria en 1855. Le premier juif à occuper une fonction officielle au Transvaal est M. de Vries en 1868 en tant que procureur de l'état et député au Volksraad. La première et grande synagogue de la ville est inaugurée en 1898, sous la présidence de Paul Kruger avec lequel les membres de la communauté juive sont en bons termes. Durant la seconde guerre des Boers, plusieurs d'entre eux participent d'ailleurs aux combats aux côtés des commandos boers ou alors restent neutres. Globalement, durant le xixe siècle et le xxe siècle, la communauté juive de Pretoria, dont une forte proportion est originaire de Lituanie, prospère dans les secteurs industriels et commerciaux. Elle compte aujourd'hui environ 3 000 personnes,. 
Les premiers musulmans à venir s'installer à Pretoria étaient originaires des Indes britanniques et s'étaient installés au Transvaal à l'occasion de la première annexion du pays par les Britanniques (1877-1881). La première mosquée fut construite à Pretoria sur Queen Street en 1887.  Une institution dédiée à la communauté islamique dans la ville est fondée dès l'année 1906. Elle prend le nom de congrégation musulmane de Pretoria en 1981. Le temple hindou dédié à Mariamman, dans l'ancien quartier indien de Marabastad, date de 1905 et témoigne aussi de la présence ancienne d'une petite communauté indo-asiatique à Pretoria. 

## Sécurité, criminalité et délinquance

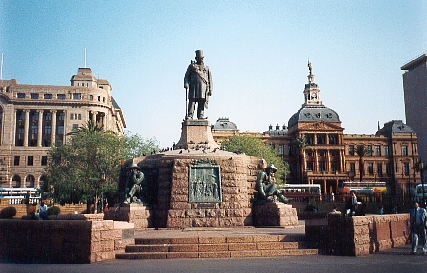
Statue de Paul Kruger réalisé par Anton van Wouw et le Raadsaal sur Church Square.

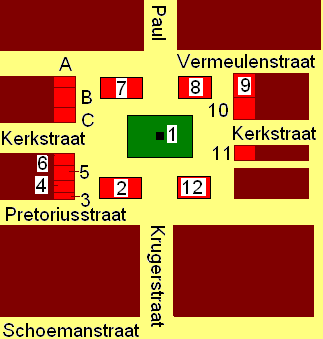
Carte de Church square à Pretoria
1 : Monument à Paul Kruger.
2 : Ancien parlement du Transvaal 1888.
3 : Théâtre.
4 : Ancienne banque néerlandaise (1896).
5 : Chambre des lois du Transvaal.
6 : Café Riche (1905).
7 : Palais de Justice.
8 : Reserve bank (1934) et Old Mutual Building (1929).
9 : Ons Eerste Volbank (1934).
10 : Ancienne banque nationale (1939).
11 : Tudor chambers (1904).
12 : Standard Bank (1934).
A : Banque d'Afrique 1910.
B : Bâtiment de la National Bank of South Africa et de la monnaie (1893).
C : Poste générale (1910).

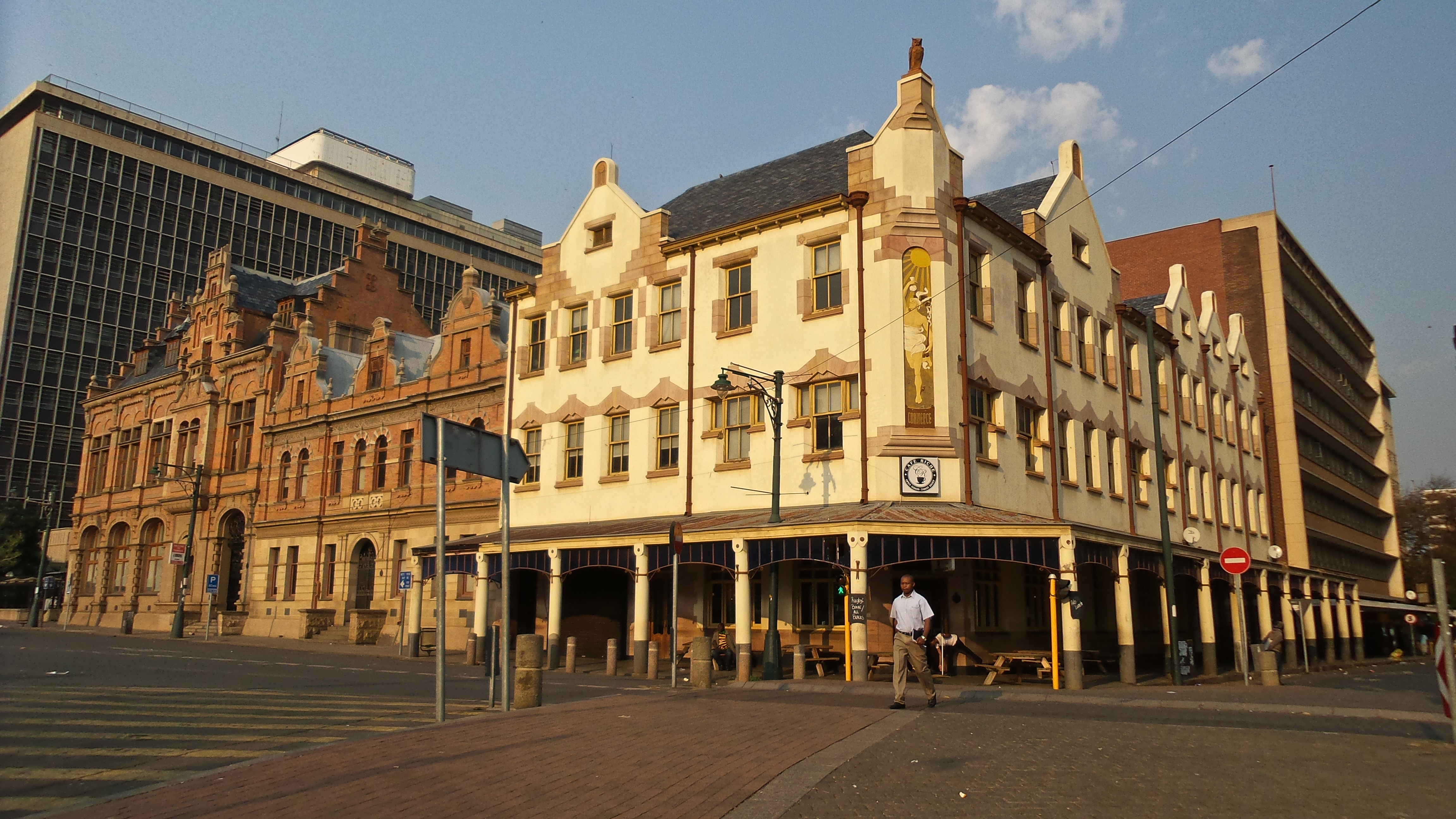
L'ancienne banque néerlandaise (1896) et le Café Riche.

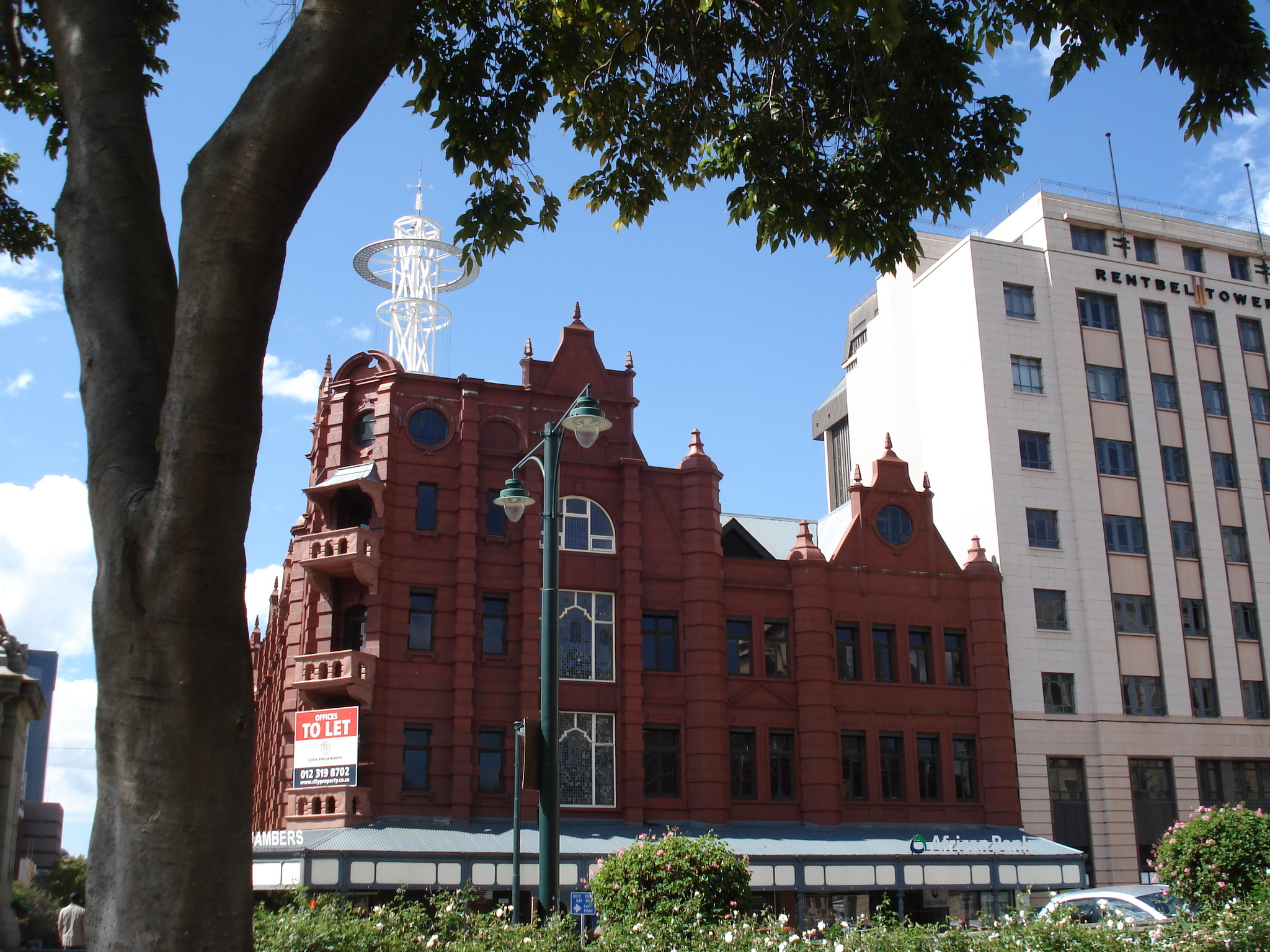
Les Tudor chambers.

Pretoria présente un important intérêt touristique et son centre-ville a longtemps moins souffert de l'insécurité qui sévissait depuis les années 90 dans celui de sa rivale, Johannesbourg, située à une cinquantaine de kilomètres au sud. Toutefois, des statistiques soulignent depuis le début des années 2020 que Pretoria est l'une des villes les plus dangereuses d'Afrique du Sud, devant Durban, Johannesburg et Pietermaritzburg, et la troisième ville la plus dangereuse au monde, même si les taux de criminalité et de délinquance diffèrent grandement selon les quartiers (principalement au centre-ville, à Sunnyside, à Mamelodi, à Mabopane). Ainsi, en 2021, même si les quartiers de l'est de Pretoria sont plus épargnés par la délinquance, elle y est cependant en augmentation notable (Brooklyn, Silverton, Waterkloof, Waterkloof Ridge, Monument Park, Newlands et Menlo Park).

## Monuments, musées et lieux d'intérêts
La meilleure saison pour visiter la capitale sud-africaine est le printemps austral (octobre-novembre) quand la floraison des jacarandas donnent une couleur indigo aux rues de la ville. 
L'artère principale de Pretoria est l'historique Church Street qui traverse Pretoria d'Est en Ouest. Le centre de la ville est Church Square sur laquelle fut érigée la première église de Pretoria.

### Church square
Cette place historique, la plus afrikaner de la ville, comprend :
- la statue de Paul Kruger au centre de la place. Elle fut réalisée par Anton van Wouw ;
- le Raadsaal (ancien parlement du Transvaal) datant de 1889 ;
- l'ancien théâtre de cinéma Capitol (en retrait de la place);
- l'ancienne banque néerlandaise (1896) ;
- l'ancienne Chambre des lois (1893) ;
- le Café Riche (1905);
- la poste générale (1910) ;
- le bâtiment de la National Bank of South Africa et de la monnaie (1893);
- la Bank of Africa building (1910) devenu le musée de la poste en 1996 ;
- le palais de Justice (1897-1902), où fut jugé Nelson Mandela en 1963 ;
- la Old Reserve Bank (1930-1931) ;
- le Old Mutual Building (1929-1930) ;
- la Ons Eerste Volksbank (1930), ancienne banque afrikaner ;
- l'immeuble de la First National bank (1934);
- les chambres Tudors (1904) ;
- les bâtiments de la Standard bank (1931) et de l'ancienne Saambou Baank (1961).

### Architecture religieuse
L'église réformée néerlandaise de Church Street West, est également connue sous le nom d'église du Président ou église de Kruger. Construite en 1896-1897 par l'architecte Klaas van Rijsse, monument national depuis 1979, elle est de style renaissance néerlandaise. 
La pierre angulaire de l'église réformée (Nederduitsch Hervormde Kerk), située sur Du Toit Street, fut posée le 18 juillet 1904 par le général Louis Botha et le bâtiment achevé en février 1905. Une pierre commémorative, en l'honneur de tous les Néerlandais tués pendant la seconde guerre des Boers, est apposée sur le mur oriental. On y trouve notamment le nom de Cornelis V. van Gogh (le frère du peintre Vincent van Gogh). Depuis 2010, le musée abrite aussi un musée présentant l'histoire de la congrégation et de l'église réformée néerlandaise. 
La cathédrale catholique du Sacré-Cœur (1877) construite dans le style gothique flamboyant domine Bosman Street. 
La cathédrale anglicane St Alban (1905-1909 et 1958) au 237 Francis Baard (schoeman) street a été construite à partir d'une précédente église anglicane de 1879.
Le vieux cimetière de Church Street est l’endroit où sont enterrées, dans Heroes' Acre, plusieurs personnalités historiques boers ou afrikaners (Andries Pretorius, Paul Kruger, Hendrik Verwoerd et d'autres).
Le temple de Mariamman (1928-38), dans le quartier de Marabastad, est le plus vieux temple hindou de Pretoria,. Il est dédié à la déesse Mariamman connue pour sa capacité à guérir les maladies infectieuses.
L'ancienne synagogue de Pretoria (1897-98) sur Paul Kruger st. où eut lieu le procès de la trahison de 1958 à 1961.
La mosquée de Pretoria (1928), en retrait de Queen street, une petite voie de passage entre church et vermeulen street, est la dernière des grandes mosquées indiennes construites dans le pays.

### Architecture institutionnelle et civile

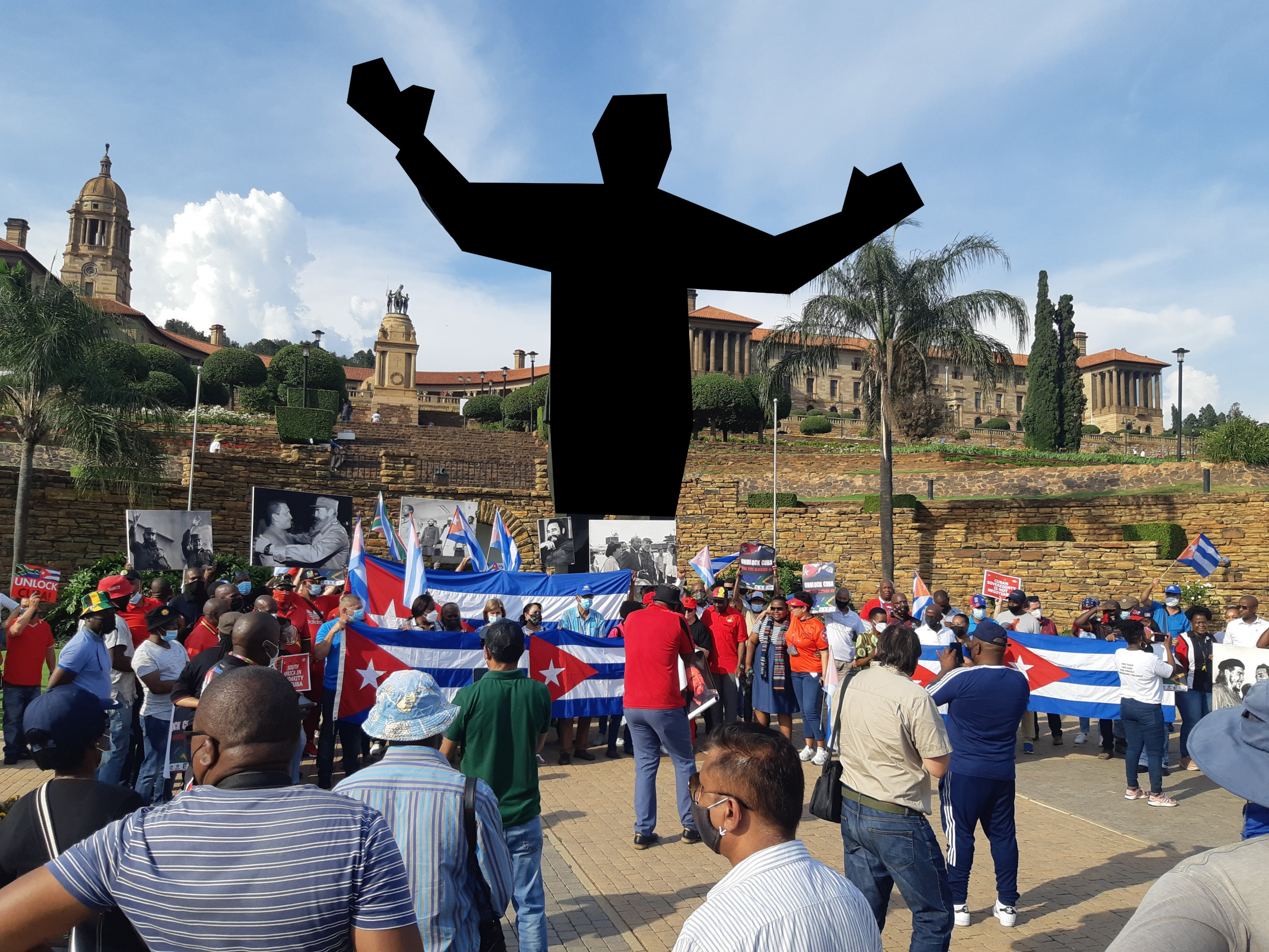
Statue de Nelson Mandela devant les Union Buildings.

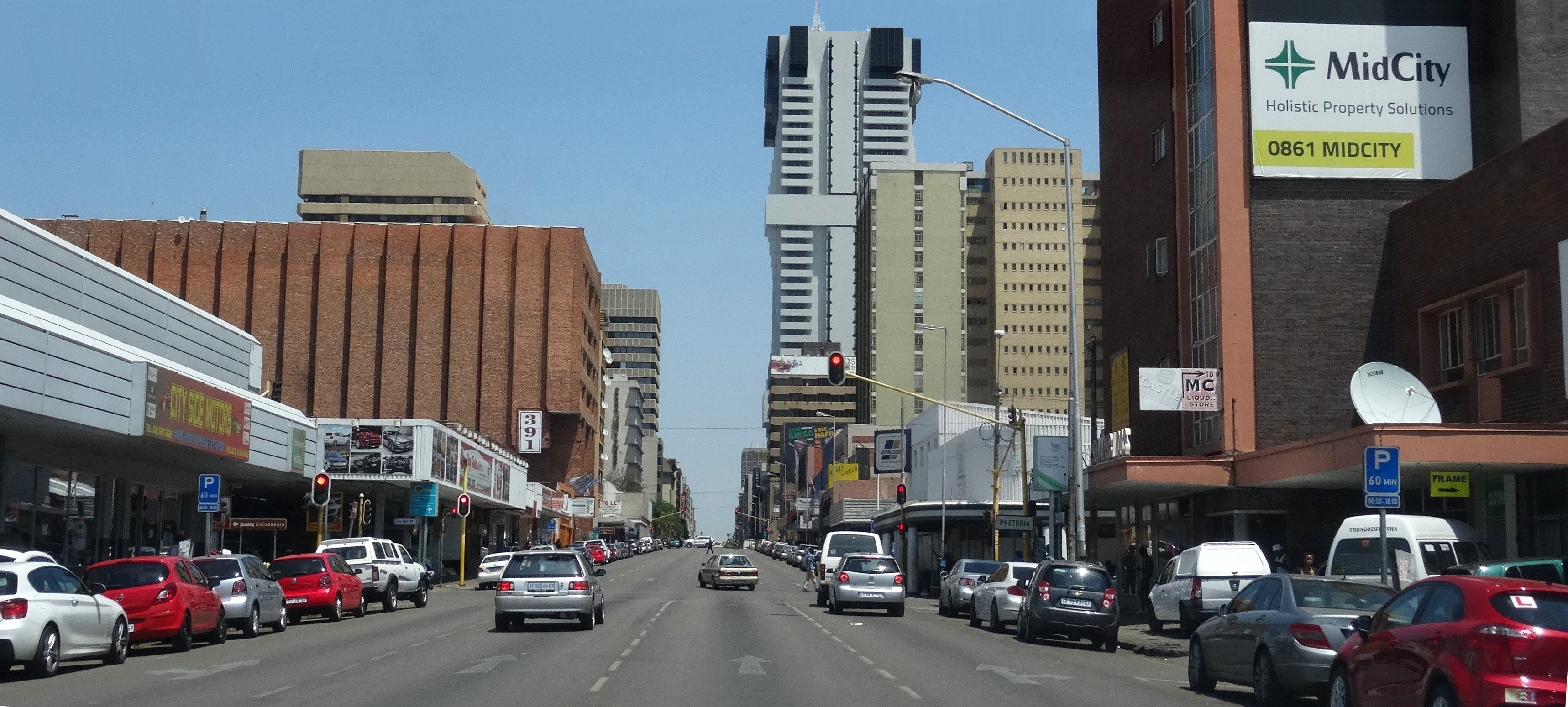
Tour ABSA, vue depuis Pretorius str.

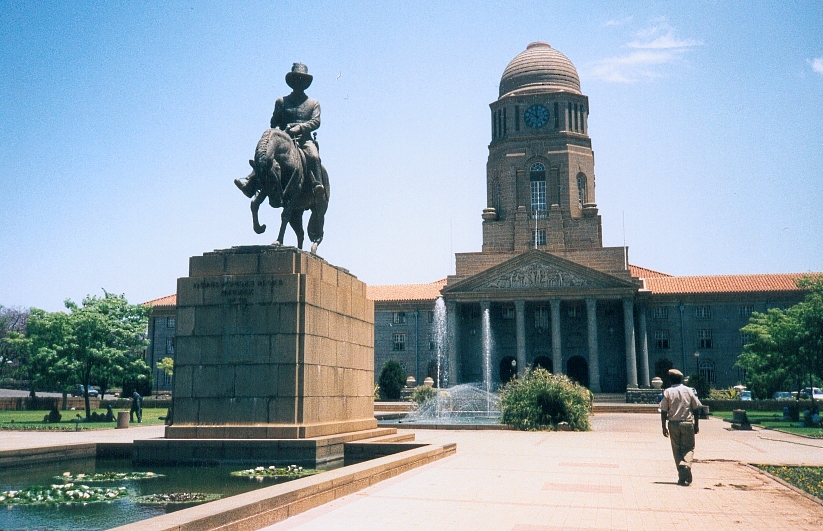
Hôtel de ville de Pretoria et statue équestre d'Andries Pretorius.

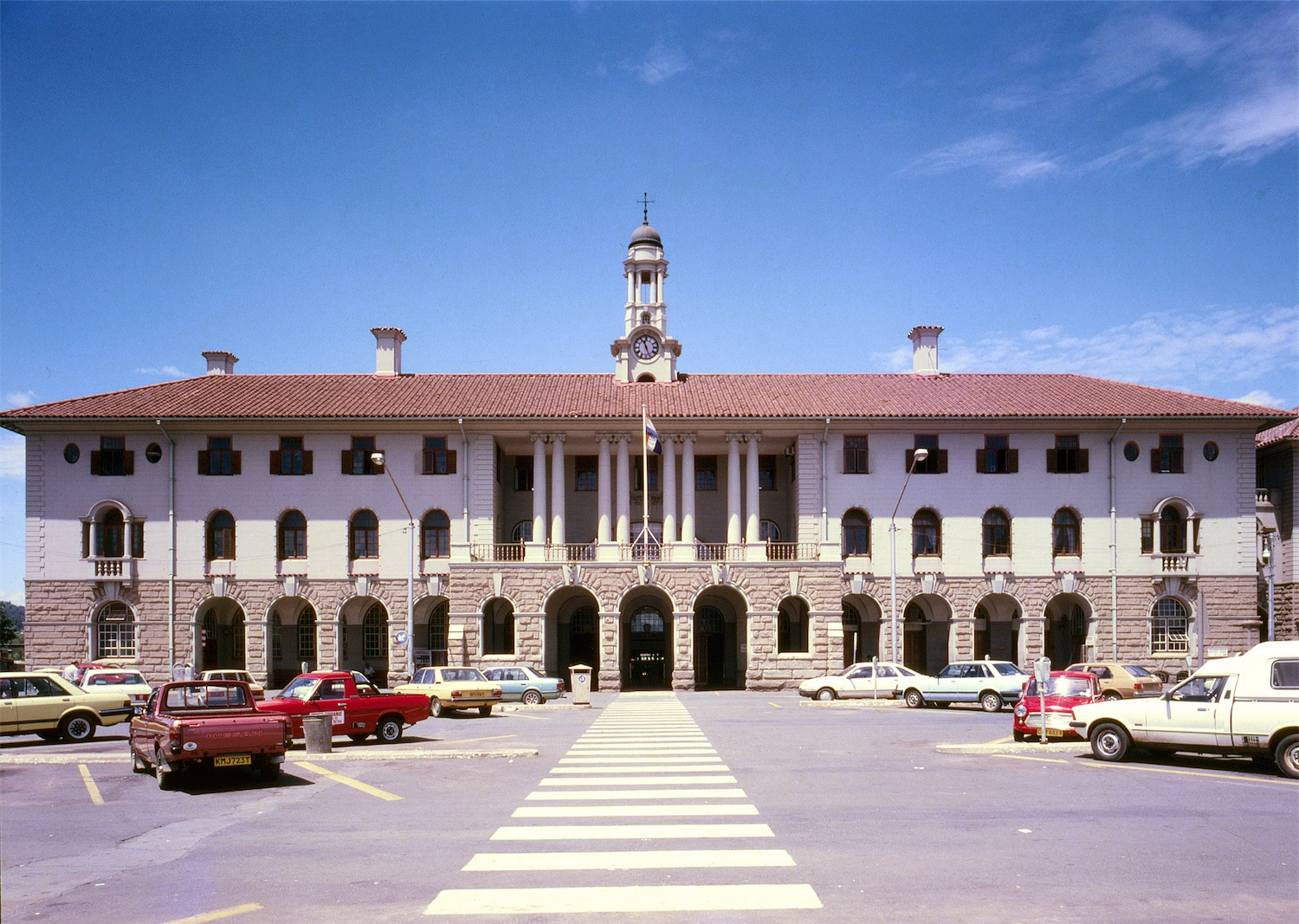
Gare de Pretoria (1910) sur Scheiding Street.

Le siège du gouvernement, Union Buildings, a été édifié par l'architecte Herbert Baker en 1910 sur une colline de Pretoria et présente un point de vue sur la ville. 
Dans les jardins en terrasses, situées en contrebas, sont disposés plusieurs monuments commémoratifs comme une statue équestre iconique de Louis Botha, une statue de 9 m de haut de Nelson Mandela (2013), une statue du premier ministre J.B.M. Hertzog ainsi que des monuments aux morts de la Première Guerre mondiale (Mémorial du Bois Delville) ou de la guerre de Corée et un mémorial de la police sud-africaine.
La place Lilian Ngoyi (ancienne Strijdom Square) est bordée par le State Theatre (« théâtre de l’État »), inauguré en 1981 et par la tour ABSA (ancienne Volkskas bank) de 132 m de hauteur, édifiée en 1976 par l'architecte Samuel Pauw (1936-2016). Strijdom Square était surtout connu pour être, de 1972 à 2001, le lieu où s'élevait un ensemble monumental comprenant un buste géant en bronze de J.G. Strijdom, surmonté d'un dôme (œuvre de Hans Botha), ainsi qu'une une sculpture de quatre chevaux, réalisée par Danie de Jager, symbolisant les 4 provinces fondatrices de l'Afrique du Sud. À la suite de l'effondrement du dôme, le buste endommagé de Strijdom fut transféré à Nysltroom tandis que la sculpture des chevaux fut réinstallée en 2008 sur le campus de l'université de Pretoria. 
Le Kynoch building, plus ancienne maison du centre-ville, construite entre 1876 et 1884 au coin de church et Prinsloo (Sisulu) street. Elle jouxte le Lewis & Mark Building (1903).
La façade classique édouardienne de trois étages de l'ancien théâtre de l'opéra (Opera House) sur Pretorius Street, reconverti en galerie commerciale ((actuel Opera Plaza). Achevé en 1903, inauguré en 1904, le bâtiment fut utilisé durant 70 ans pour la présentation d'opéras, de pièces de théâtre, de ballets et de films. Seules la façade et ses arcades en fer forgé ont été préservées lors du réaménagement urbain réalisé dans les années 1970. 
La Burlington House (1934) est un immeuble comprenant une façade principale Art déco située au 235 Helen Joseph (Church) Street. Il est traversé par une arcade commerciale (Burlington arcade) menant à Bureau Lane. 
Le Cuthbert's chambers (1931) est un immeuble conçu par l'architecte Gordon Ellis. Il est situé à l'angle de Church et Andries street, et abrita le magasin homonyme.
L'immeuble Central House (1948) de style Art déco à l'angle de Central et Pretorius street jouxte le lieu où se dressait l'ancien hôtel de ville de Pretoria, démoli en 1973, et remplacé par l'immeuble Centre Walk building.
L'hôtel de ville de Pretoria (1935) sur Pretorius square est célèbre pour son carillon et ses trente-deux cloches. Une statue équestre d'Andries Pretorius et une statue en bronze de son fils Marthinus Wessel Pretorius, fondateurs de la ville, se situent dans le jardin qui fait face à l’hôtel de ville  et au Transvaal Museum de l'autre côté de Paul Kruger street. En 2006, une statue en bronze de 6 mètres de haut du chef Tshwane a été inauguré juste devant l'entrée de l'hôtel de ville.
La gare centrale de Pretoria (1908-1910) sur Scheiding Street, réalisée par Herbert Baker dans le style néo-colonial. Endommagé par un incendie en 2001, le bâtiment a été restauré dans son état d'origine,.

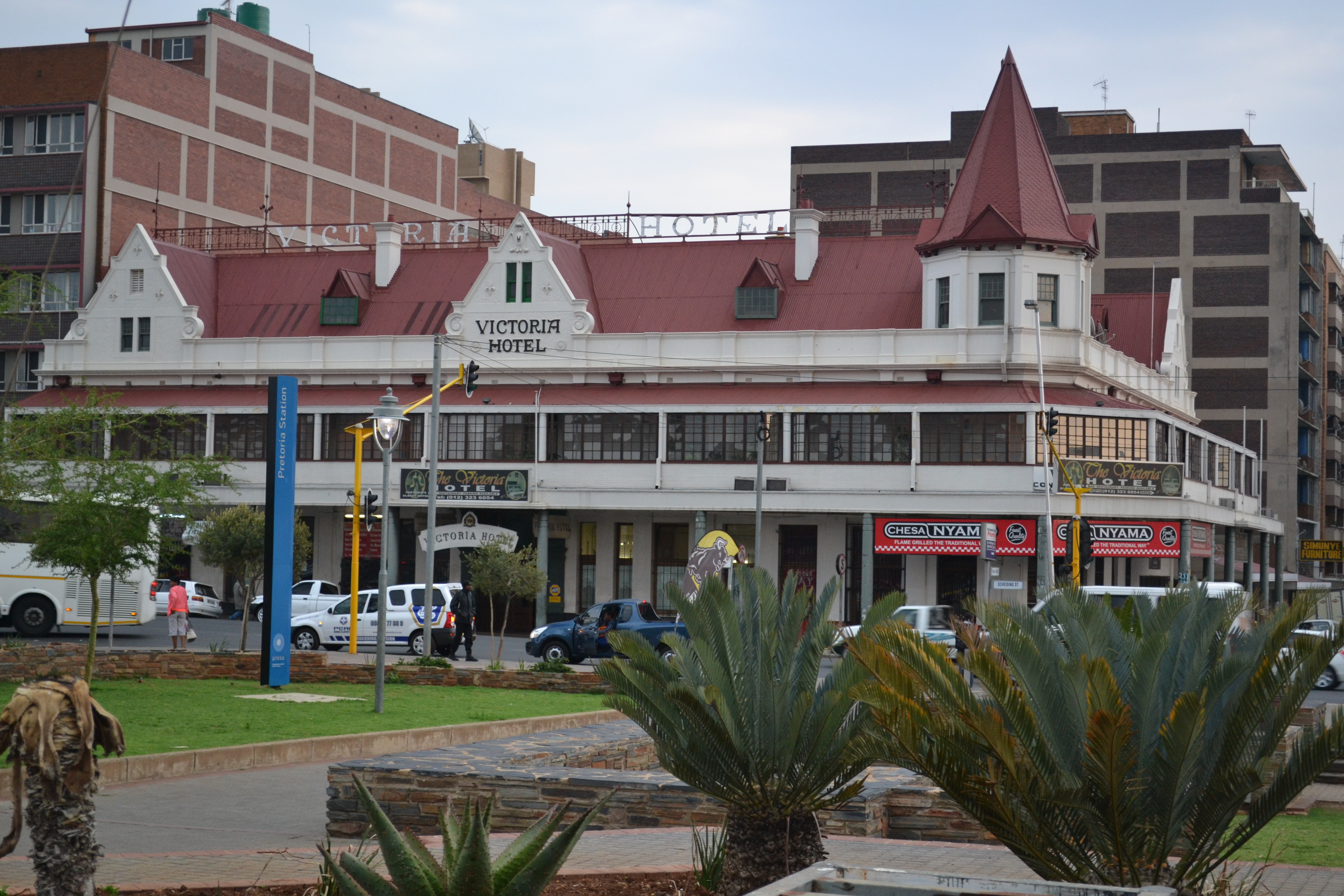
L'hôtel Victoria (1894).

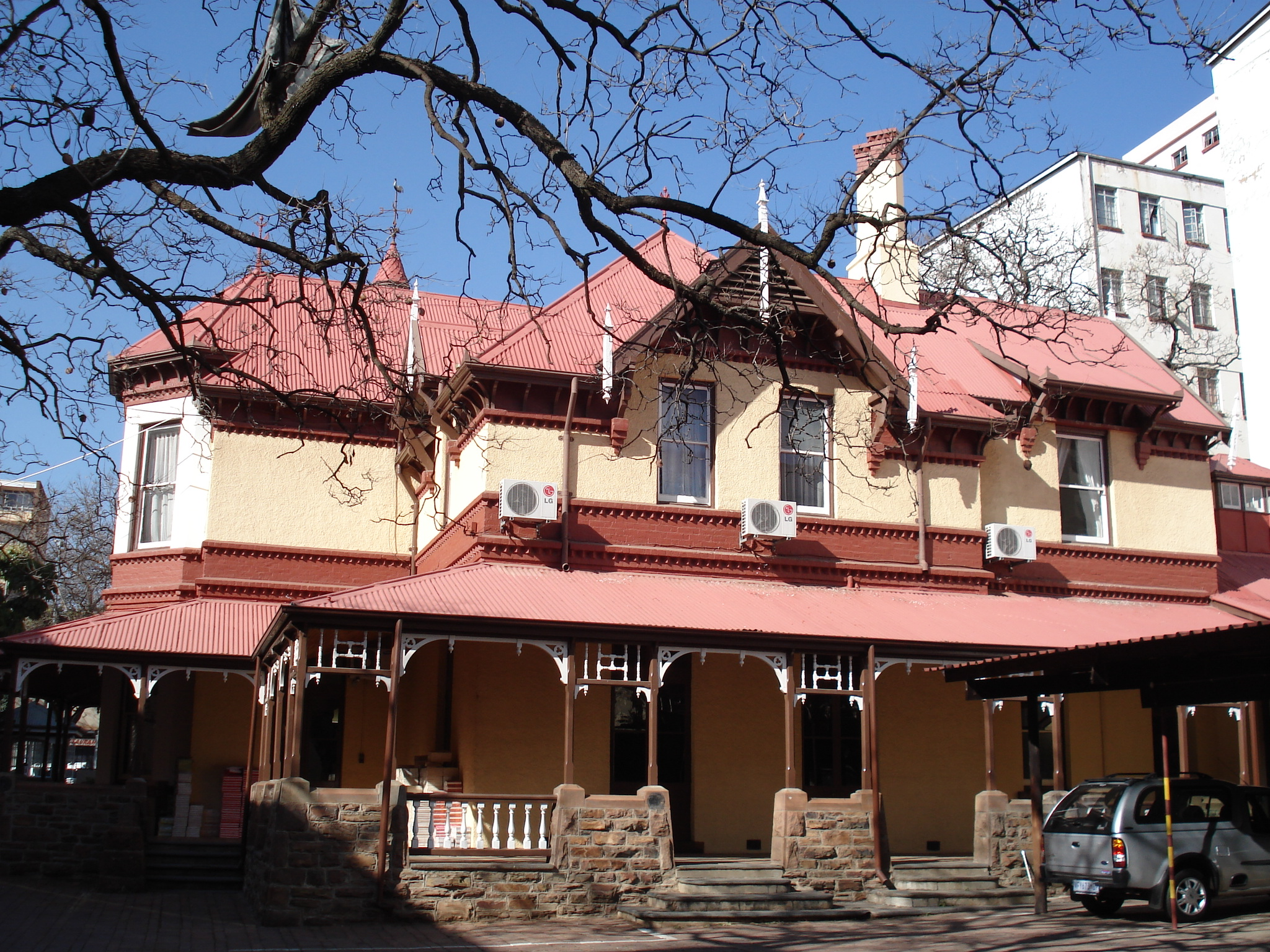
Barton Keep, maison de style victorien (1888).

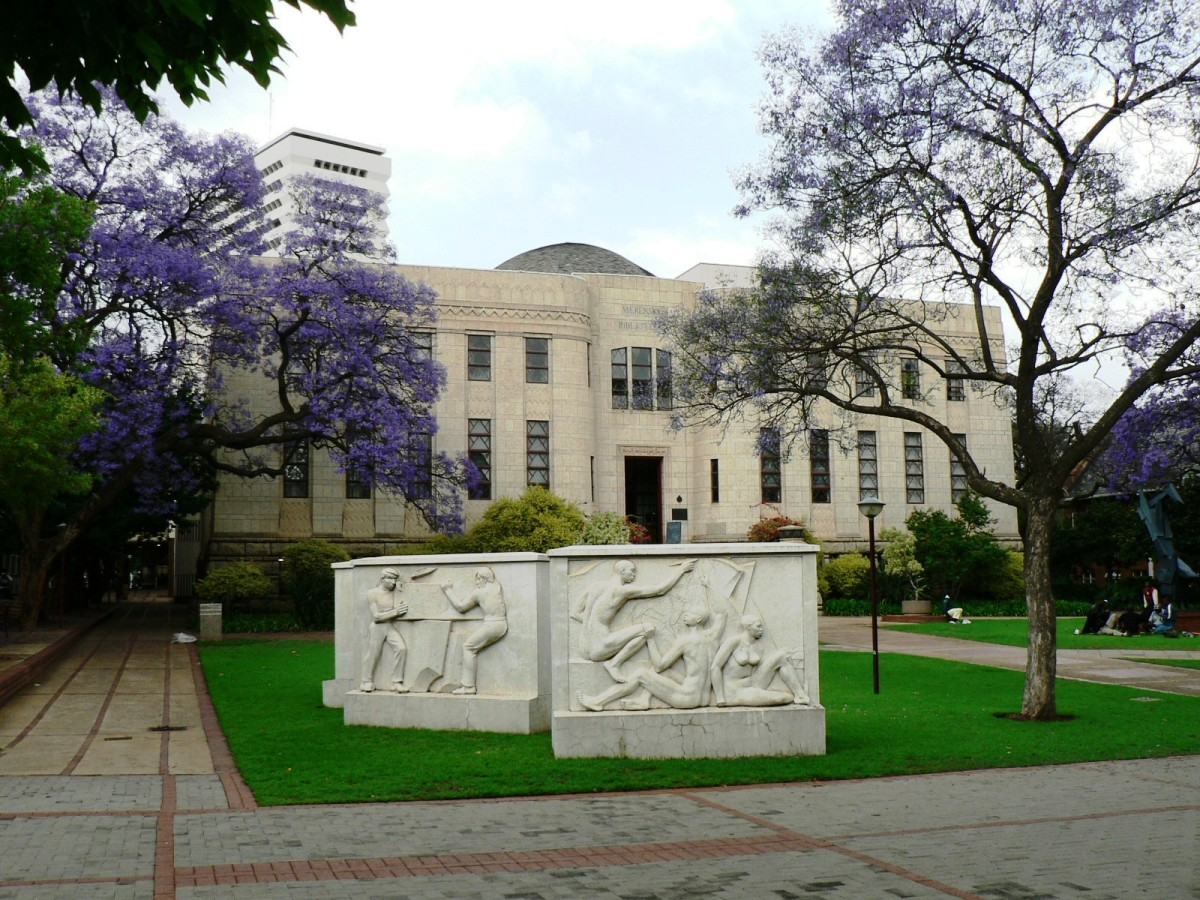
La bibliothèque Merensky à l'université de Pretoria.

L’hôtel Victoria (1894), anciennement Hollandia Hotel, de style représentatif du Wilhelminisme et de l'éclectisme, à l'angle de Paul Kruger Street et de Scheiding Street, face à la gare centrale est le plus ancien hôtel de Pretoria en activité.
La maison Barton Keep de style victorien, érigée en 1888 sur Jacob Mare Street, fut la propriété d'Edmund Francis Bourke, maire de Pretoria en 1903. Cette maison est, avec celle de Melrose, l'un des derniers vestiges des maisons résidentielles de Pretoria, caractéristiques de la fin du xixe siècle dont beaucoup ont été démolies durant les années 50. Elle est monument national depuis 1982.
La Hamilton Primary School (1898), ancienne Staatsmeisjesskool, 328 Visagie Street, d’architecture victorienne est classé comme monument national depuis 1977.
Le Eureka factory building (1903), situé sur Vermeulen (Madiba) street, est une ancienne manufacture de tabac. La collection de l'ancien Piernef museum y fut longtemps exposé. L'immeuble accueille actuellement[Quand ?] la librairie juridique du barreau de Pretoria.
Les villas (délabrées) d'Artillery road (XIXe siècle), dans le quartier de Salvokop, ont été construites pour les officiers de l'armée du Transvaal,.
Le château Erasmus également appelé Die Spookhuis (1903), dans le quartier d'Erasmuskloof, a été construit sur les plans d'un architecte néerlandais. Baptisée « Bella Vista » à l'origine, cette demeure iconique de l'architecture victorienne de Pretoria est réputée être une « maison hantée ». Délabrée et menacée de démolition à la fin des années 1970, elle est rachetée en 1986 par la société Armscor et est classée au registre des monuments nationaux depuis 1993.
La bibliothèque Merensky (1937-1938) à l'université de Pretoria, de l'architecte Gerard Moerdijk et exemplaire de l'architecture moderne sud-africaine influencée par l'Art déco  et le néoclassicisme. Baptisé en l'honneur du géologue et philanthrope Hans Merensky (1871-1952), le bâtiment fut inauguré à l'occasion des festivités du centenaire du Grand Trek.
La Kaarl Jooste House (1965-1967), située sur Aries st. dans le quartier de Waterkloof ridge, est une bâtisse représentative du  style brutaliste.

### Musées
Melrose House sur Jacob Maré St. est un musée. Dans cette maison fut signé le traité de Vereeniging consacrant la fin de la seconde guerre des Boers et la soumission des deux républiques boers en 1902.
La maison de Paul Kruger, 60 Church Street West, renferme plusieurs objets personnels de l'ancien président du Transvaal, le carrosse présidentiel, la calèche de voyage et la voiture-salon privée. Elle est inscrite au registre des monuments nationaux depuis 1936. 
Le Transvaal Museum, sur Paul Kruger Street, est consacré principalement à la géologie, à l’archéologie et à l’histoire naturelle.

Melrose House.

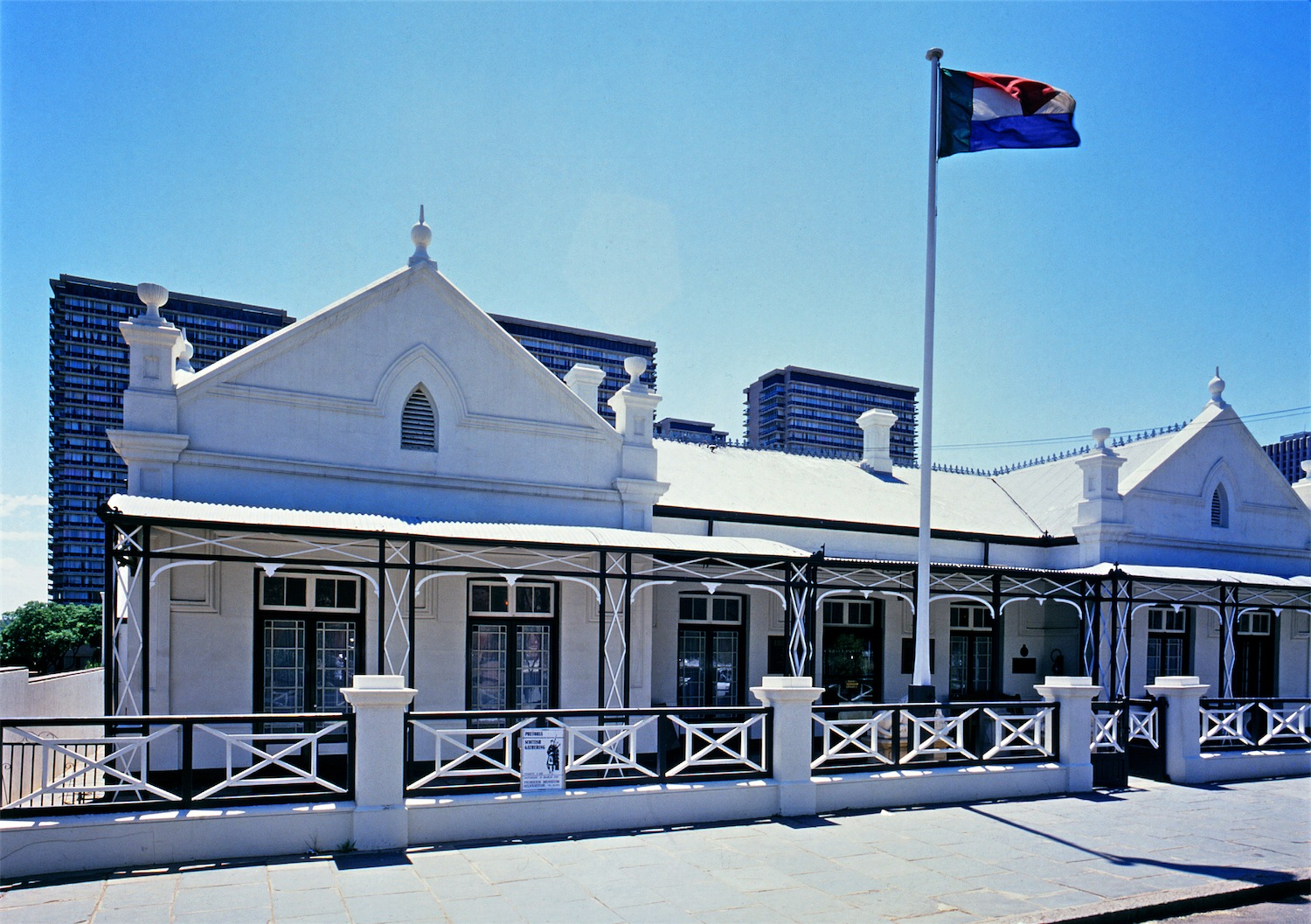
Kruger House Museum.

Le Pretoria Art Museum (1962-1964) présente une collection d’art sud-africain.
Le musée de la police sud-africaine est situé dans le Compol building (1890) anciennement new government building sur Pretorius street. Le bâtiment fut le siège de la police sud-africaine de 1925 à 1959,  
La maison de Anton van Wouw, première maison de ce sculpteur sud-africain, est également un musée.
La mine Cullinan, à 40 km à l’est de Pretoria, est l’endroit où fut découvert en 1905 le plus gros diamant du monde, le « Cullinan » de 3 106 carats dont sont issus neuf gros diamants et 96 pierres, dont certaines ornent les joyaux de la Couronne britannique.

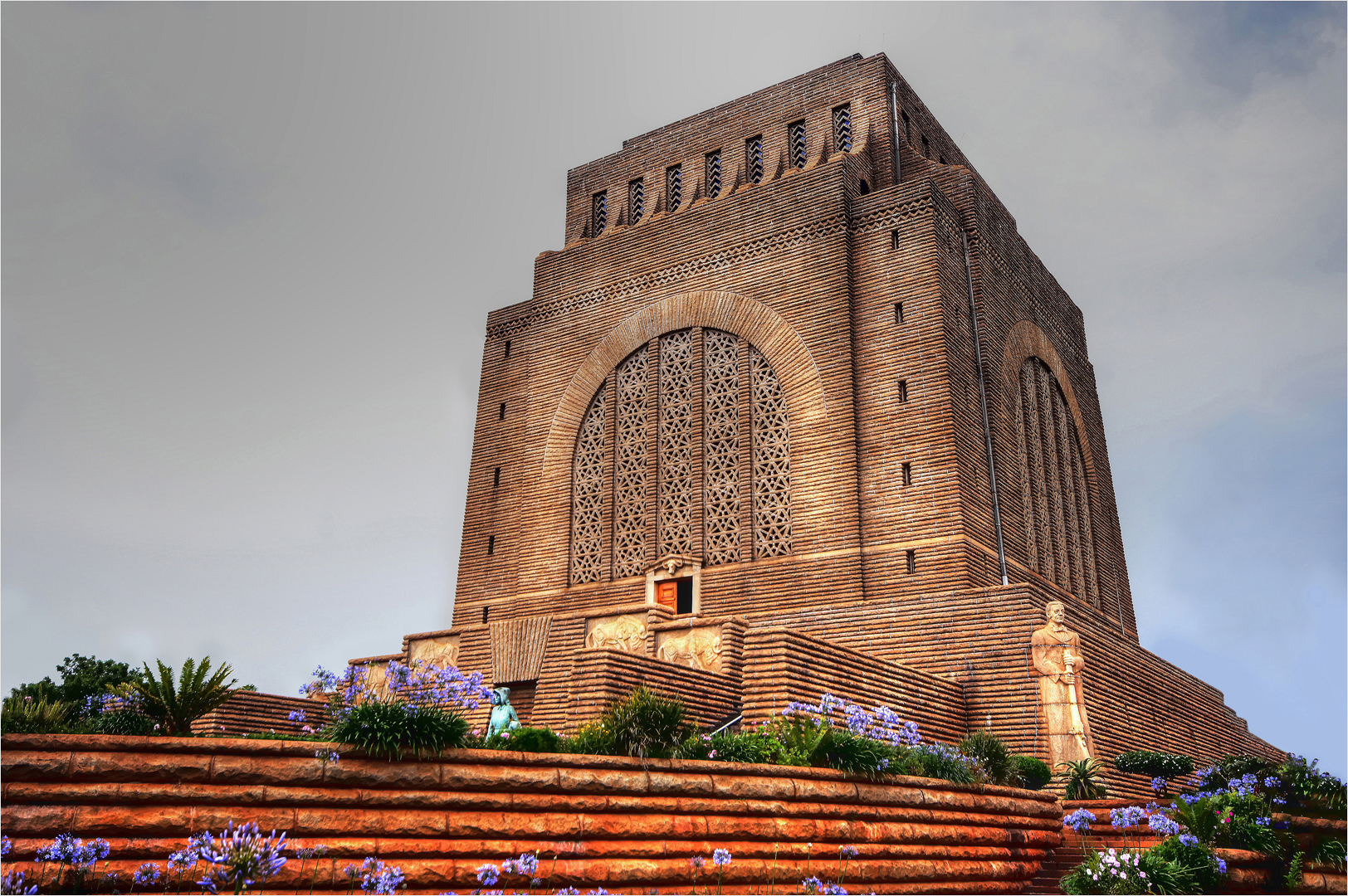
Le Voortrekker Monument (1949).

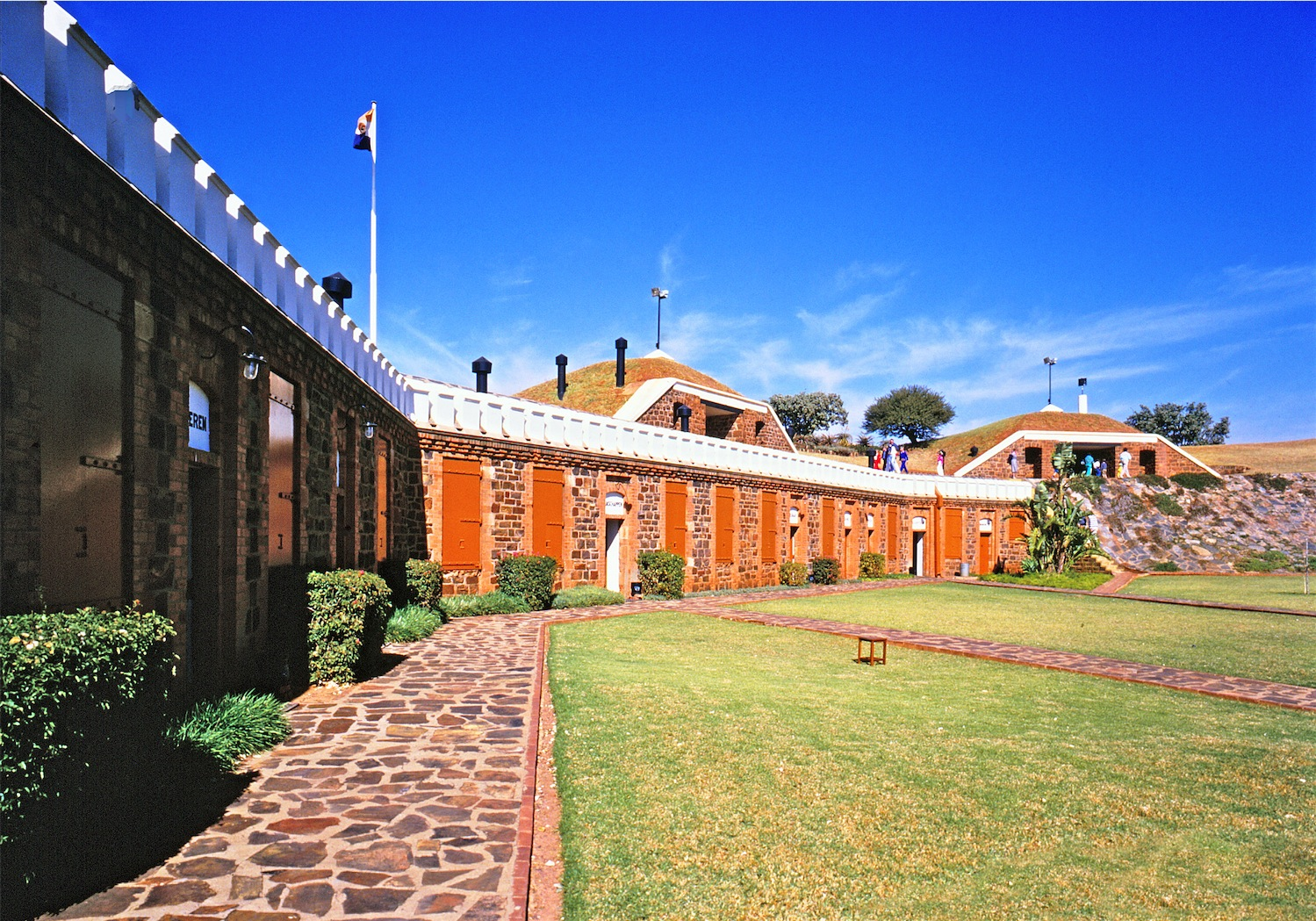
Fort Klapperkop.

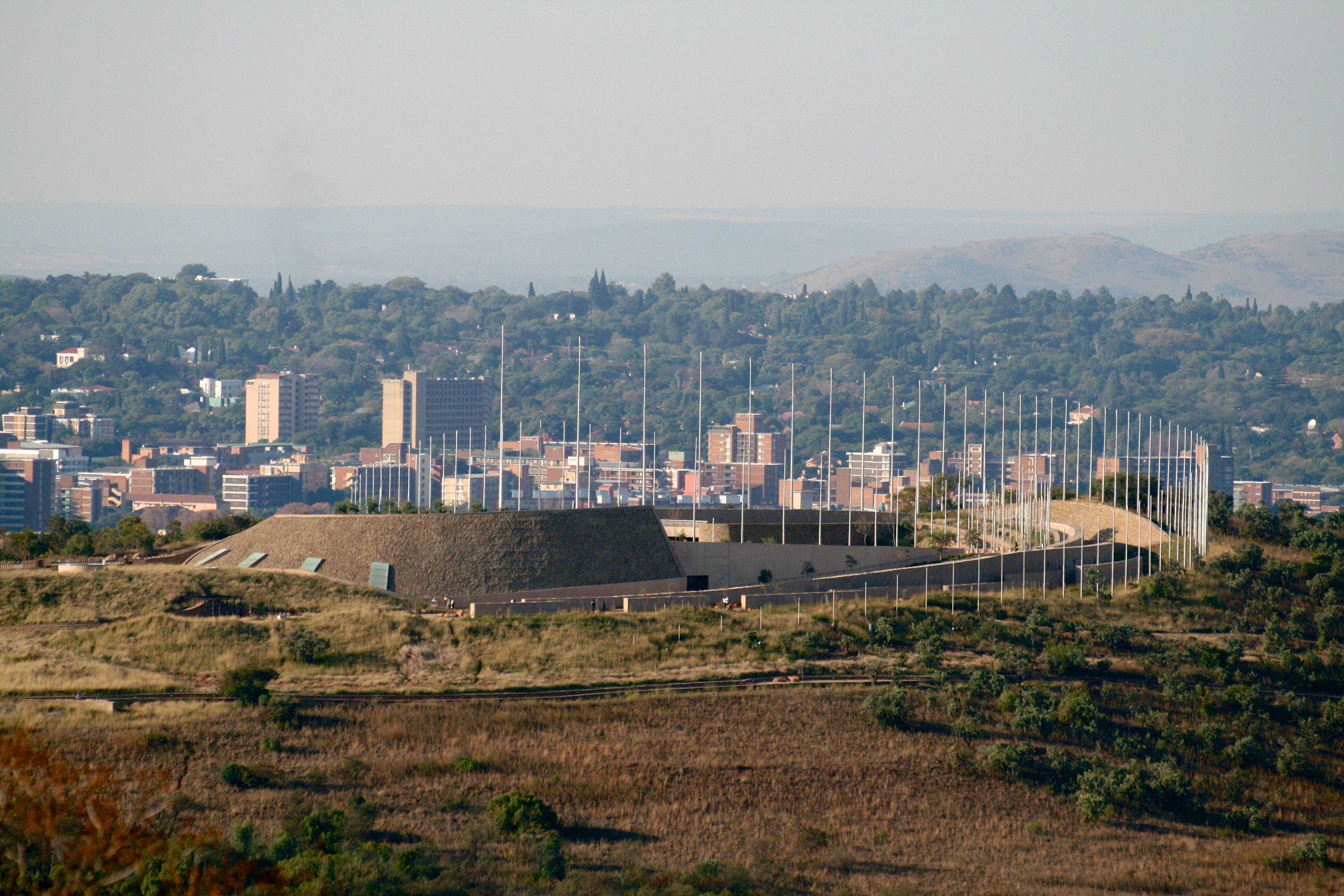
Freedom Park (2007).

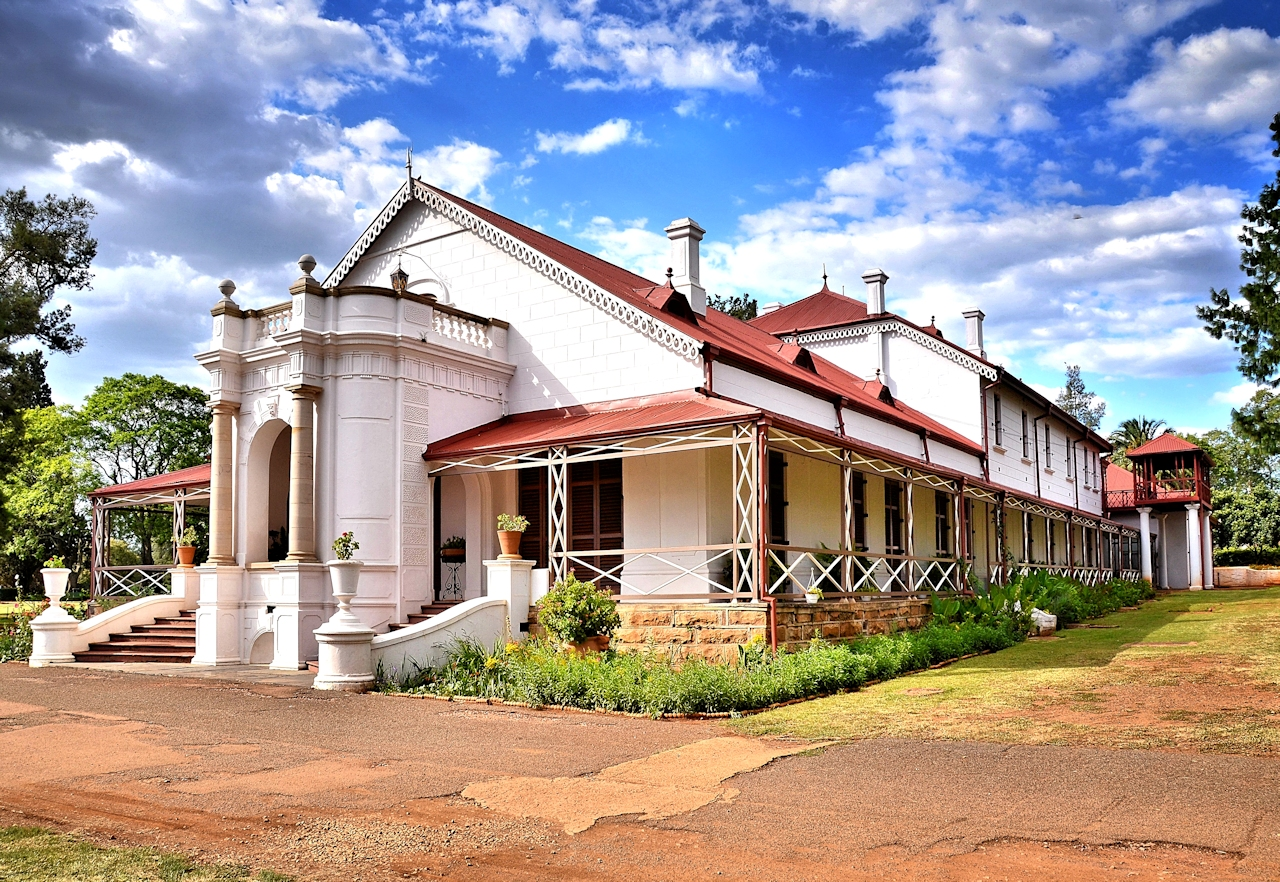
Le Sammy Marks museum

L'ancien ZAR State Museum (aussi connu sous le nom de Old Museum ou de National Cultural History and Open Air Museum). Situé sur Boom Str., dans l'enceinte du jardin zoologique national, ce musée a été créé à la fin du XIXe siècle mais les opérations de construction interrompues par le déclenchement de la seconde guerre des Boers. Le bâtiment, réalisé par Sytze Wierda (1839-1911), fut inauguré officiellement le 15 décembre 1904. Disposant notamment d'une collection d’art rupestre préhistorique et d'un département consacré aux ethnies et pionniers afrikaners du Transvaal, le musée a été fusionné avec divers autres musées sud-africains en 1999 et ses collections transférées au Musée national d'histoire culturelle. Le bâtiment de Boom str. est à l'abandon depuis le début des années 2000.
Le Ditsong National Museum of Cultural History (Musée national d'histoire culturelle) sur Visagie street où la collection du peintre sud-africain Jacobus Hendrik Pierneef a été transféré en 1997.
SP Engelbrecht Museum, d'après le professeur Fanie Engelbrecht (1891-1977), musée situé dans une église réformée (1905) sur Eloff Street, consacrée à l'histoire de l'Église réformée néerlandaise.
Le Pionier Museum (af) (Pionier Opelug Museum) est situé dans la plus ancienne maison d'habitation de Pretoria (1848) et est consacré à la vie des Voortrekkers.
Le Voortrekker Monument, inauguré en 1949, monument le plus visité de la ville et également l'un des plus visités du pays, est une sorte de Panthéon de l'histoire afrikaner. Établi sur une colline qui surplombe Pretoria, on y trouve également plusieurs sites commémoratifs tels qu'Erfenissentrum, qui est un musée et un centre d'études dévolu à l'histoire des Afrikaners au xxe siècle, présentant notamment de nombreuses collections et œuvres d'art représentant des personnalités de l'histoire afrikaner (Kruger, Pretorius, De Klerk, Charles Swart, Willem Cruywagen... ).
Fort Schanskop, dans l'enceinte du Voortrekker Monument, est une ancienne base militaire Boer comprenant notamment des statues de Danie Theron et de Piet Joubert.
Fort Klapperkop, une ancienne base militaire Boer aujourd'hui musée militaire consacré à la Seconde Guerre mondiale. Il abrite de nombreuses statues et la station hydraulique de la capitale
Freedom Park, sur la colline de Salvokop, inauguré en 2007, est un monument dédié à la mémoire de tous les sud-africains tués dans les guerres et conflits auxquels a participé l'Afrique du Sud, que ce soit dans le cadre de la lutte contre l'apartheid mais aussi dans le cadre des deux guerres des Boers, des deux guerres mondiales et de la guerre de Corée.
Le Sammy Marks museum, situé à 23 km à l'est de Pretoria dans un édifice du XIXe siècle (Zwartkoppies Hall), est un manoir victorien ayant été la résidence principale de l'homme d'affaires Sammy Marks et de sa famille de 1885 à 1909 puis sa résidence de week-end. La maison resta dans la famille Marks jusqu'en 1978 et devint un musée en 1986. Il s'agit du seul bâtiment victorien d'Afrique du Sud dont l'intérieur a été intégralement préservé tel qu'il était à l'époque victorienne.

### Parcs, jardins et réserves naturelles

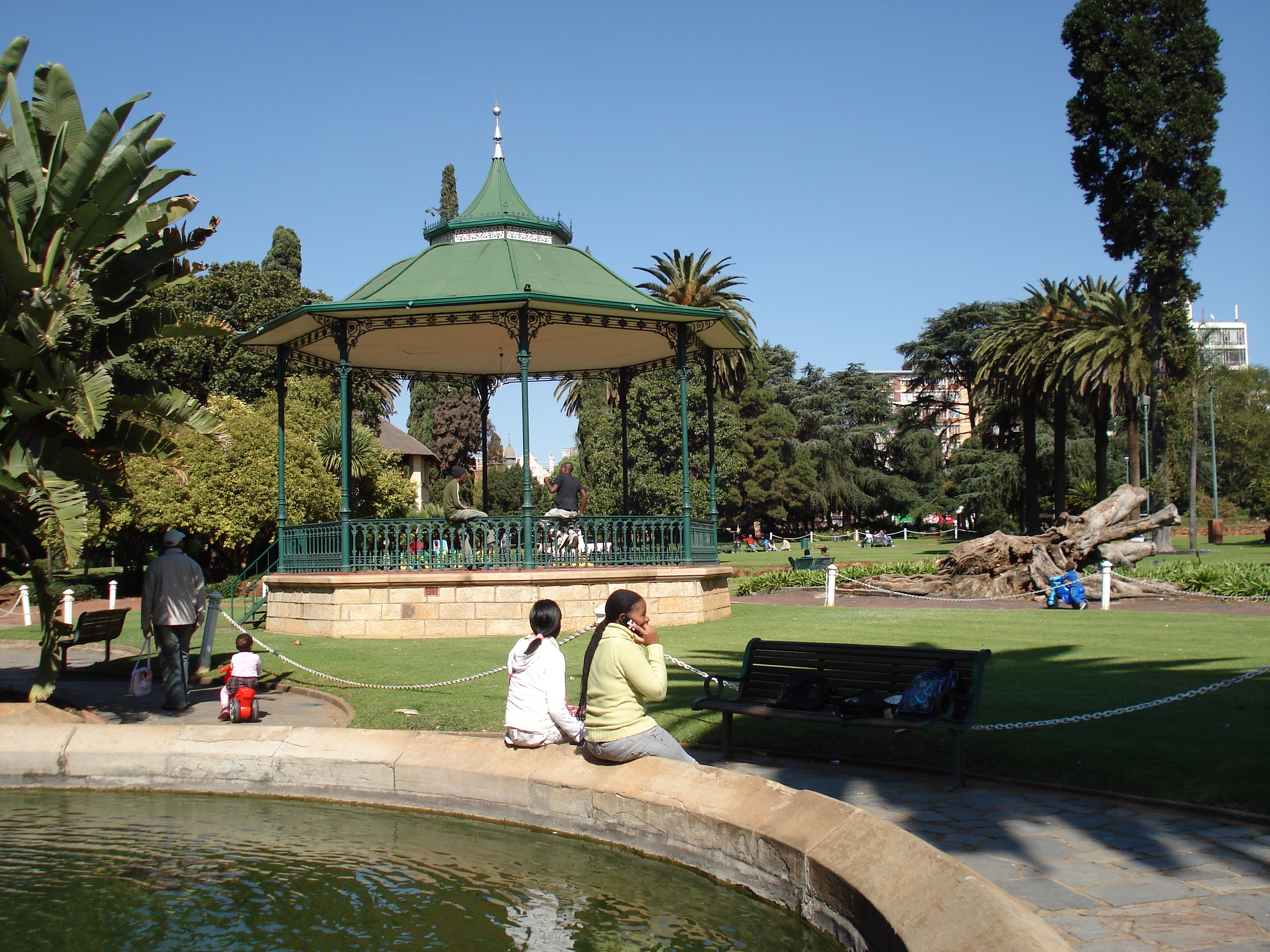
Le parc Burgers.

La ville contient plusieurs jardins publics comme le Burgers Park (1882), le Princes Park, le Springbok Park, des jardins botaniques ainsi qu'un jardin zoologique national.
Austin Roberts Bird Sanctuary, dans le quartier de New Muckleneuk est un parc protégé regroupant 170 espèces d'oiseaux. Ouvert en 1958, il est inscrit au patrimoine national depuis 1980.
Le Jardin botanique national de Pretoria est une réserve d'une superficie de 76 ha (0,76 km 2) créé en 1946 et ouvert au public en 1958.  

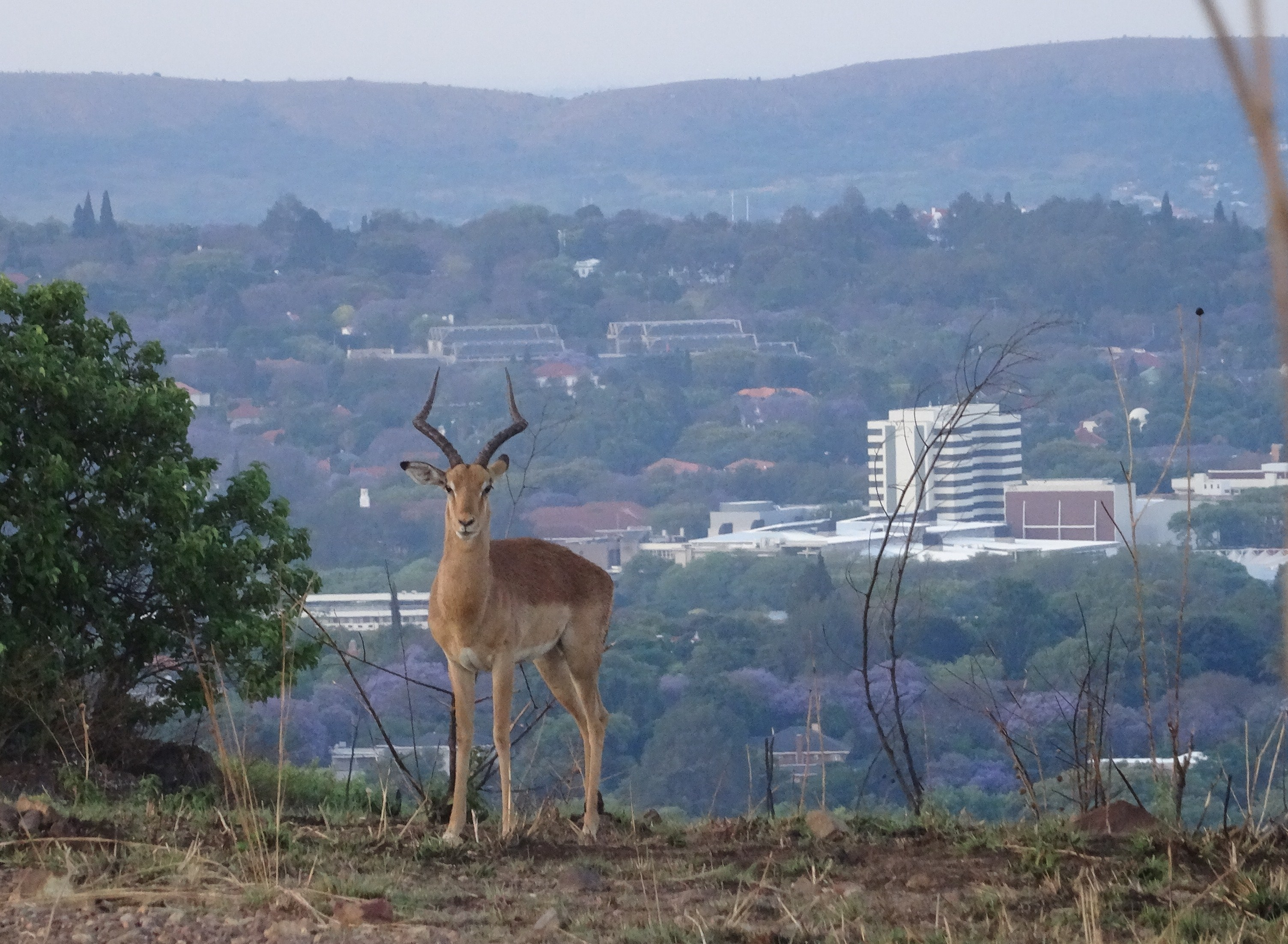
Vue sur Pretoria et la faune sauvage depuis la Johann Rissik Drive, une route panoramique située sur les collines au sud-est de Pretoria.

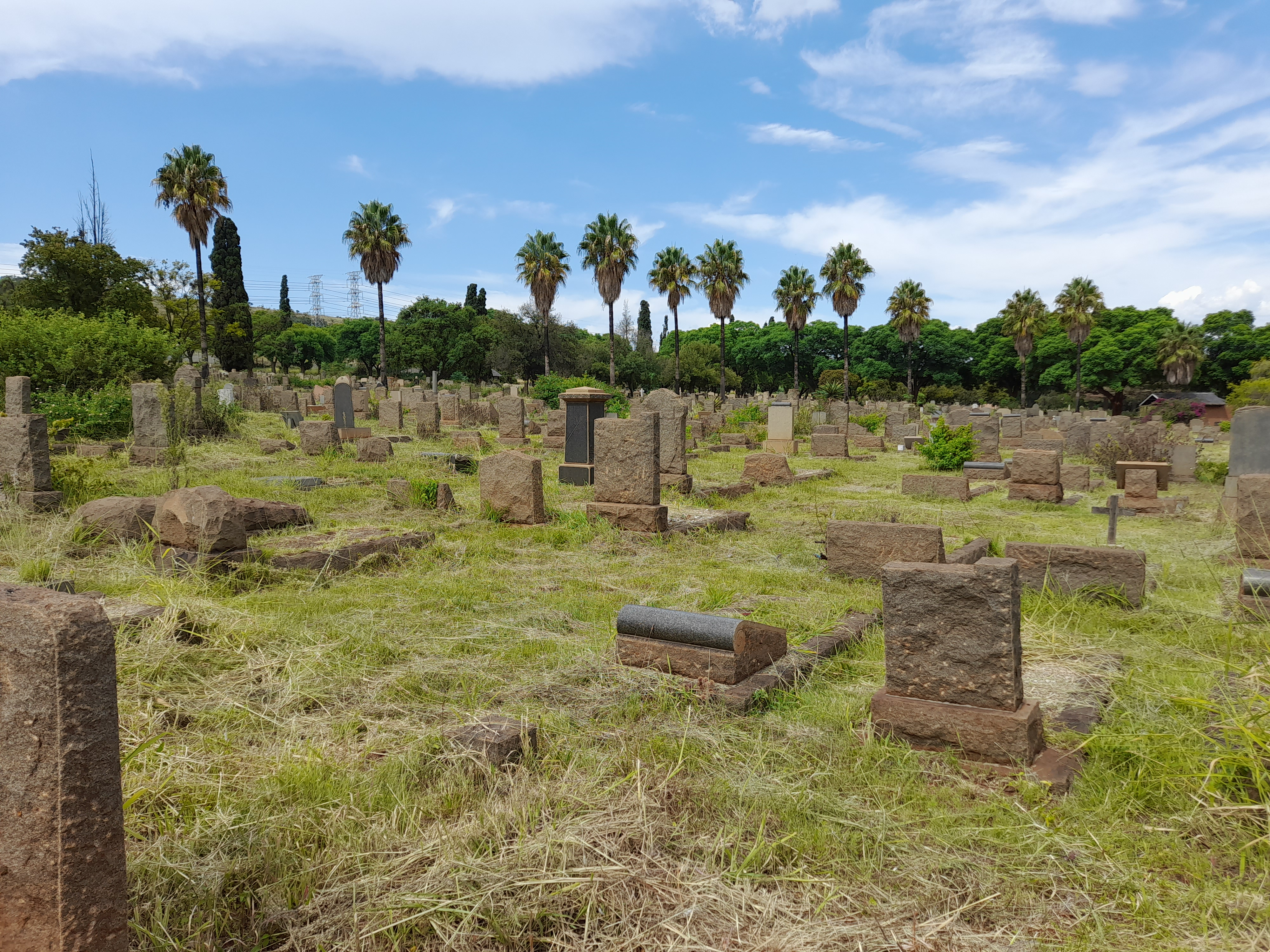
Cimetière de Rebecca Street

Les réserves naturelles de Groenkloof (1895), Wonderboom, Fountains Valley (1895), Klapperkop (1898) et Faerie Glen (1980). 
La Johann Rissik Drive est une route panoramique située au milieu d'une réserve naturelle et permettant d'atteindre Fort Klapperkop.
Hartbeespoort Dam, à 40 km à l'ouest de Pretoria, pour les sports nautiques. Un parc animalier a été aménagé aux abords et à quelques kilomètres de là, un téléphérique emmène les visiteurs au sommet du Magaliesberg.

### Arcades commerciales et centres commerciaux
Le centre ville de Pretoria, et le secteur des rues autour de church street, d'Andries et de van der Walt street en particulier, a longtemps été le centre des principaux commerces et grands magasins de la ville comme Hamilton’s (angle de church street et Andries str, aujourd'hui démoli) ou plus tard Cuthbert (angle d'Andries et Church street), OK Bazaars (angle de church et van der walt), Garlicks (équivalent du Macy's américain, fermé en 1993 et démoli pour laisser la place au Sammy Mark square), Woolworths et Edgars. 
Le centre ville est aussi agrémenté de plusieurs arcades commerciales traversantes, plus ou moins en activités aujourd'hui. Intégrées au sein d'immeubles, elles sont également des itinéraires piétonniers et des points de passage permettant de passer d'une rue à l'autre. 
L'arcade Burlington (1934) relie ainsi church street et Bureau Lane mais aussi l'arcade de Noordvaal et celle de Koedoe sur Pretorius Street.
L'arcade de Polleys (qui tient son nom de l'ancien hôtel situé à son emplacement), conçu par Norman Eaton, est la plus grande de Pretoria et est aussi connu pour son carrelage intérieur en marbre et ses mosaïques. Elle relie Schoeman et Pretorius Street et jouxte le quartier général de la police sud-africaine.
Thibault et Van Erkom arcade, cette dernière comprenant une mosaïque murale de l'artiste italo-sud-africain Armando Baldinelli (1908-2002), sont deux autres petites arcades commerciales du centre de Pretoria.
Si le plus grand centre commercial en centre ville est Sammy Marks Square, c'est en périphérie que se trouvent les plus importants et prisés centres commerciaux de Pretoria tels que Menlyn Park, l'un des plus grands centre commerciaux d'Afrique, situé dans le quartier de Menlynn, le Brooklyn Mall dans le quartier homonyme ou encore le centre commercial de Woodlands Boulevard dans Pretoriuspark.

## Sports et équipements

Loftus Versfeld Stadium

Le rugby à XV est le sport le plus populaire à Pretoria, en particulier chez les Afrikaners, devant le football et le cricket. Pretoria a notamment accueilli des matchs pour la Coupe du Monde de Rugby de 1995. Elle a accueilli aussi des matchs de la coupe du monde de football de 2010.
Le Loftus Versfeld Stadium est le grand stade sportif de niveau international situé à Pretoria et le stade attitré de l'équipe de Rugby à XV des Blue Bulls qui représentent la ville et sa province dans la Currie Cup. Il est également le stade attitré de l'équipe de rugby à XV des Bulls qui disputent le Super Rugby. Le club amateur de rugby local sont les Pretoria Harlequins où évolua notamment Kitch Christie. 
Le Loftus Versfeld est également utilisé par les deux clubs de football du Mamelodi Sundowns et du Supersport United. 
Le Tuks Stadium est le stade attitré de l'équipe de football de l'université de Pretoria (University of Pretoria Football Club) qui joue au sein du Championnat d'Afrique du Sud de football. 
Le Caledonian Stadium, situé dans Arcadia, est un stade multi-sport et le stade attitré des Arcadia Shepherds, un club de football de seconde division, créé en 1903. Plusieurs autres stades multi-sports, utilisés pour les matchs de seconde division, sont situés dans les faubourgs de Pretoria comme le Soshanguve Giant Stadium, stade attitré des Soshanguve Sunshine, le Lucas Masterpieces Moripe Stadium à Atteridgeville ou le Pilditch Stadium (à Pretoria West).  
Pretoria ne dispose pas de grand stade de niveau international pour la pratique du cricket et la plupart des tournois internationaux majeurs ont lieu au SuperSport Park à Centurion. Situé dans l'enceinte de l'université de Pretoria, le LC de Villiers Oval est un complexe sportif multi-sport d'une capacité de 2 000 places. Il dispose de terrains pour la pratique du cricket mais aussi de terrains pour le football, le rugby, le hockey sur gazon et l'athlétisme. Il est le seul centre sportif de Pretoria à avoir accueilli quelques tournois mineurs internationaux. Le Sinovich Park dans le quartier de Sinoville a accueilli à trois reprises des matchs de format One-day International. La ville ne dispose pas d'équipe locale spécifique. L'équipe régionale de cricket est celle des Titans basée à Centurion et à Benoni. Il existe cependant à Pretoria un club de cricket pour aveugles, le Pretoria Transnet Blind Cricket Club, qui est le plus important du pays. 
L'équipe de basket-ball de la ville se nomme Pretoria Heat. Plusieurs joueurs de cette équipe tel Neo Mothiba ont été sélectionnés pour l'Équipe d'Afrique du Sud de basket-ball.
D'autres compétitions sportives internationales ont parfois lieu à Pretoria. Ainsi, en 1975, Pretoria accueillit la compétition internationale de culturisme professionnel, Mr. Olympia, dont le titre fut remporté par Arnold Schwarzenegger. En 2000, elle accueillit les championnats du monde de duathlon longue distance.

## Médias et culture

### Presse et radio-télédiffusion
Hors médias nationaux, les principaux médias locaux situés à Pretoria ou diffusés dans la ville sont notamment : 
- la radio Jacaranda FM ;
- la radio Tuks FM ;
- Radio Pretoria ;
- Pretoria News ;
- Beeld.

### Musique
- Marching to Pretoria : Chanson britannique de la seconde guerre des Boers (1900) reprise en 1963 par le groupe The Weavers
- Pretoria : chanson de Lianie May (2007).

### Films ou séries tournés à Pretoria
- Arnold le magnifique (1977)
- Pretoria o Pretoria! (1979), drame satirique de Bertrand Retief, avec Zack du Plessis, Cornelis Esterhuyse, Ben Kruger et Coreen Olivie
- Die Prince van Pretoria (1993), comédie de Deon van Zyl avec Philip Moolman, Illse Roos, Bill Flynn et Sandra Prinsloo
- Un privé sous les tropiques (1992-1993 - saison 3)
- Invictus (2009)
- Mandela : Un long chemin vers la liberté (2013)[136]
- Kalushi (en) (2016)
- Silverton Siege (2022), avec Arnold Vosloo

## Relations internationales

### Jumelages
La ville de Pretoria est jumelée avec :
 Bethléem, Palestine ;
 Washington D.C., États-Unis ;
 Taipei, Taïwan ;
 Kiev, Ukraine ;
 Téhéran, Iran ;
 Bakou, Azerbaïdjan ;
 Amman, Jordanie ;
 Delft, Pays-Bas ;
 Bâle, Suisse.

## Personnalités liées à la ville
- Arnold Vosloo, acteur né en 1962 ayant incarné la momie Imhotep dans la Momie 1 et 2.
- Melinda Bam (née en 1989), candidate au concours de beauté Miss Univers 2012 représentant l'Afrique du Sud à la suite de sa nomination Miss Afrique du Sud 2011.
- Glynis Johns (1923-2024), actrice britannique.
- John Hewie, footballeur international écossais, y est né en 1927 et mort en 2015.
- Willem Alberts, joueur sud-africain de rugby à XV.
- Gerhard Vosloo (né en 1979), joueur de rugby à XV français d'origine sud-africaine.
- Louis Meintjes (né en 1992), coureur cycliste sud-africain, membre de l'équipe MTN-Qhubeka depuis 2013.
- Reinardt Janse van Rensburg (né en 1989), coureur cycliste sud-africain .
- Paul Bosch (né en 1984), rugbyman sud-africain ayant opté pour la nationalité sportive allemande.
- Elon Musk (né en 1971), chef d'entreprise, ingénieur et inventeur.
- Kopano Matlwa (née en 1985), romancière.
- Roger Michell (1956-2021), régisseur de théâtre, télévision et cinéma sud-africain.
- Antony Trew, écrivain, y est né en 1955.